# Italien
Italien (italienisch Italiaⓘ [iˈtaːlja], amtlich Italienische Republik, italienisch Repubblica Italiana [reˈpubblika itaˈljaːna]) ist ein Staat in Südeuropa. Mit knapp 60 Millionen Einwohnern ist es das sechstbevölkerungsreichste Land Europas. Die Hauptstadt und bevölkerungsreichste Stadt ist Rom und das Wirtschafts- und Finanzzentrum ist Mailand.
Das italienische Staatsgebiet liegt zum größten Teil auf der auf drei Seiten vom Mittelmeer umgebenen Apenninhalbinsel, der anschließenden Norditalienischen Tiefebene sowie im südlichen Alpenbogen. Dazu kommen die großen Inseln Sizilien und Sardinien sowie mehrere kleinere Inselgruppen. Landgrenzen bestehen zu Frankreich, der Schweiz, Österreich und Slowenien sowie zu den Kleinstaaten Vatikanstadt und San Marino, die vollständig vom italienischen Staatsgebiet umschlossen sind.
In Italien wurden viele bedeutende Beiträge zum kulturellen und historischen Erbe Europas und der Welt geleistet. Das Gebiet des heutigen Italien war in der Antike die Kernregion des Römischen Reiches. Die Stadt Rom ist zudem seit der Spätantike bis heute eines der wichtigsten Zentren der Christenheit. Die Toskana und die rivalisierenden italienischen Stadtstaaten bildeten das Kernland der Renaissance. Auch in den Epochen des Barock und des Klassizismus war Italien ein kulturelles Zentrum. Italien ist das Land mit den meisten Welterbestätten der UNESCO (60) und mit rund 65 Millionen Touristen jährlich eines der meistbesuchten Länder der Welt.
Mit dem Risorgimento entstand im 19. Jahrhundert der moderne italienische Nationalstaat: Von 1861 bis 1946 bestand unter dem Haus Savoyen das Königreich Italien, das rapide industrialisiert wurde, zu einer europäischen Großmacht aufstieg und ab den 1880er Jahren ein Kolonialreich in Nord- und Ostafrika errichtete. Die kostspielige und verlustreiche Teilnahme am Ersten Weltkrieg von 1915 bis 1918 führte zwar zur Vergrößerung des Staatsgebietes, aber auch zu schweren sozialen Unruhen und ebnete den italienischen Faschisten den Weg zur Macht. Das faschistische Regime herrschte von 1922 bis 1943/45 über Italien und führte das Land 1940 auf der Seite der Achsenmächte in den Zweiten Weltkrieg, welcher 1945 in einer Niederlage endete und zum Verlust der Kolonien sowie geringfügigen Gebietsabtretungen führte. Im Juni 1946 wurde die Monarchie durch eine Volksabstimmung abgeschafft und die heutige Republik ausgerufen.
Italien zählt laut Index der menschlichen Entwicklung als Industriestaat zu den höchstentwickelten Ländern der Erde. Gemessen am nominalen Bruttoinlandsprodukt ist Italien die drittgrößte Volkswirtschaft der Europäischen Union (EU) und nach Frankreich die achtgrößte der Welt. Das Land genießt einen hohen Lebens- und Bildungsstandard und hat eine der höchsten Lebenserwartungen. Die italienischen Streitkräfte gehören zu den schlagkräftigsten der Welt und werden innerhalb der NATO als die viertstärksten eingestuft.
Italien ist Mitinitiator der Europäischen Integration und Gründungsmitglied der EU, des Europarates, der NATO und der Lateinischen Union. Das Land ist Mitglied der G7, der G20, der Vereinten Nationen (UNO), der Organisation für wirtschaftliche Zusammenarbeit und Entwicklung (OECD) und der Welthandelsorganisation (WTO).

## Landesname

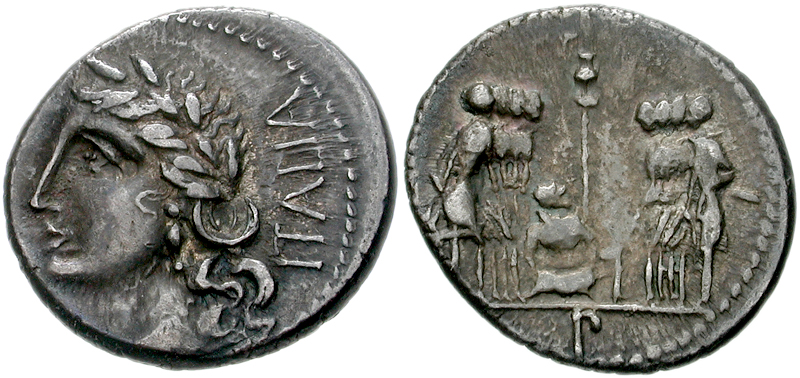
Von den Marsi um 91 bis 88 v. Chr. geprägte Silbermünze mit der Inschrift ITALIA neben der Personifikation Italiens, Italia turrita, dargestellt als Göttin mit Lorbeerkranz

Für die Herkunft des Wortes Italia existieren zahlreiche Hypothesen. Eine davon ist, dass der Name über das Griechische aus dem oskischen Víteliú („Land der Kälber“ von vitulus „Kalb“) entlehnt ist. Der griechische Historiker Dionysius von Halikarnassos stellt diese Behauptung zusammen mit der Legende auf, dass Italien nach Italos benannt wurde, der auch von Aristoteles und Thukydides erwähnt wird.
Nach Antiochus von Syrakus bezeichneten die Griechen mit dem Begriff Italien zunächst nur den südlichen Teil der Halbinsel Bruttium, welcher der Region um die heutigen Gemeinden Reggio sowie zum Teil Catanzaro und Vibo Valentia entspricht. Zur Zeit Antiochus wurde die umfassendere Bezeichnung von Oinotria und „Italien“ jedoch synonym verwendet und der Name galt auch für den größten Teil von Lucania. Strabons „Die Geographie“ zufolge wurde der Name vor der Expansion der römischen Republik von den Griechen verwendet, um das Land zwischen der Straße von Messina und der Verbindungslinie zwischen dem Golf von Salerno und dem Golf von Tarent zu bezeichnen. Diese Abgrenzung entspricht in etwa der heutigen Region Kalabrien. Nach und nach kamen die Griechen dazu, den Namen „Italia“ auf eine größere Region anzuwenden. Zusätzlich zur Hypothese des „griechischen Italien“ im Süden haben Historiker die Existenz eines „etruskischen Italiens“ vorgeschlagen, das verschiedene Gebiete Mittelitaliens abdeckt.
Dagegen sind die Grenzen des römischen Italiens, Italia, besser festgelegt. Catos Origines, das erste in Latein verfasste Geschichtswerk, beschrieb Italien als die gesamte Halbinsel südlich der Alpen. Nach Cato und mehreren römischen Autoren bildeten die Alpen die „Mauern Italiens“. Im Jahr 264 v. Chr. erstreckte sich das römische Italien von den Flüssen Arno und Rubicon im nördlichen Zentrum der Halbinsel bis in den gesamten Süden. Das nördliche Gebiet des Gallia cisalpina, des Galliens diesseits der Alpen, wurde in den 220er Jahren v. Chr. von Rom besetzt und galt geographisch und de facto als Teil Italiens. Es blieb jedoch zunächst politisch und de jure getrennt, bis es 42 v. Chr. durch den Triumvir Octavian als Umsetzung der unveröffentlichten Akte Caesars (Acta Caesaris) rechtlich in die Verwaltungseinheit Italiens eingegliedert wurde. Die Inseln Sardinien, Korsika, Sizilien und Malta wurden 292 n. Chr. durch Diokletian zu Italien hinzugefügt.

## Geographie
Der Großteil des Staatsgebiets liegt auf der von Nordwest nach Südost gerichteten Apenninhalbinsel, die in ihrer Form an einen Stiefel erinnert. Die maximale Länge der weitenteils vom Gebirgszug des Apennin geprägten Halbinsel beträgt rund 1000 km, die maximale Breite rund 240 km. Auf drei Seiten ist sie von Teilmeeren des Mittelmeers umgeben, nämlich vom Ligurischen, Tyrrhenischen, Ionischen und Adriatischen Meer. Im Mittelmeer liegen die zwei mit Abstand größten italienischen Inseln Sardinien und Sizilien sowie mehrere kleinere Inselgruppen. Die gesamte Küstenlänge beträgt 7600 km. Nördlich schließt an die Halbinsel die Po-Ebene an, die den Hauptteil der dicht besiedelten Norditalienischen Tiefebene ausmacht. Den nördlichen Abschluss findet das Staatsgebiet in den Alpen, wo es teilweise den Alpenhauptkamm erreicht.
Intern wird Italien häufig in Ober-, Mittel- und Unter-/Süditalien (auch Mezzogiorno genannt) gegliedert.
Angrenzende Staaten sind Frankreich (Länge der gemeinsamen Staatsgrenze: 488 km), die Schweiz (734,2 km), Österreich (430 km), Slowenien (232 km) sowie die Enklaven San Marino (39 km) und die Vatikanstadt (3 km). Die Landesgrenzen haben eine Gesamtlänge von etwa 2000 km. Italien besitzt mit der Gemeinde Campione d’Italia eine von der Schweiz umgebene Exklave. Zu Kroatien besteht eine Seegrenze.

### Morphologie

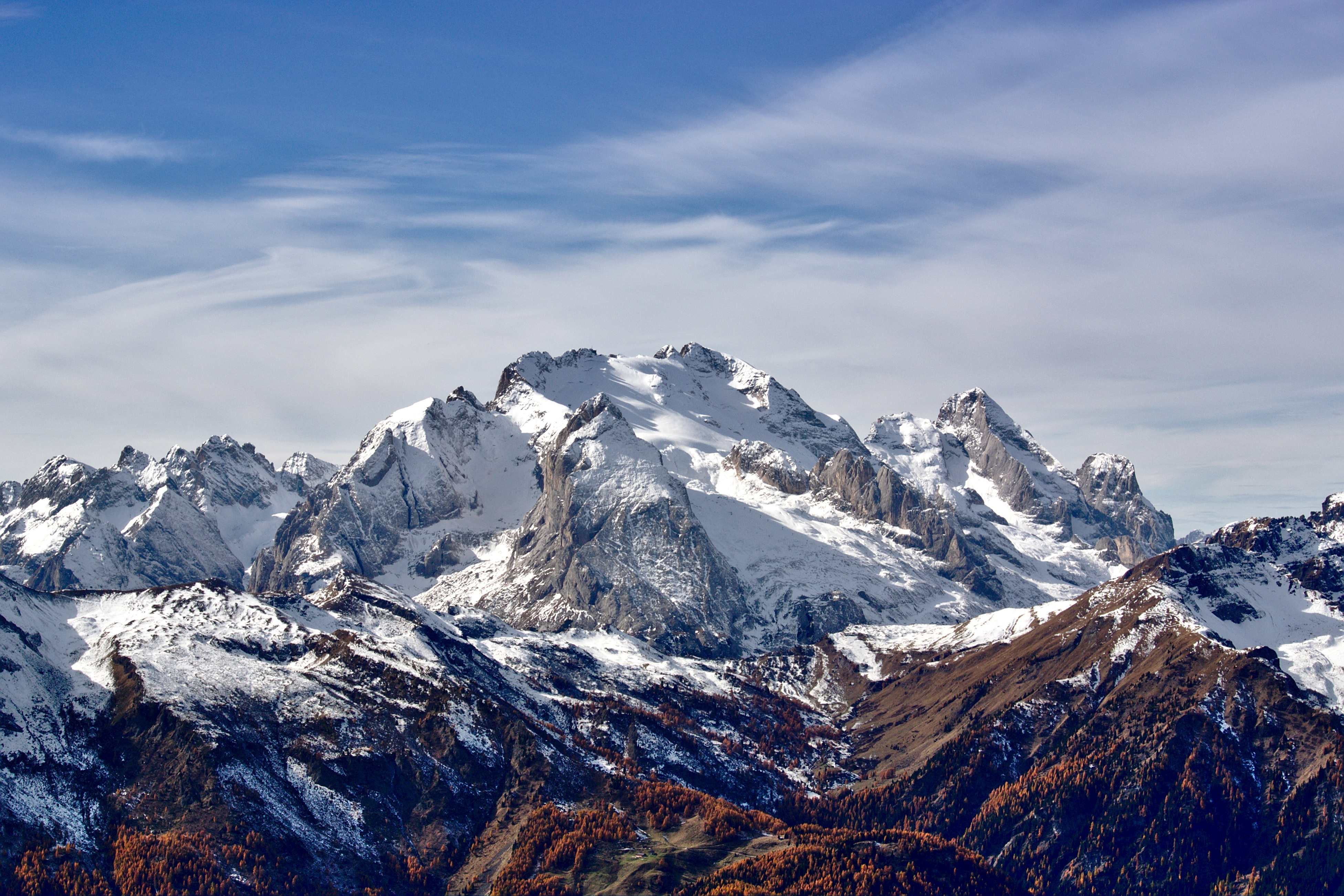
Die Marmolata in den Dolomiten

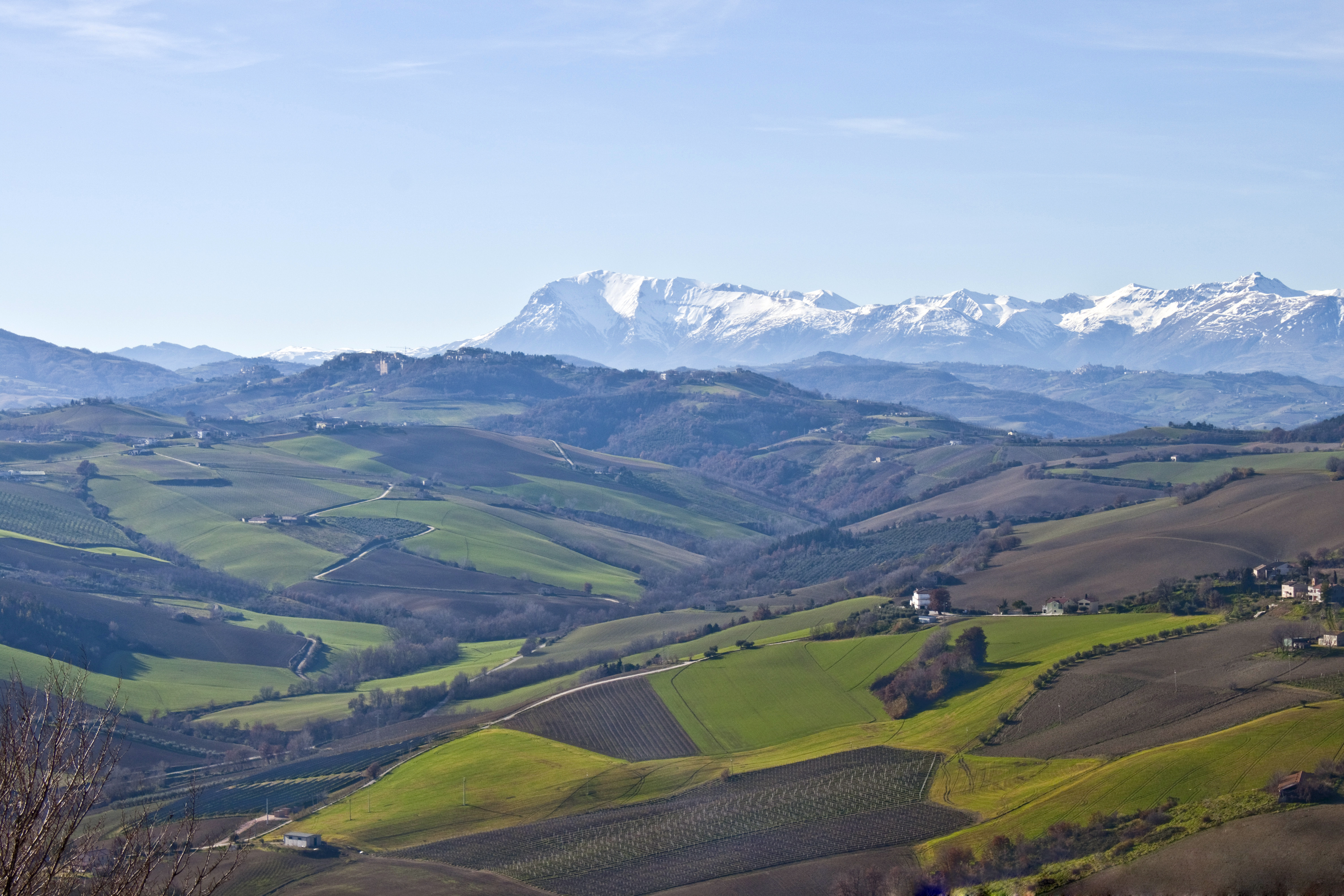
Landschaft im zentralen Apennin mit den Sibillinischen Bergen

Italien ist größtenteils gebirgig. Der Apennin durchzieht die nach ihm benannte Halbinsel entlang der Längsachse und erreicht mit 2912 m s.l.m. seine größte Höhe im Gran Sasso. Im Norden gehört ein großer Teil der Alpen zu Italien: Höchster Gipfel ist der Mont Blanc (Monte Bianco) mit 4805,59 m, welcher an der Grenze zu Frankreich liegt. (Der Grenzverlauf auf dem Mont Blanc ist allerdings umstritten. Nach französischer Auffassung ist der Mont Blanc de Courmayeur mit seinen 4748 m s.l.m. der höchste Gipfel Italiens.) Das höchste Bergmassiv, das vollständig auf italienischem Boden steht, ist der Gran Paradiso mit 4061 m s.l.m. in den Grajischen Alpen.
Die italienischen Küsten sind speziell auf der Westseite durch zahlreiche Buchten gegliedert, darunter den Golf von Neapel.
Die Po-Ebene (ital. Pianura Padana) im Norden ist mit einer Fläche von 50.000 km² die mit Abstand größte Ebene Italiens.

### Gewässer

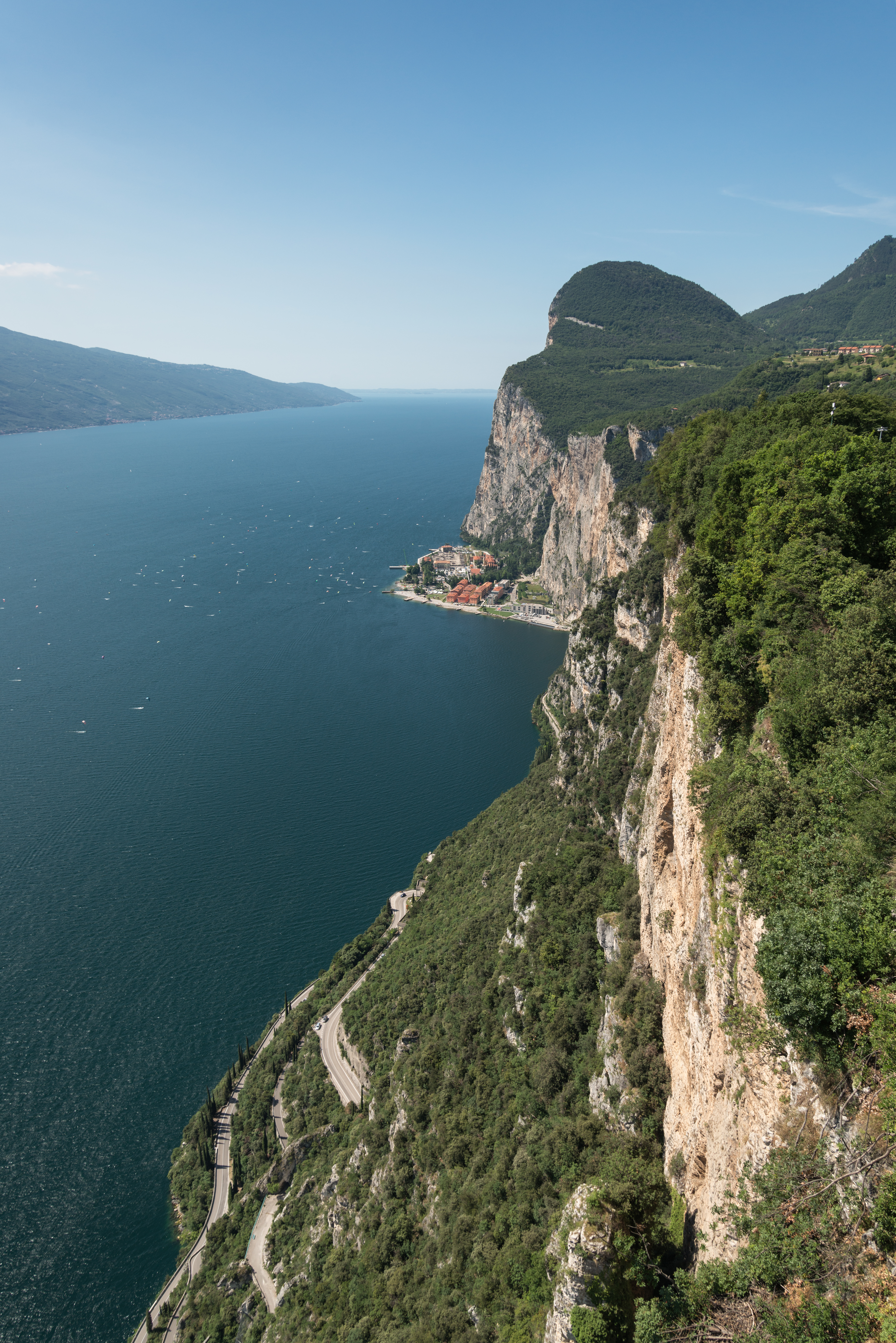
Gardasee bei Tremosine sul Garda

Hydrografisch gehört Italien fast ausschließlich zum Mittelmeer. Einzig das Tal des Lago di Livigno und der oberste Teil des Val d’Uina entwässern über Inn und Donau ins Schwarze Meer. Dorthin entwässert ebenfalls die Drau, die im Pustertal in Südtirol entspringt, sowie die Gailitz, die das Gebiet um Tarvis durchfließt. Ferner entwässert das Tal des Lago di Lei über den Rhein in die Nordsee. Die längsten Flüsse sind der Po (652 km), die Etsch (410 km) und der Tiber (405 km), gefolgt von der Adda und dem Oglio. Zu den größten italienischen Seen zählen der Gardasee, der Lago Maggiore und der Comer See in Oberitalien sowie der Bolsenasee und der Trasimenische See in Mittelitalien.

### Inseln

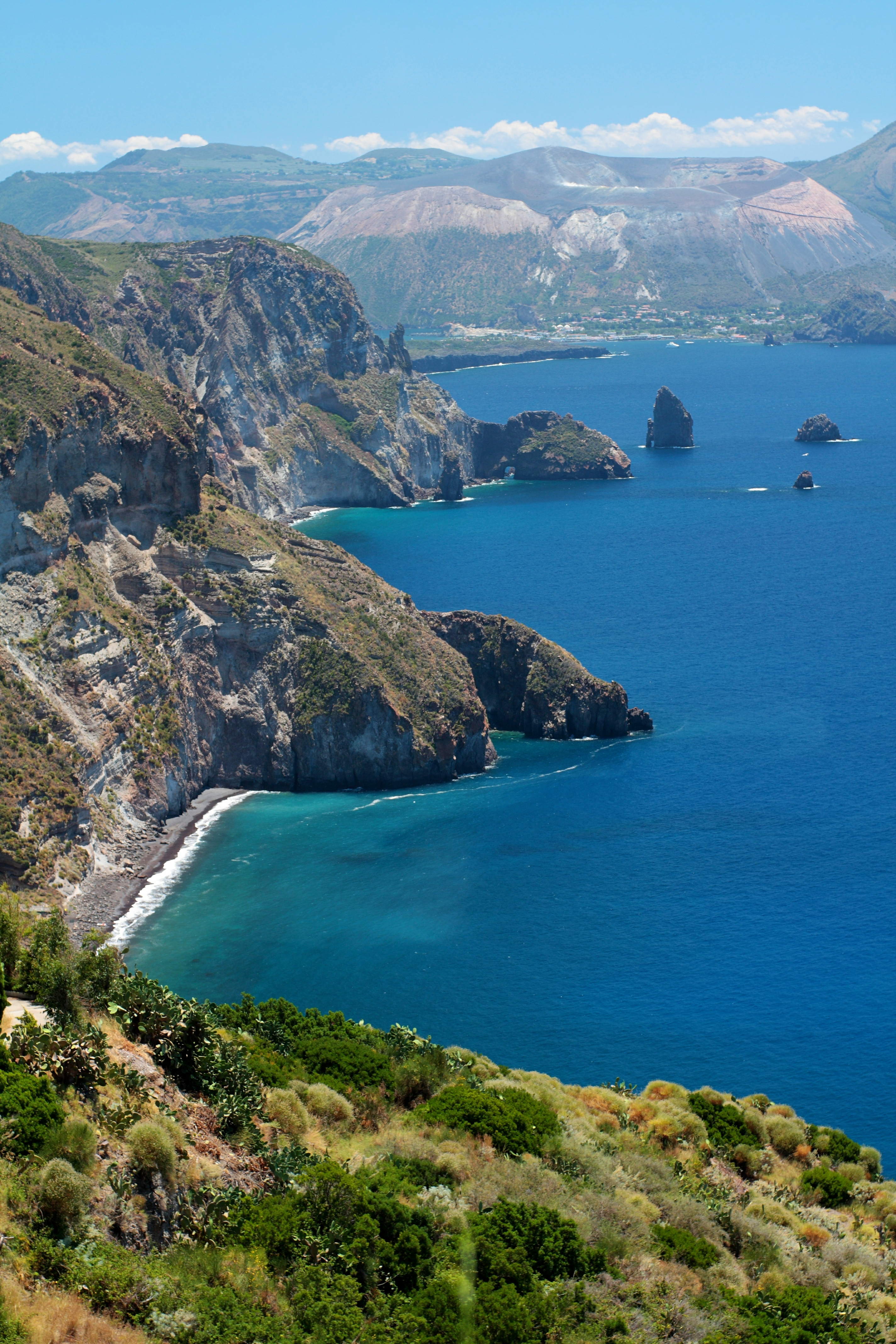
Küstenabschnitt der Liparischen Inseln bei Sizilien

Zu Italien gehören die großen Mittelmeerinseln Sizilien und Sardinien sowie die Inselgruppen der Liparischen und Ägadischen Inseln nördlich sowie westlich von Sizilien. Rund um Sardinien liegen zahlreiche kleine Inseln, unter anderem der Sulcis-Archipel, Asinara und der La-Maddalena-Archipel. Die Pontinischen Inseln erstrecken sich vor der Küste Latiums. Im Tyrrhenischen Meer befinden sich zudem der Kampanische Archipel (darunter die Inseln Capri und Ischia), der Toskanische Archipel (auch Elba) und die Liparischen Inseln. In der Adria liegen die Tremiti-Inseln. Die Pelagischen Inseln, zu denen auch Lampedusa gehört, und die Insel Pantelleria gehören geologisch bereits zu Afrika.

### Geologie
Aufgrund der geologischen Verhältnisse kommt es immer wieder zu Erdbeben in Italien. Das heftigste Beben des 20. Jahrhunderts mit einer Stärke von 7,2 auf der Richterskala ereignete sich im Jahr 1908 in Messina und Reggio Calabria. Es starben rund 120.000 Menschen. 1915 forderte ein Erdbeben bei Avezzano in den Abruzzen 30.000 Menschenleben. Die süditalienische Region Irpinia wurde 1980 von mehreren starken Beben getroffen, deren Ausläufer von Portici bei Neapel bis nach Potenza in der Basilikata reichten; dabei starben 3000 Menschen. Am 31. Oktober 2002 kam es zu einem starken Beben in San Giuliano di Puglia (Region Molise): 30 Menschen, davon 27 Kinder, wurden in den Trümmern eines eingestürzten Schulgebäudes verschüttet. Das Erdbeben im Friaul 1976 forderte 965 Menschenleben. Am 6. April 2009 ereignete sich in L’Aquila ein schweres Erdbeben mit einer Stärke von 5,9 auf der Richterskala, das 308 Opfer forderte, im August 2016 folgte im Gebiet von Amatrice ein ähnlich folgenreiches Beben.

### Vulkane

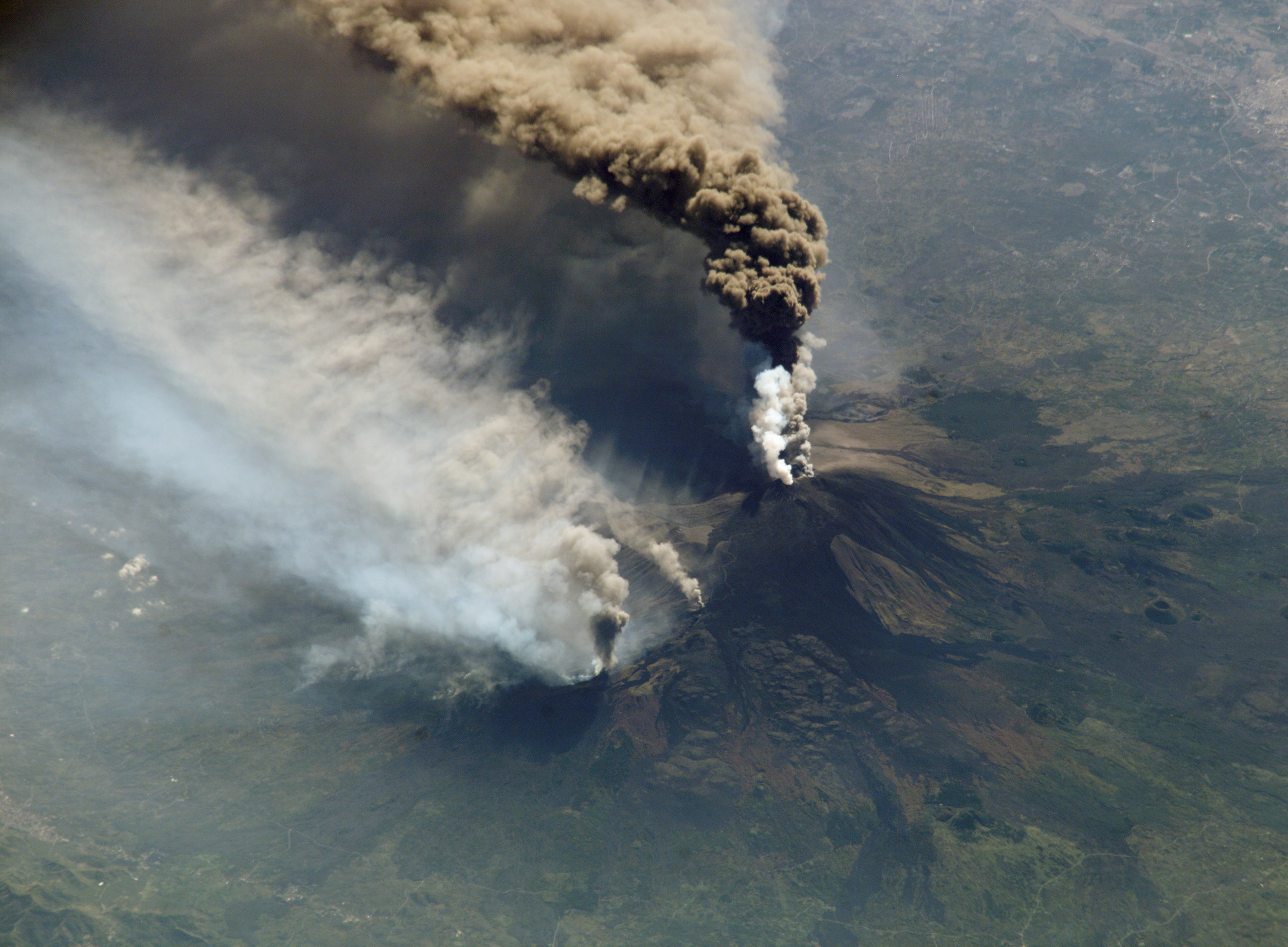
Eruption des Ätna 2002, fotografiert aus der ISS

Neben dem 1281 Meter hohen Vesuv, der sich seit dem letzten Ausbruch 1944 in einer Ruhephase befindet, und den Phlegräischen Feldern mit ihren zahlreichen Thermalquellen und Fumarolen auf dem Festland, stehen auf den italienischen Inseln mehrere weitere Vulkane. Bekannt sind vor allem der 3403 Meter hohe aktive Ätna auf Sizilien sowie der 926 Meter hohe ständig aktive Stromboli. Italien ist das Land mit den meisten aktiven Vulkanen auf dem europäischen Kontinent.

### Klima
Das Klima in Italien ist subtropisch mit teilweise sehr deutlichen Unterschieden in den verschiedenen Regionen. Norditalien wird von den Alpen und dem toskanisch-emilianischen Apennin umsäumt; dort herrscht aufgrund der Höhenlagen ein meist kaltes Gebirgsklima, die Sommer dort sind überwiegend mild. Die Winter sind kühl; in den Städten der Po-Ebene kommt es mitunter zu leichtem Frost, gelegentlich kann Schnee fallen, der über Nacht oder wenige Tage liegen bleiben kann. Von November bis Januar gibt es in der Po-Ebene häufig langanhaltende Perioden mit dichtem Nebel und Windstille. Die Sommer sind lang und heiß; die Luftfeuchtigkeit ist vielerorts hoch.
Mittelitalien hat durch den Einfluss des Mittelmeeres mildere Winter und trockene, warme bis heiße Sommer. Etwa südlich des 45. Breitengrades gibt es verbreitet wilde Pinienbestände. Diese typische mediterrane Baumart verträgt kaum Temperaturen unter 0 °C und beginnt darunter bald, von unten her abzusterben, was davon zeugt, dass in diesen Gebieten fast keine Fröste auftreten.

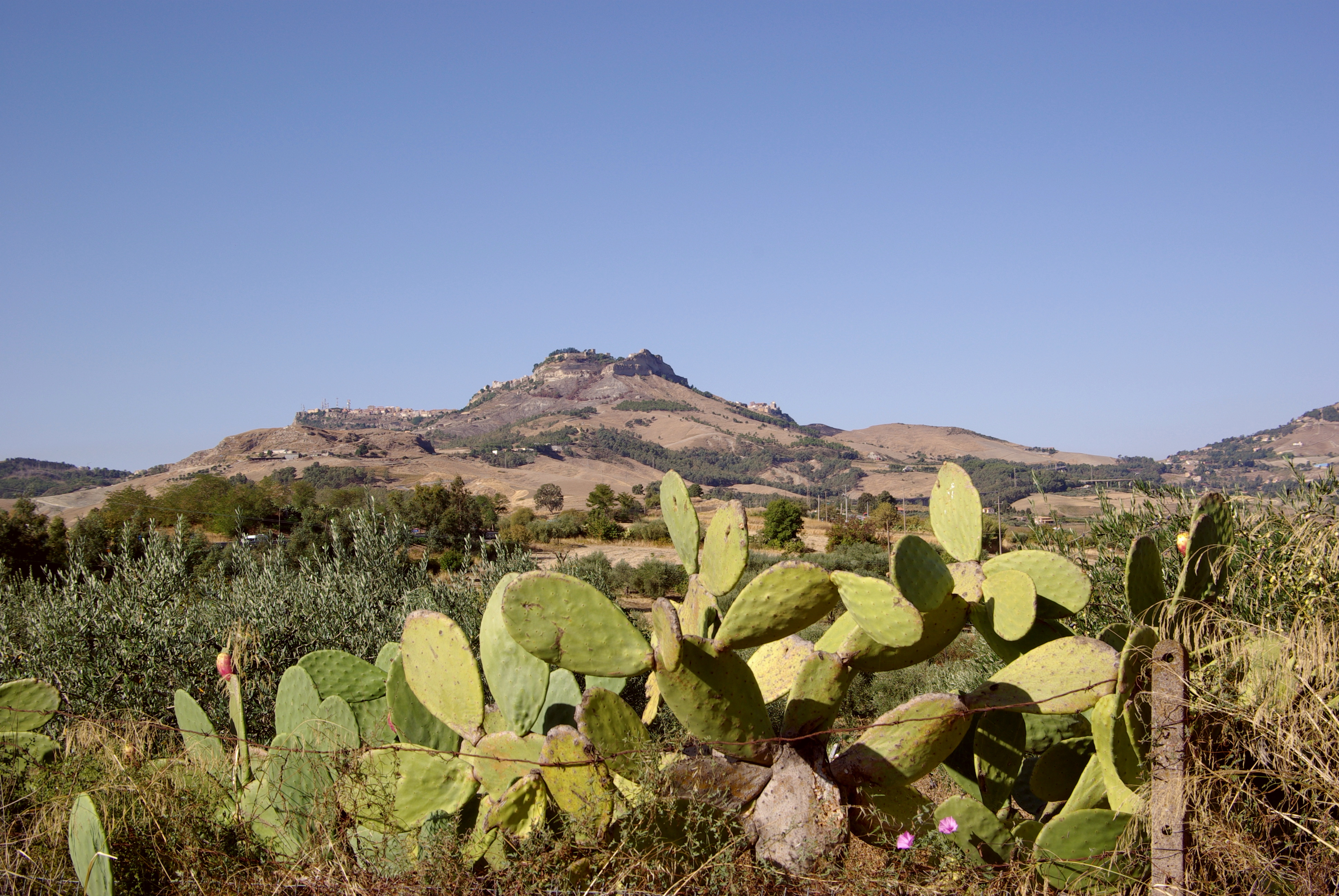
Mediterrane Landschaft auf Sizilien

Süditalien und die italienischen Inseln haben ein nahezu ganzjährig warmes mediterranes Klima. Der Herbst setzt spät ein. Die Winter sind feucht, kurz und mild mit Tagestemperaturen von 10 bis 15 °C. Die Mandelblüte beginnt vielerorts Ende Januar. Im Sommer kann es sehr heiß werden, oftmals werden Temperaturen von über 40 °C erreicht. Wegen der geringen Niederschlagsmengen in den Sommermonaten sind Dürreperioden ein häufiges Problem in Süditalien.
Die mittlere jährliche Sonnenscheindauer beträgt im Norden rund 1250 Stunden, in der Mitte etwa 1700 Stunden (Rom etwa 1680 Stunden) und steigt bis auf über 2000 Stunden ganz im Süden und auf Sizilien.
Auf der Pala di San Martino im Trentino wurde im Dezember 2010 mit −48,3 °C ein neuer italienischer Kälterekord gemessen. Die Höchsttemperatur von 48,5 °C wurde am 10. August 1999 an der Wetterstation Catenanuova in der Provinz Enna auf Sizilien festgestellt. Dies ist zugleich die höchste bisher in Europa registrierte Temperatur.
Die seit 1980 beschleunigte globale Erwärmung trifft den Mittelmeerraum überdurchschnittlich stark, auch in Italien. Für fünf weit gefasste und miteinander verbundene Wirkungsbereiche (Wasser, Ökosysteme, Ernährung, Gesundheit und Sicherheit) weisen aktuelle Veränderungen und Zukunftsszenarien auf substanzielle und zunehmende Risiken in den kommenden Jahrzehnten hin. In großen Teilen Italiens regnet es weniger als früher, die Temperaturen sind gestiegen und Extremwetterereignisse haben zugenommen. Besonders sichtbar sind die Folgen der Veränderungen in den Alpen. Auch in der Landwirtschaft zeigen sich die Folgen. Die Klimakrise bedroht zudem das kulturelle Erbe Italiens: 13 von 15 UNESCO-Welterbestätten in Italien sind von Küstenerosion bedroht, weil sie in der niedrig gelegenen Küstenregion liegen.

### Naturschutz

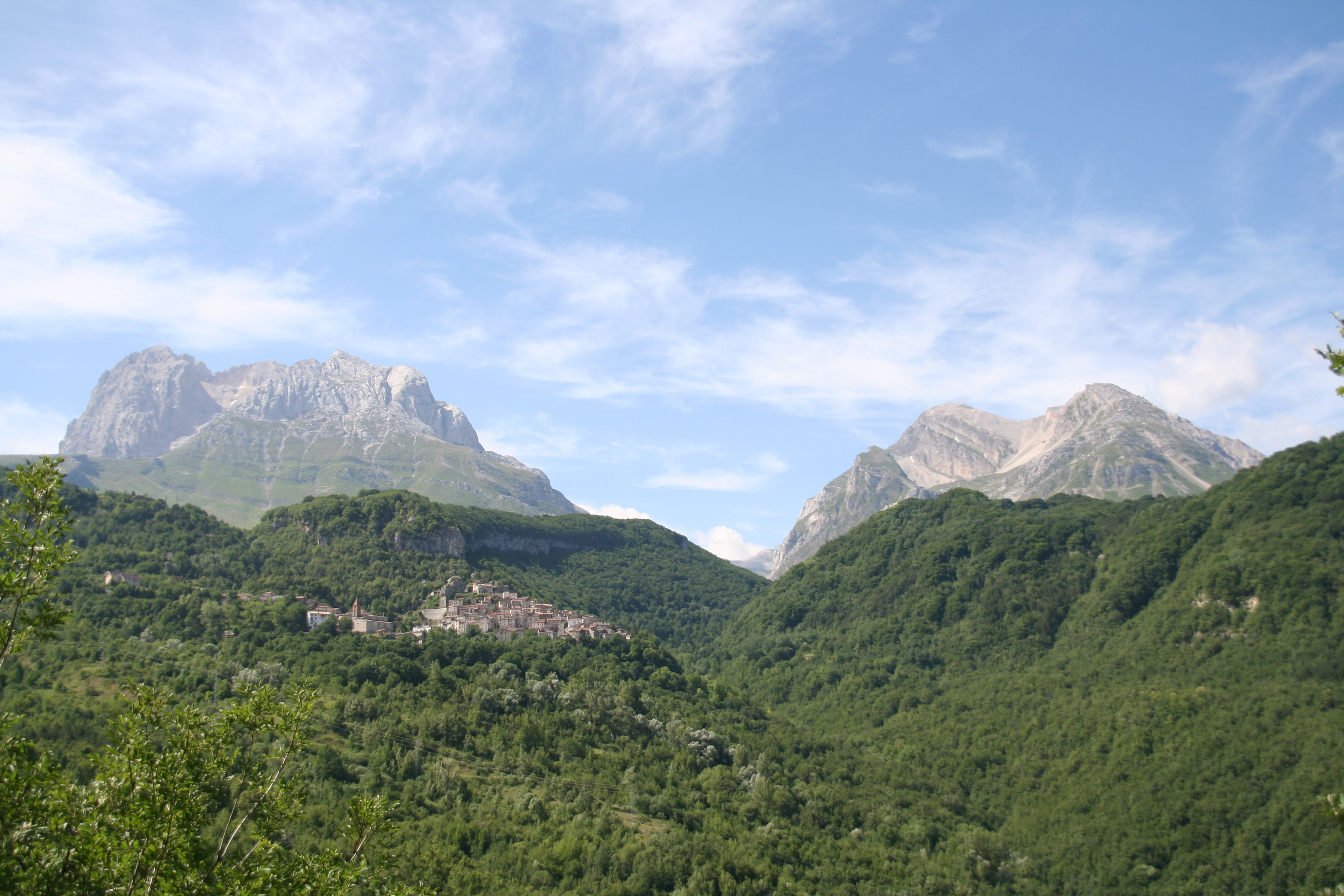
Nationalpark Gran Sasso und Monti della Laga

2014 gab es in Italien 24 Nationalparks mit einer Gesamtfläche von rund 15.000 km². Der für seine Alpensteinbock-Population bekannte Nationalpark Gran Paradiso in den Regionen Aostatal und Piemont, wurde als erster im Jahr 1922 eingerichtet. Die größten Nationalparks sind der Nationalpark Pollino, der sich mit über 1925 km² in den Regionen Kalabrien und Basilikata erstreckt und den Italienischen Wolf beheimatet, der Nationalpark Cilento und Vallo di Diano mit über 1810 km² in Kampanien und der Nationalpark Gran Sasso und Monti della Laga mit über 1413 km² in den Abruzzen. Auf seinem Gebiet liegt der Corno Grande, der höchste Gipfel des Apennin.
Es gibt 134 Regionalparks; sie haben eine Fläche von insgesamt 13.000 km². Zu den größten Regionalparks zählen der Parco dei Nebrodi auf Sizilien mit etwa 860 km², der Naturpark Adamello-Brenta mit rund 621 km² in der Provinz Trient in den Südalpen, dessen Einrichtung auch dem Schutz des letzten italienischen Vorkommens von Alpen-Braunbären dient, sowie der Parco dell’Etna um den Vulkan Ätna (über 580 km²).
2010 listete das Umweltministerium 871 aree naturali protette auf.

## Bevölkerung

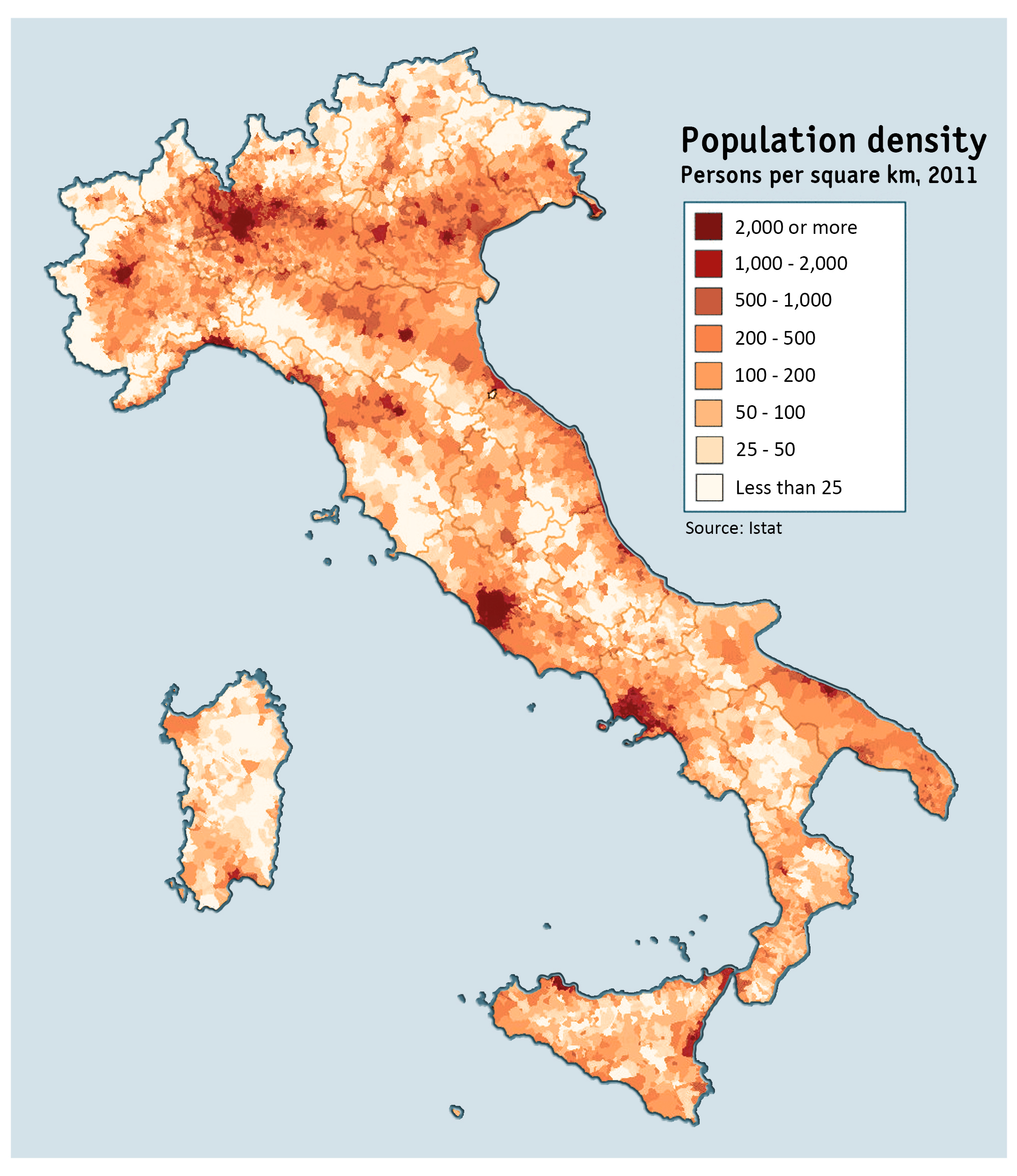
Bevölkerungsdichte in Italien im Jahr 2011

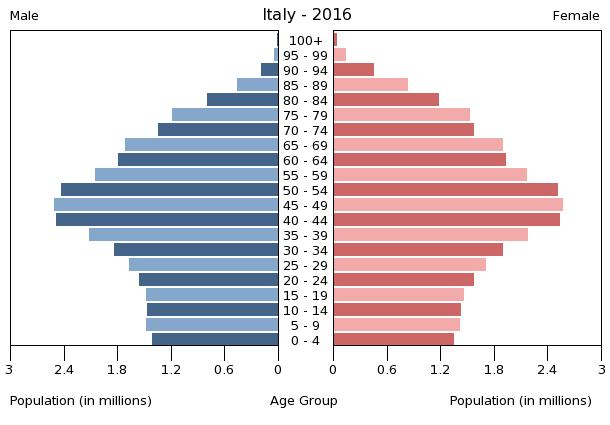
Bevölkerungspyramide 2016

Die Bevölkerung Italiens im Jahre 1861 wurde auf etwa 22 Millionen geschätzt. 1961 lag die Einwohnerzahl bei etwa 51 Millionen. Heute hat Italien etwa 60 Millionen Einwohner (Stand: Juni 2020) und rangiert damit in der Weltrangliste auf Platz 23, innerhalb der Europäischen Union liegt das Land auf dem dritten Rang hinter Deutschland und Frankreich. Mit einer Bevölkerungsdichte von knapp 200 Einwohnern pro km² zählt Italien innerhalb der Europäischen Union zu den Ländern mit einer hohen Bevölkerungsdichte. Die Bevölkerung Italiens hat sich im Laufe des 20. Jahrhunderts ungefähr verdoppelt. Zu Beginn des 21. Jahrhunderts wuchs die Bevölkerung Italiens sehr langsam.
Die COVID-19-Pandemie in Italien hat demografische Auswirkungen: 2020 starben 746.146 Menschen, etwa 100.000 mehr als im Durchschnitt der Jahre 2015 bis 2019 (Übersterblichkeit). Die Auswanderung hat zugenommen und die Immigration abgenommen. Das ISTAT beziffert den Bevölkerungsrückgang auf 384.000 Menschen. Noch nie seit Gründung Italiens wurden so wenige Kinder geboren wie 2022 (392.598 Kinder). Bis Mai 2023 gab es über 3.000 weniger Geburten als im Vorjahr.
| Jahr | Einwohnerzahl | Jahr | Einwohnerzahl |
| ---- | ------------- | ---- | ------------- |
| 1861 | 22.182.377    | 1951 | 47.515.537    |
| 1871 | 27.303.509    | 1961 | 50.623.569    |
| 1881 | 28.953.480    | 1971 | 54.136.547    |
| 1901 | 32.965.504    | 1981 | 56.556.911    |
| 1911 | 35.845.048    | 1991 | 56.778.031    |
| 1921 | 39.943.528    | 2001 | 56.995.744    |
| 1931 | 41.651.000    | 2011 | 59.433.744    |
| 1936 | 42.943.602    | 2019 | 60.244.639    |

### Stadt- und Landbevölkerung
Im Jahr 2023 lebten 72 Prozent der Einwohner Italiens in Städten. Vor allem von 1950 bis 1960 herrschte eine starke Landflucht. Seit den 1980er Jahren hat sich dieser Trend zu Gunsten der Vororte und Kleinstädte umgekehrt (Suburbanisierung). In der Zeit von 1951 bis 1974 kam es darüber hinaus zu einer starken Binnenwanderung nach Norditalien: etwa vier Millionen Süditaliener wanderten in die Industriezentren im Norden ab.

### Lebenserwartung und Gesundheit, ärztliche Versorgung

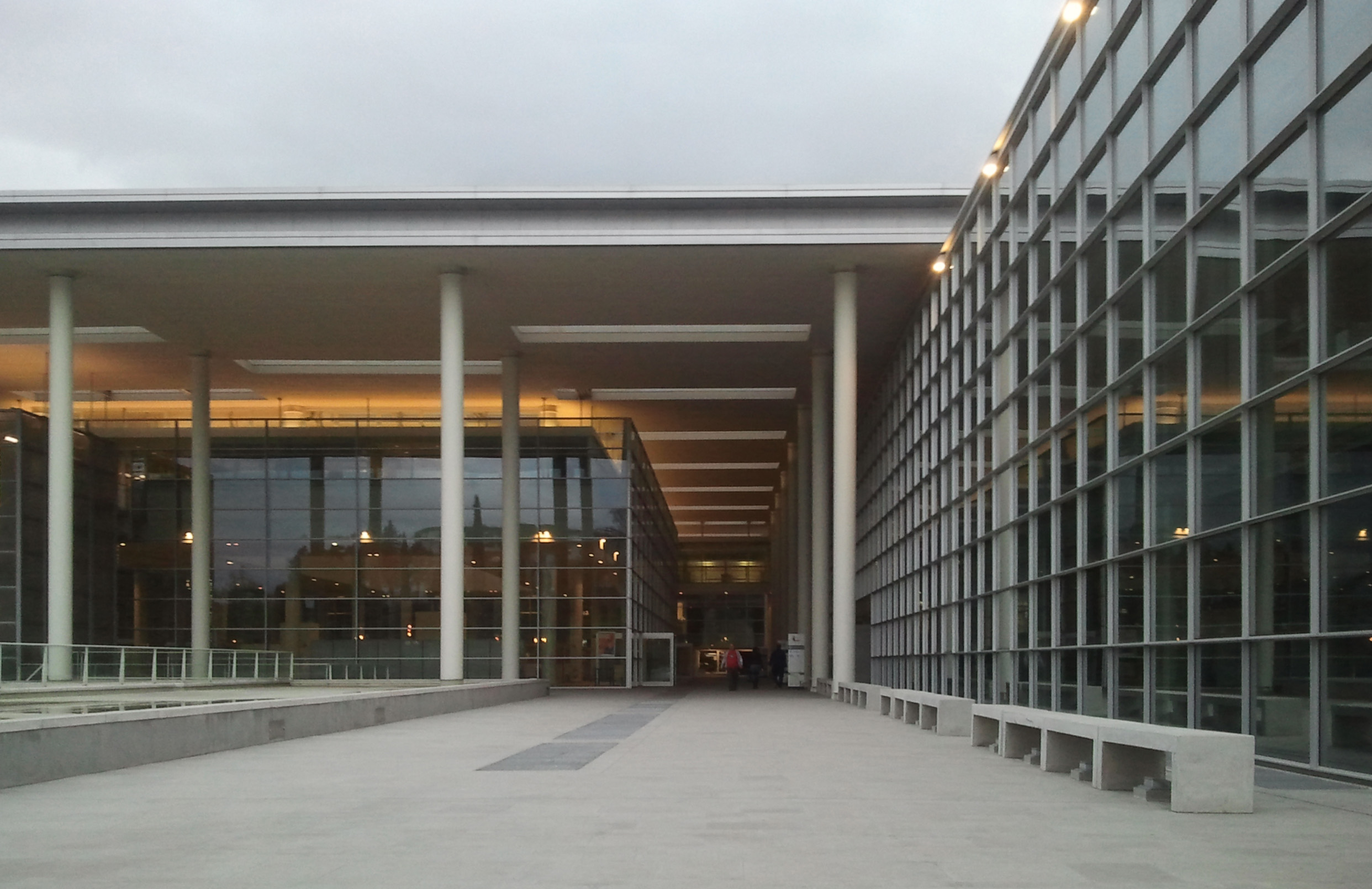
Universitätsklinikum Careggi in Florenz

Die Lebenserwartung der Einwohner Italiens ab der Geburt, eine der höchsten der Welt, lag 2020 bei 82,3 Jahren (Frauen: 84,7, Männer: 80,1). Ungefähr 19 Prozent der Italiener waren älter als 65 Jahre und damit eine der ältesten Gesellschaften der Welt. Die Anzahl der Geburten pro Frau lag 2020 statistisch bei 1,2, einem der niedrigsten Werte in der Europäischen Union. Zum Bevölkerungsrückgang im Jahr 2020 trug ein Sterbeüberschuss (Geburtenziffer: 6,8 pro 1000 Einwohner vs. Sterbeziffer: 12,6 pro 1000 Einwohner) bei. Durch die COVID-19-Pandemie in Italien war die Sterblichkeit höher als gewöhnlich; 2021 betrug sie 12,0.
Die Sterblichkeit durch Herz- und Kreislauferkrankungen lag 2006 bei 33 pro 10.000 Einwohner; sie lag bei den Männern bei 40,5, bei den Frauen bei 27,7. Dies ist eine der niedrigsten Raten in ganz Europa. Knapp hinter dieser Symptomatik folgen Krebserkrankungen. 2006 lagen diese Werte bei 26,6, wobei Männer (37,3) deutlich häufiger daran starben als Frauen (19,4). Extremwerte wiesen Vibo Valentia (19,4) und Lodi (33,6) auf. Auch liegen die Metropolen über dem Durchschnitt, vor allem Neapel (29); dann folgen Mailand (28,9), Rom (27,9), Genua (27,9) und Turin (27,2). Bei den Männern lag die Rate besonders hoch im Aostatal und in der Region Friaul-Julisch Venetien, bei den Frauen im Trentino.
Die Kindersterblichkeit lag in Italien 2018 bei 3,0 Promille (OECD: 6,8 Promille). Bei der Kindersterblichkeit konnte die Rate seit Mitte der 1990er Jahre auf 3,4 Tote auf 1000 Geborene innerhalb des ersten Jahres halbiert werden. Der Durchschnitt in Europa lag in diesem Jahr 2006 bei 4,7. Finnland, die Schweiz, Slowenien und Luxemburg lagen zwischen 2,6 und 1,8, Rumänien hingegen bei 11. Innerhalb Italiens hatte die Provinz Enna (7,4) den höchsten Wert, das Aostatal (0,8) den niedrigsten.
Auch in Italien lässt sich, wie in nahezu allen OECD-Staaten, ein Anstieg des Anteils fettleibiger Menschen beobachten. So stieg dieser Wert von 7,0 Prozent im Jahr 1994 auf 9,9 Prozent im Jahr 2005 (in Deutschland lag diese Quote im selben Jahr bei 13,6 Prozent). 2019 hatten 53 % der erwachsenen EU-Bürger einen Body-Mass-Index (BMI) von 25 oder mehr; in Italien waren es 46 % (37 % Frauen und 55 % der Männer).
Der Anteil täglicher Raucher fiel im Vergleichszeitraum 1990 bis 2005 von 27,8 Prozent auf 22,3 Prozent (OECD: 24,3 Prozent). Seit 10. Januar 2005 gilt ein generelles Rauchverbot in allen öffentlich zugänglichen Gebäuden. Auch der Alkoholkonsum ging zurück (siehe auch Liste der Länder nach Alkoholkonsum).
Italien verzeichnete seit dem Höhepunkt im Jahr 2002 einen Rückgang der Zahl der Ärzte pro 100.000 Einwohner. 2004 waren es noch 416,7 Ärzte, 2007 waren es nur noch 363,5. Nur in Ligurien stieg ihre Zahl von 514,7 auf 581,9, womit dort die Versorgung am dichtesten war. Mit 511,1 Ärzten folgte Latium. Im Süden lag nur Sizilien mit 425 über dem nationalen Durchschnitt.

### Schulwesen und Bildung

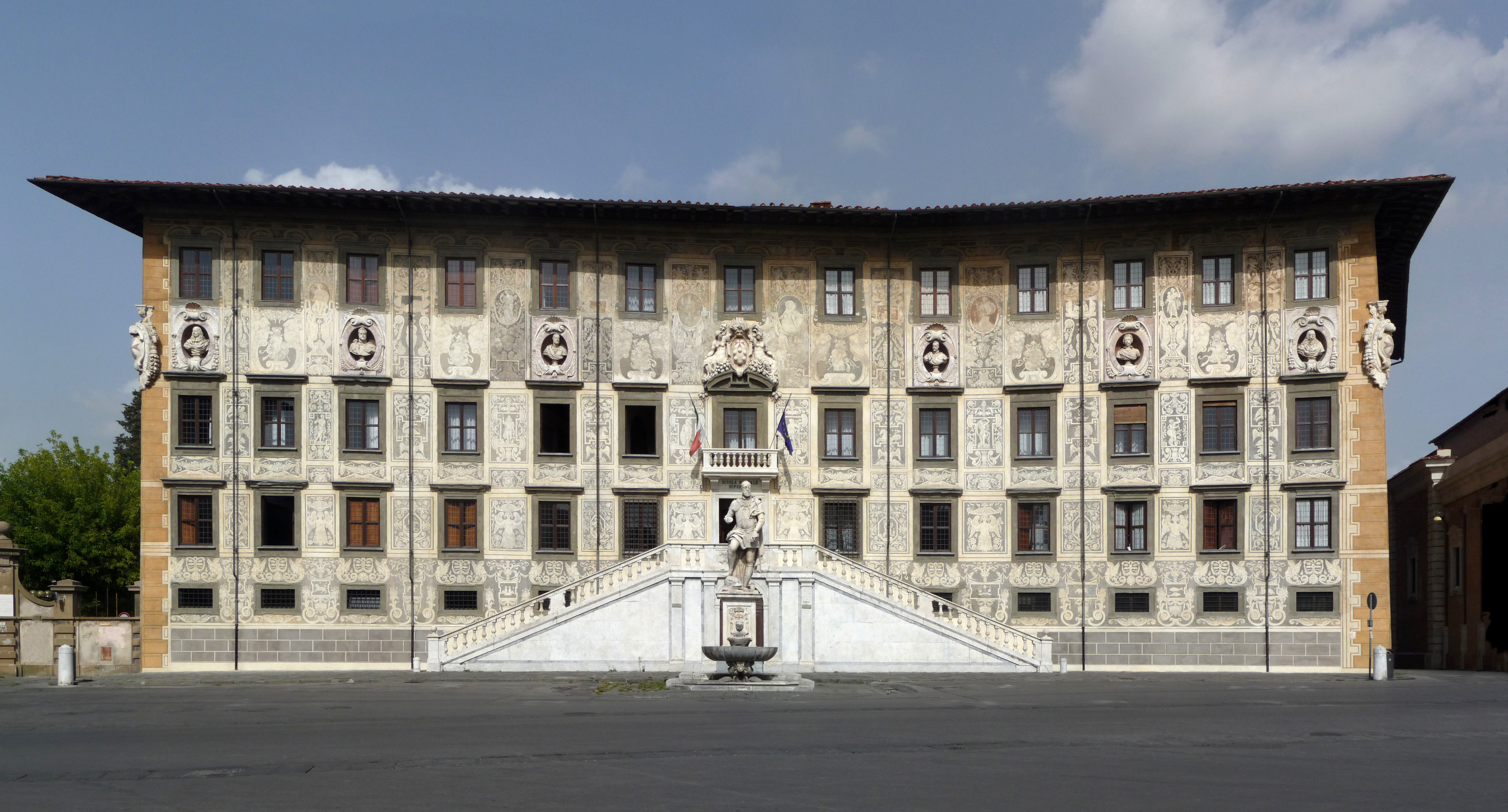
Hauptgebäude der Scuola Normale Superiore in Pisa

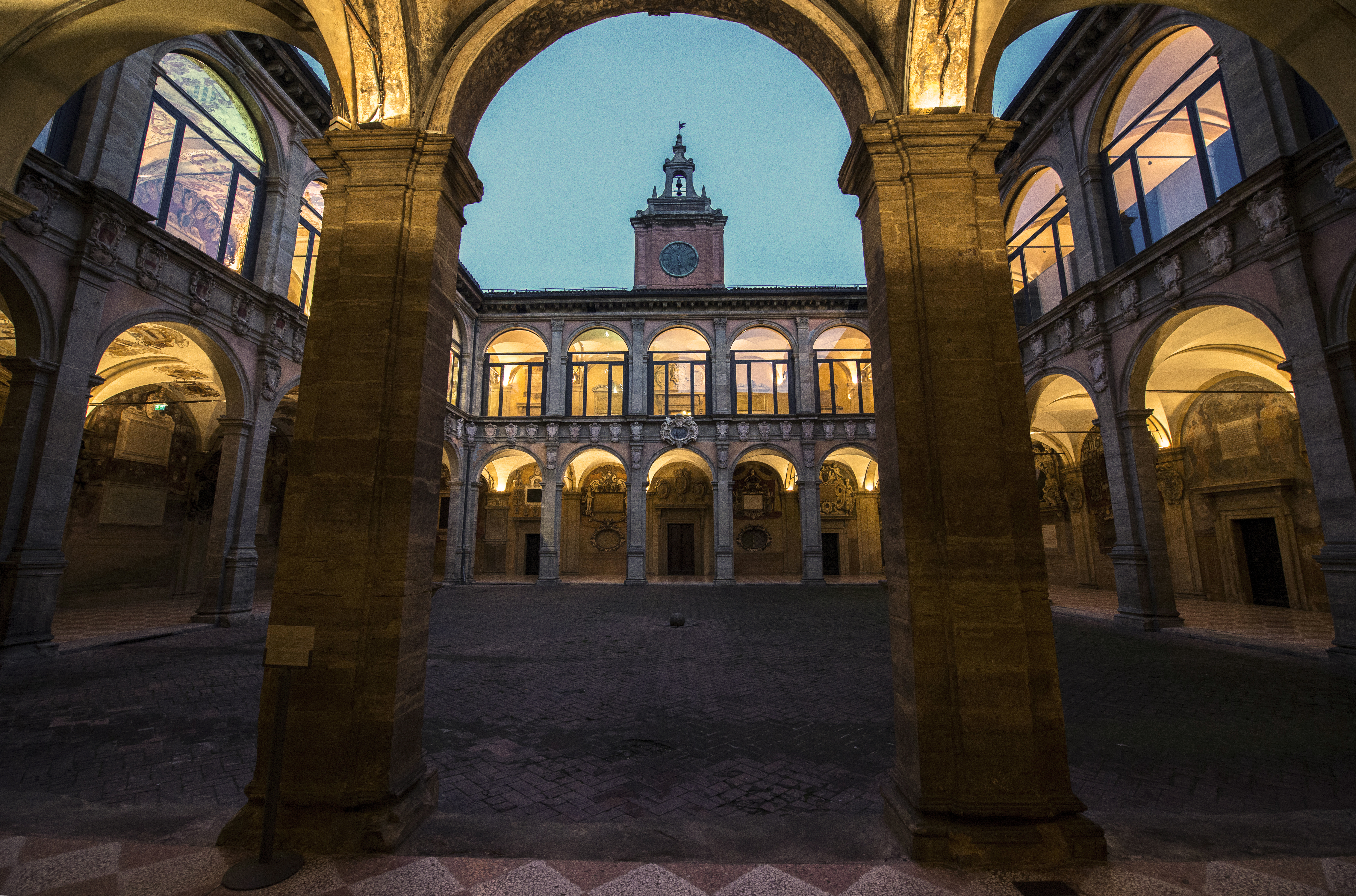
Universität Bologna, Europas älteste Universität, gegründet im 11. Jahrhundert

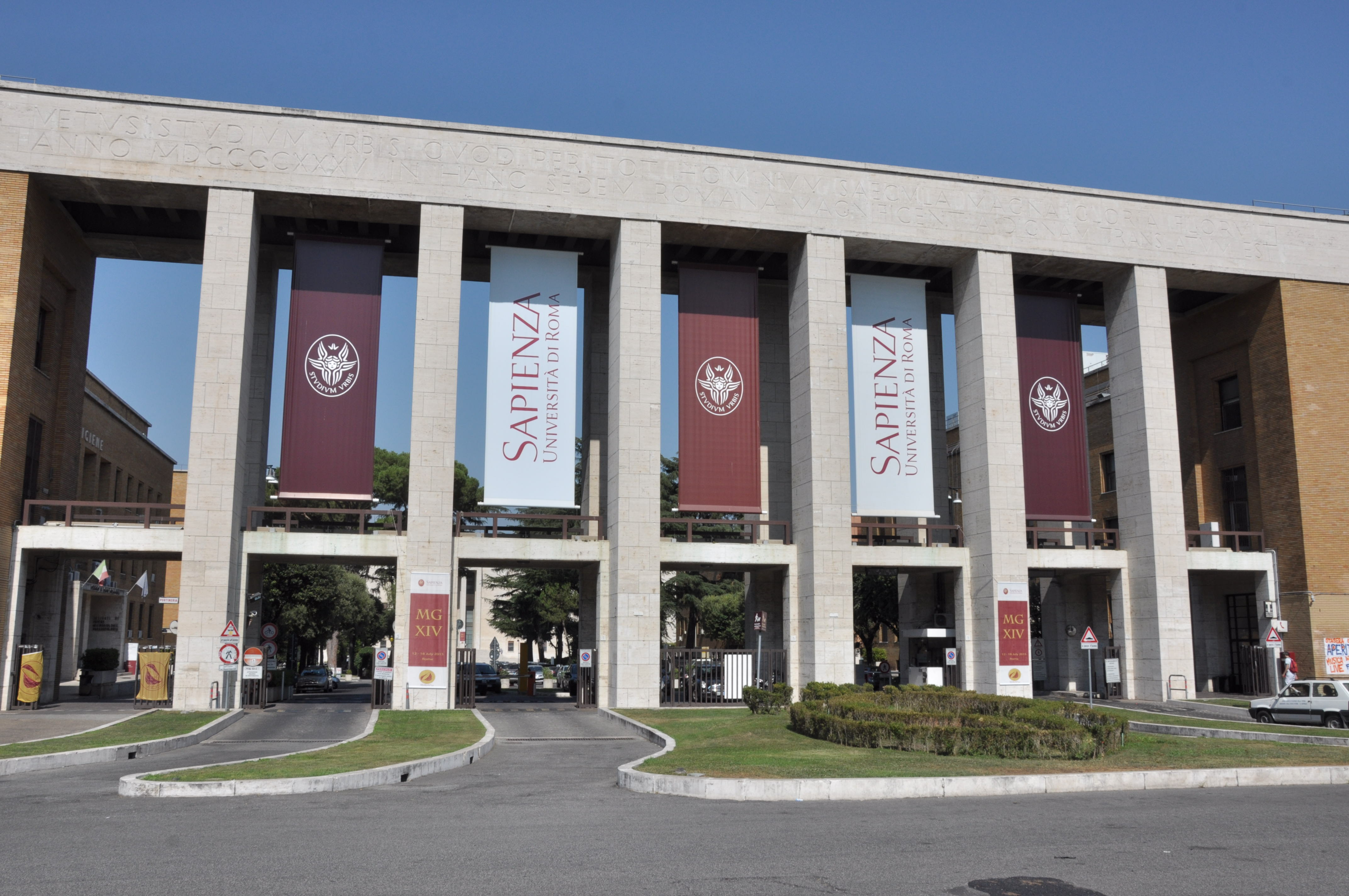
Universität La Sapienza in Rom, eine der größten Universitäten Europas

Das Schulwesen Italiens ist – was den Aufbau und die Gliederung betrifft – durch große Einheitlichkeit gekennzeichnet. Die wesentlichen Bestimmungen für Unterricht und Erziehung sind in Mailand nicht anders als in Palermo. Unterschiede gibt es lediglich im Bereich der beruflichen Bildung, die zum Kompetenzbereich der einzelnen Regionen gehört. Das Schulsystem gliedert sich in folgende Stufen: Vorschule (scuola dell’infanzia, vormals scuola materna, drei Jahre, 3 bis 6), Grundschule (scuola primaria, vormals scuola elementare, fünf Jahre, 6 bis 11), Mittelschule (scuola secondaria di primo grado, vormals scuola media inferiore, drei Jahre, 11 bis 14) und Oberschulen (scuola secondaria di secondo grado, vormals scuola media superiore, fünf Jahre, 14 bis 19). Die staatlichen Oberschulen gliedern sich in Gymnasien, Fachoberschulen und Berufsfachschulen. Im Bereich der Gymnasien gibt es einen humanistischen, einen naturwissenschaftlichen und einen neusprachlichen Zweig (liceo classico, scientifico, linguistico) sowie das sogenannte Kunstgymnasium (liceo artistico). Die Fachoberschulen (istituto tecnico), die zur allgemeinen Hochschulreife und auch zu einem berufsqualifizierenden Abschluss führen, untergliedern sich in mehrere Ausbildungsrichtungen, in denen wiederum zahlreiche Spezialisierungen angeboten werden. Den Bereich der beruflichen Ausbildung decken einerseits die staatlichen Berufsfachschulen (istituto professionale) ab, an denen nach drei Jahren ein berufsqualifizierender Abschluss erlangt werden kann, nach zwei weiteren Jahren die Hochschulreife. Auf der anderen Seite stehen die von den italienischen Regionen unterhaltenen oder beaufsichtigten Berufsausbildungszentren (centro di formazione professionale).
Die Schulpflicht in Italien ist eine Bildungspflicht geworden, die schrittweise angehoben wurde. In der Vergangenheit betrug sie acht Jahre (6 bis 14), womit die Grund- und Mittelschule zur Pflichtschule (scuola dell’obbligo) wurde. Ende der 1990er Jahre erfolgte eine Anhebung auf neun Jahre. 2004 wurde dann eine zwölfjährige Schul- und Berufsausbildungspflicht eingeführt. Diese kann nach Abschluss der Mittelschule entweder durch den Besuch der staatlichen Oberschulen oder der regionalen Berufsschulen erfüllt werden. Alternativ kann auch eine betriebliche Ausbildung durchgeführt werden, wobei auch Kurse an regionalen Berufsschulen zu absolvieren sind. Werden die Ausbildungsgänge an regionalen Berufsausbildungszentren mit einer Staatsprüfung abgeschlossen, steht der Weg zum beruflichen Abitur frei. Wer vor Vollendung des 18. Lebensjahres einen ersten berufsqualifizierenden Abschluss erreicht, ist von der zwölfjährigen Schul- und Ausbildungspflicht freigestellt.
Italien hat in der Fremdsprachenausbildung bedeutende Fortschritte gemacht: Englisch wird bereits in der Grundschule unterrichtet, eine zweite lebende Fremdsprache kann ab der Mittelschule (ab dem 6. Schuljahr) zusätzlich erlernt werden. Die fünfjährigen Gymnasien sehen daneben in der Regel Lateinunterricht vor, beim altsprachlichen Liceo Classico kommt noch Altgriechisch dazu.
Die PISA-Studien erteilten der italienischen Schule insgesamt ein relativ schlechtes Zeugnis. 2009 erreichte Italien in der Lesekompetenz 486 Punkte, in Mathematik 483 und in den Naturwissenschaften 489 Punkte. Allerdings besteht in Italien auch im Schulwesen ein scharfes Nord-Süd-Gefälle: So erreichte die Region Lombardei in den Naturwissenschaften 526 Punkte, Kalabrien hingegen nur 443. Im Jahr 2012 konnte sich Italien unwesentlich verbessern, die regionalen Unterschiede blieben jedoch weiterhin fast unverändert. Die PISA-Ergebnisse an deutschsprachigen Schulen in Südtirol in Lesekompetenz (503), Mathematik (513) und Naturwissenschaften (530) waren überdurchschnittlich.
Im Hochschulbereich gibt es, anders als in den deutschsprachigen Ländern, keine eigenständigen Fachhochschulen. In der Folge ist die Quote der Menschen mit Hochschulabschluss geringer als anderswo in der Europäischen Union und liegt bei etwa 15 Prozent. Mit dem Bologna-Prozess entstand auch an italienischen Universitäten die Unterteilung in ein dreijähriges Bachelorstudium (laurea triennale oder laurea breve) mit nachfolgendem zweijährigem Masterstudiengang (laurea magistrale, vormals laurea specialistica). Jura wird als fünfjährige laurea magistrale angeboten. Was die Hochschuleinrichtungen angeht, kann man folgende Unterscheidungen treffen:
- Università: Universitäten im klassischen Sinn;
- Politecnici: Technische Universitäten;
- Scuole superiori: Spitzenuniversitäten, die begabte Studierende fördern. Die bekannteste ist die Scuola Normale Superiore in Pisa, meist nur Normale genannt, die von Napoleon gegründet wurde;
- Istituti di alta formazione artistica e musicale: Kunst- und Musikhochschulen, die keine eigentlichen Universitäten sind, aber zur höheren Bildung gehören;
- Istruzione e formazione tecnica superiore: das höhere Berufsbildungswesen.

67 der 95 Universitäten in Italien sind staatlich. Bekannteste Privat-Universitäten sind die Università Commerciale Luigi Bocconi in Mailand und die Libera Università Internazionale degli Studi Sociali in Rom. Die Universität Bologna ist die älteste Hochschule der Welt, sie wurde im Jahr 1088 gegründet. Insgesamt sind 1.809.186 Studenten an italienischen Hochschulen eingeschrieben. 1960/61 waren es nur 217.000. Die Universität La Sapienza in Rom ist mit nahezu 114.000 Studierenden eine der größten Universitäten Europas.
Relativ neu ist auch der Ausbau der Alten- und Volkshochschulen (università per la terza età).

### Religionen
Eine repräsentative Umfrage im Auftrag der Europäischen Kommission im Rahmen des Eurobarometers ergab 2020, dass für 50 Prozent der Menschen in Italien Religion wichtig ist, für 34 Prozent ist sie weder wichtig noch unwichtig und für 15 Prozent ist sie unwichtig.

#### Christentum

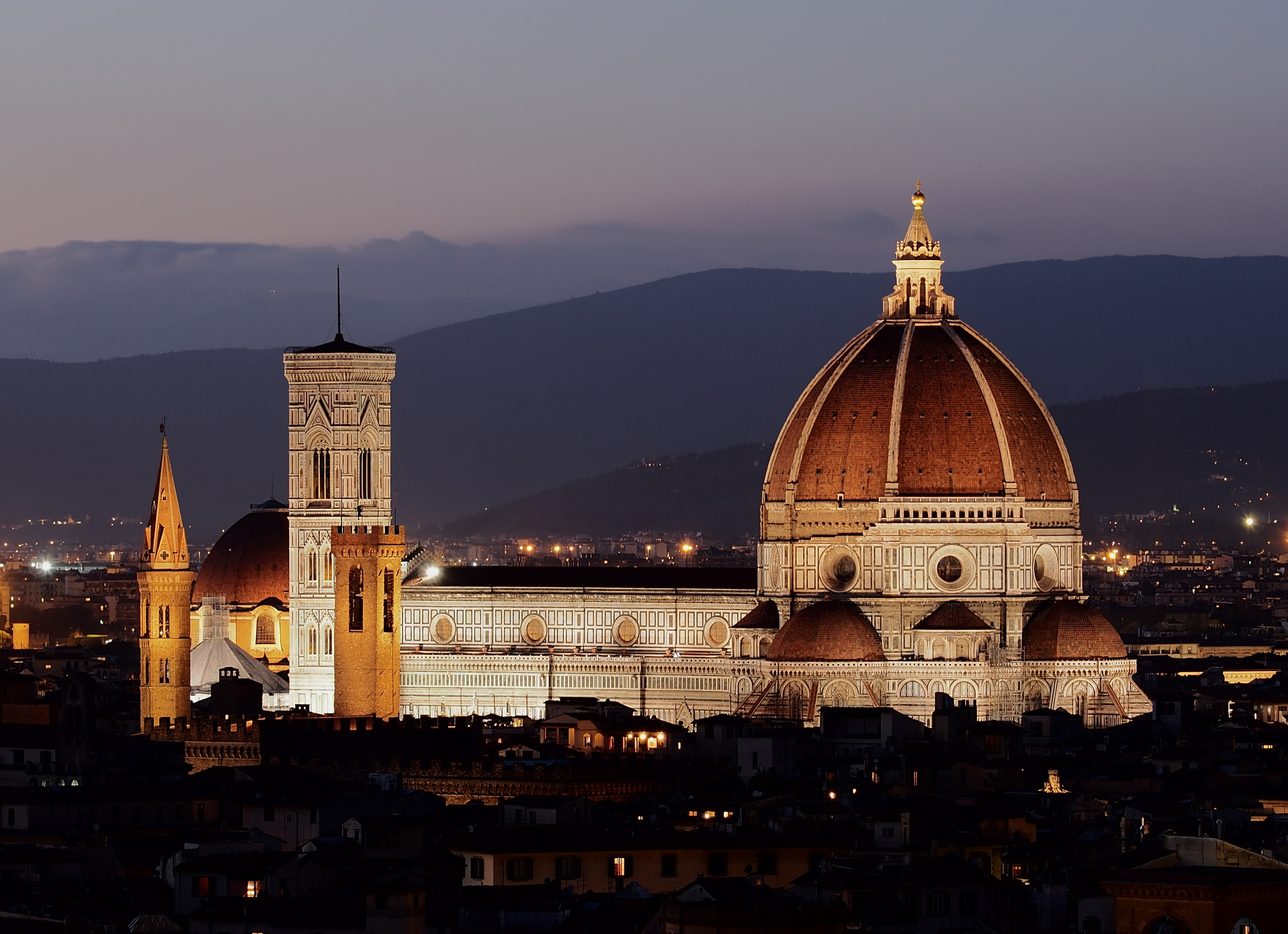
Die Kathedrale von Florenz gilt als eines der bedeutendsten Bauwerke der Renaissance und ist heute Sitz des Erzbistums Florenz

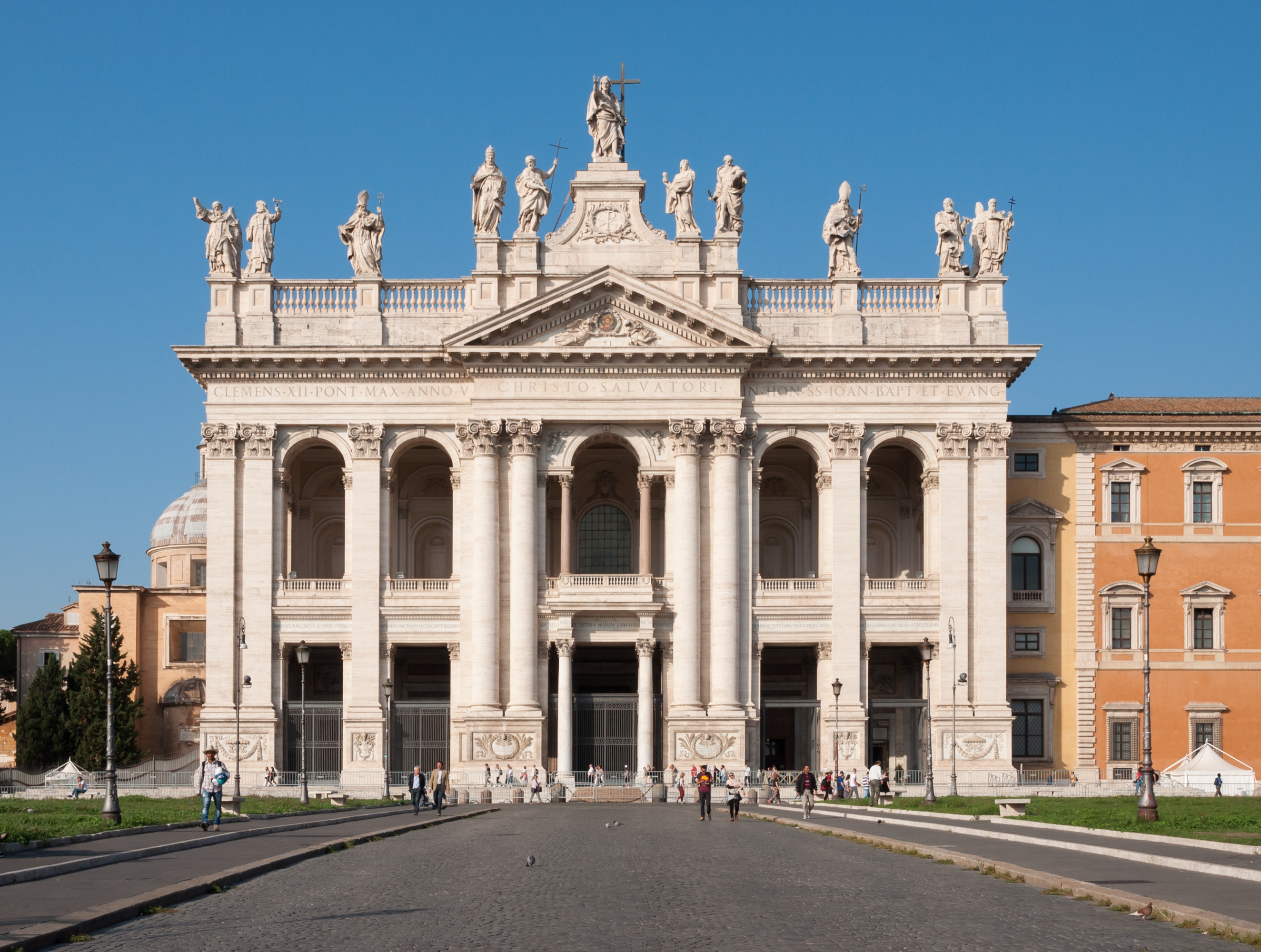
Die Lateranbasilika ist die Bischofskirche und eine der vier Papstbasiliken Roms

Italien ist ein römisch-katholisch geprägtes Land, das eine hohe Dichte an römisch-katholischen Institutionen aufweist. Im Jahr 2000 bestanden 227 Diözesen, es amtierten 252 Bischöfe, davon 224 Orts- und 26 Weihbischöfe. Artikel 7 der Verfassung Italiens regelt das Verhältnis zwischen Staat und römisch-katholischer Kirche. Die römisch-katholische Kirche in Italien ist traditionell einflussreich, was früher mit einer hohen Zahl an Priestern korrelierte. Im Jahr 2002 gab es 34.300 Diözesanpriester und 21.450 Ordenspriester. Seit langem sinkt die Zahl der Priester. Lag sie 1871 noch bei 109.688, so sank sie allein zwischen 1991 und 2004 von 57.200 auf 51.600, die der Ordensmänner von 5.000 auf 3.500, die der Ordensfrauen von 125.800 auf 102.300.
51 Millionen (85 Prozent) der in Italien lebenden Menschen bekannten sich 2008 zum römisch-katholischen Glauben. Die zweitgrößte christliche Glaubensgemeinschaft war demnach die Orthodoxe Kirche mit 1.187.130 Anhängern. Deren Anteil ist durch die Einwanderung von Rumänen deutlich gestiegen. Die drittgrößte christliche Religionsgemeinschaft stellen die Zeugen Jehovas mit über 251.000 aktiven (missionierenden, auch „Verkündiger“ genannten) Mitgliedern und knapp 2900 Versammlungen (Gemeinden) dar. Sie ist zugleich die größte Gemeinde Europas dieser christlichen Sondergemeinschaft. Zu protestantischen Religionsgemeinschaften (u. a. Waldenser und Baptisten) fühlten sich circa 550.000 Menschen zugehörig.
In Italiens Hauptstadt Rom befindet sich die Enklave des Staates Vatikanstadt, die das Zentrum der römisch-katholischen Kirche ist. Der Papst ist zugleich dessen Staatsoberhaupt, das Oberhaupt der römisch-katholischen Kirche und der Bischof von Rom. Der Heilige Stuhl als nichtstaatliches, eigenständiges, vom Staat Vatikanstadt zu unterscheidendes Völkerrechtssubjekt vertritt den Zwergstaat auf internationaler Ebene.

#### Weitere
Unter den Nichtchristen waren Muslime, zum großen Teil Einwanderer aus muslimischen Ländern, mit 1.293.704 die größte Glaubensgemeinschaft (siehe auch Islam in Italien).
Zudem lebten in Italien 197.931 Buddhisten und 108.950 Hindus.
Die jüdische Gemeinschaft zählt etwa 45.000, als unmittelbare Angehörige einer Gemeinde galten 2009 allerdings nur 24.400 Mitglieder.
Vier Millionen Menschen bekannten sich 2008 zu keiner Konfession.

### Sprachen und Dialekte

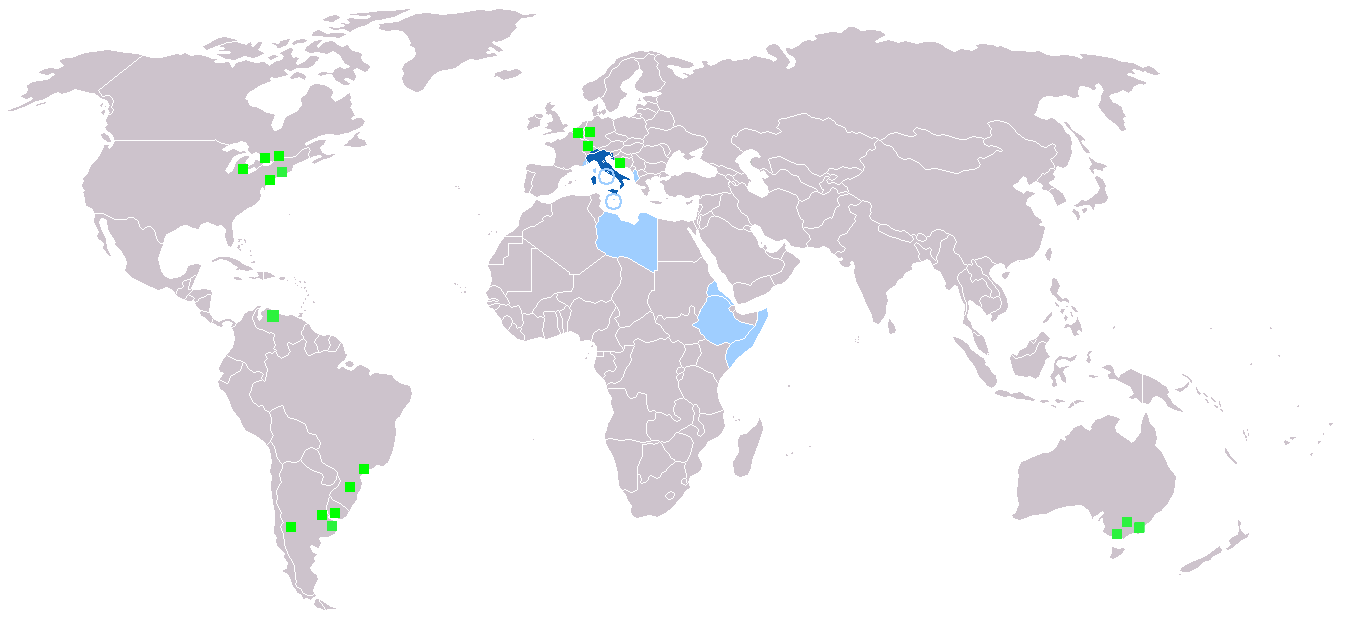
Die italienische Sprache weltweit:
Muttersprache
Verwaltungssprache
Zweit- oder Verkehrssprache
Italophone Minderheit

Neben der staatlichen Amtssprache Italienisch gibt es die regionalen Amtssprachen Deutsch und Ladinisch in Trentino-Südtirol, Französisch im Aostatal sowie Slowenisch in Friaul-Julisch Venetien.
Darüber hinaus sieht ein staatliches Gesetz aus dem Jahr 1999 den Schutz folgender Minderheitensprachen vor:
- Albanisch (siehe Arbëresh), verteilt im gesamten Mezzogiorno
- Frankoprovenzalisch, die eigentliche Volkssprache des Aostatals sowie einiger Täler im Piemont mit kleinen Sprachinseln in Apulien
- Furlanisch, die Sprache des Friaul
- Griechisch (siehe Griko) in Apulien und Kalabrien
- Katalanisch in Alghero auf Sardinien
- Molisekroatisch in der Region Molise
- Okzitanisch in den südlichen Alpentälern des Piemont
- Sardisch, die Sprache Sardiniens.

Bisher ist dieses Gesetz bis auf einige Ausnahmen nicht umgesetzt worden. Die Einrichtung von mehrsprachigen Ämtern, der muttersprachliche Schulunterricht und die Förderung von Radio- und Fernsehprogrammen, wie sie das Gesetz vorsieht, sind nicht verwirklicht worden. Nur in der Ortsnamensgebung sind einige Fortschritte gemacht worden: So tragen zahlreiche Verkehrsschilder im Friaul auch die furlanische Bezeichnung, während auf Sardinien neben dem italienischen gegebenenfalls auch der sardische Ortsname steht. In den Schulen des Friauls ist es zudem möglich, Unterricht in furlanischer Sprache zu nehmen.
Fersentalerisch und Zimbrisch sind bairische Mundarten, die in einigen Sprachinseln in Nordostitalien verbreitet sind. Im Trentino werden sie als Minderheitensprachen geschützt. In einigen Alpentälern im Nordwesten wird der höchstalemannische Dialekt der Walser gesprochen, der in der autonomen Region Aostatal anerkannt ist und gefördert wird.
Darüber hinaus werden in Italien zahlreiche Dialekte des Italienischen gesprochen. Diese können in drei große Dialektgruppen unterschieden werden, die zum Teil als eigenständige Sprachen eingestuft werden:
- norditalienische Dialekte: Dazu gehören die galloitalischen Dialekte (also vor allem Piemontesisch und Lombardisch) und das Venetische;
- toskanische Dialekte;
- mittel- und süditalienische Dialekte: Dazu gehören unter anderem der römische Dialekt und das Sizilianische.

Die Anerkennung der Dialekte als eigenständige Sprachen ist in der Sprachwissenschaft umstritten, ebenso in der Politik. Die Verkehrsbeschilderung einiger Gemeinden, besonders jener, die von der Lega Nord verwaltet sind, ist zum Beispiel um die mundartliche Bezeichnung des Ortes erweitert worden.

### Einwanderung
| Rang | Staat               | Bevölkerung |
| ---- | ------------------- | ----------- |
| 1.   | Rumänien            | 1.083.771   |
| 2.   | Marokko             | 420.172     |
| 3.   | Albanien            | 419.987     |
| 4.   | Volksrepublik China | 300.216     |
| 5.   | Ukraine             | 225.307     |
| 6.   | Indien              | 162.492     |
| 7.   | Bangladesch         | 159.003     |
| 8.   | Philippinen         | 158.997     |
| 9.   | Ägypten             | 140.322     |
| 10.  | Pakistan            | 134.182     |

Die Anzahl der in Italien wohnhaften Ausländer nimmt seit den 1990er Jahren konstant zu. Laut dem nationalen Statistikinstitut ISTAT waren zum 31. Dezember 2021 5.030.716 ausländische Staatsbürger in Italien wohnhaft, was ca. 8,5 Prozent der Gesamtbevölkerung ausmacht.
Zudem leben in Italien rund 120.000 Roma, von denen 70.000 Staatsbürger sind.
Die illegalen Einwanderer sind in der Statistik nicht berücksichtigt. Die OECD rechnet mit 500.000 bis 750.000, die Caritas geht davon aus, dass sich eine Million Ausländer ohne Aufenthaltsberechtigung im Land befinden. Damit würden sich in Italien bis zu sechs Millionen Ausländer aufhalten.
Die meisten Einwanderer sind im Norden und im Zentrum Italiens angesiedelt, dort machen sie einen Anteil von 10,1 Prozent bzw. 9,7 Prozent an der Bevölkerung aus. In den süditalienischen Regionen liegt der Ausländeranteil bei 2,9 Prozent. Die Städte mit dem größten Anteil an Ausländern waren im Jahr 2009: Rom (242.725), Mailand (181.393), Turin (114.710), Genua (42.744), Florenz (40.898), Bologna (39.480), Verona (34.465), Brescia (31.512), Padua (25.596), Neapel (24.384), Reggio Emilia (24.401), Prato (24.153), Venedig (23.928) und Modena (22.857). Die Zahl der Araber in Italien wird auf 692.201 beziffert.

### Italiener im Ausland
Zwischen 1876 und 1915 war Italien von einer der größten Auswanderungswellen betroffen. Schätzungsweise 14 Millionen Bürger verließen das Land, um hauptsächlich in Amerika – in den Vereinigten Staaten als Arbeiter, in Argentinien und Brasilien als Landwirte – ihr Glück zu suchen. Bei einer Einwohnerzahl zur Jahrhundertwende von 33 Millionen entspricht dies fast einem Drittel der Bevölkerung. 1913 war das Jahr mit der höchsten aufgezeichneten Auswanderungszahl: Über 870.000 Italiener verließen ihre Heimat.
Die faschistische Diktatur versuchte der Auswanderung entgegenzuwirken, konnte aber nicht verhindern, dass weitere 2,6 Millionen Italiener das Land verließen. Vor allem Argentinien und Frankreich waren zwischen den Weltkriegen bevorzugte Auswanderungsländer, zumal die Vereinigten Staaten und Brasilien strengere Einwanderungsregeln eingeführt hatten.
Nach dem Zweiten Weltkrieg richtete sich die Auswanderung zunehmend in Richtung europäischer Staaten. Viele, die vorübergehend als Gastarbeiter nach Belgien, Deutschland, Frankreich, in die Schweiz gegangen waren, ließen sich auf unbestimmte Zeit in ihren Gastländern nieder.
Im konsularischen Personenregister sind nach wie vor 4.106.640 Auslandsitaliener registriert. Die folgende Tabelle weist jene Länder (außer Italien) aus, in denen die meisten italienischen Staatsbürger wohnhaft sind.
Im Ausland wohnende italienische Staatsbürger dürfen bei den Parlamentswahlen in Italien wählen und sind durch zwölf Abgeordnete und sechs Senatoren vertreten. Zudem dürfen sie an den nationalen Volksabstimmungen teilnehmen.
| Staat                  | Einwohnerzahl |
| ---------------------- | ------------- |
| Argentinien            | 659.655       |
| Deutschland            | 648.453       |
| Schweiz                | 533.821       |
| Frankreich             | 343.197       |
| Brasilien              | 297.137       |
| Belgien                | 251.466       |
| Vereinigte Staaten     | 199.284       |
| Vereinigtes Königreich | 187.363       |
| Venezuela              | 124.133       |
| Australien             | 122.863       |
| Kanada                 | 121.465       |
| Spanien                | 104.637       |
| Uruguay                | 90.231        |
| Chile                  | 48.966        |
| Niederlande            | 32.730        |
| andere Staaten         | 341.239       |

| Staat                  | Italienischstämmig | Anteil der Bevölkerung |
| ---------------------- | ------------------ | ---------------------- |
| Argentinien            | 25 Millionen       | ca. 60 Prozent         |
| Brasilien              | 25 Millionen       | ca. 13–14 Prozent      |
| Vereinigte Staaten     | 17,8 Millionen     | ca. 6 Prozent          |
| Frankreich             | 3,5 Millionen      | ca. 5 Prozent          |
| Venezuela              | 1,7 Millionen      | ca. 6 Prozent          |
| Kanada                 | 1,5 Millionen      | ca. 4,5 Prozent        |
| Uruguay                | 1 Million          | ca. 29 Prozent         |
| Australien             | 850.000            | ca. 4 Prozent          |
| Chile                  | 800.000            | < 5 Prozent            |
| Deutschland            | 650.000 – 700.000  | < 1 Prozent            |
| Schweiz                | 550.000 – 700.000  | ca. 8 Prozent          |
| Peru                   | 500.000            | ca. 3 Prozent          |
| Vereinigtes Königreich | 300.000 – 500.000  | < 1 Prozent            |
| Belgien                | 290.000            | ca. 3 Prozent          |
| Costa Rica             | 120.000            | ca. 3 Prozent          |
| Paraguay               | 100.000            | ca. 1,5 Prozent        |

## Geschichte

### Ur- und Frühgeschichte

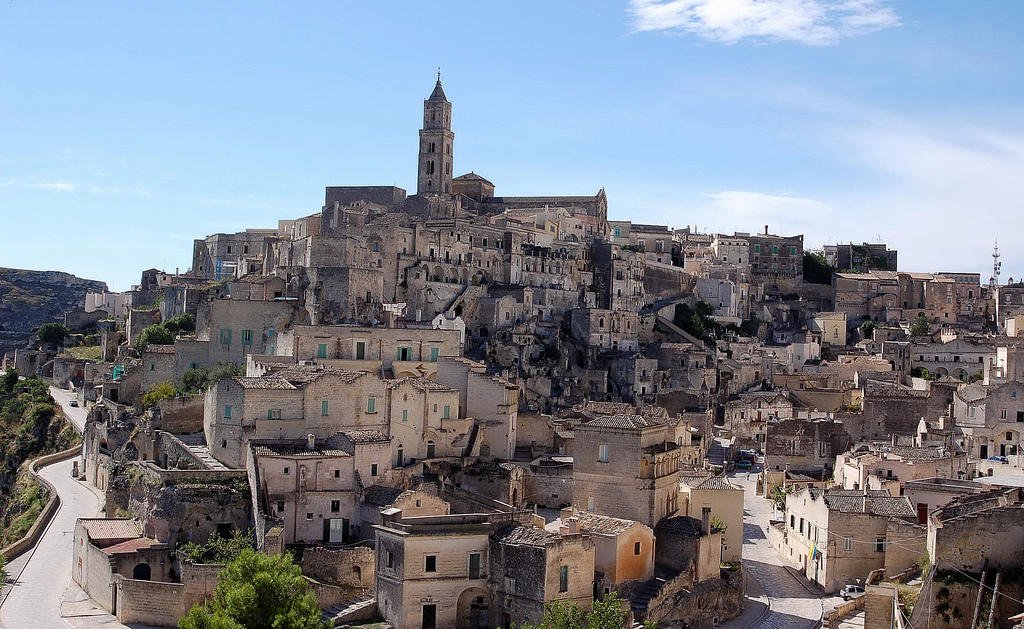
Matera zählt mit den bereits in der Jungsteinzeit besiedelten Sassi zu den ältesten Städten der Welt

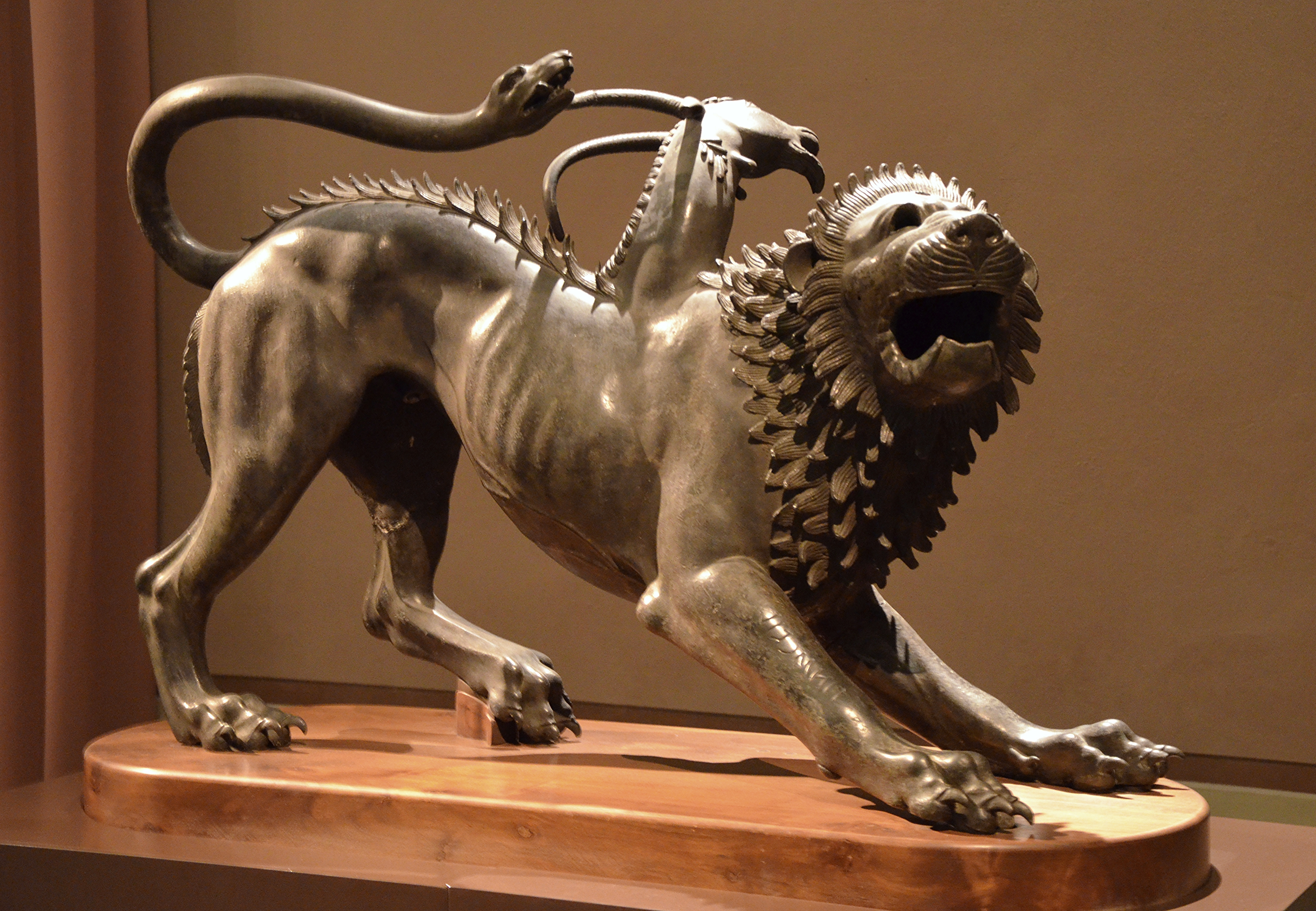
Chimäre von Arezzo, eines der bekanntesten Beispiele etruskischer Kunst (5. Jahrhundert v. Chr.)

Die Geschichte Italiens im Sinne einer hominiden Besiedlung der Apenninhalbinsel und der sie umgebenden Inseln lässt sich 1,3 bis 1,7 Millionen Jahre zurückverfolgen, wobei der moderne Mensch vor etwa 43.000 bis 45.000 Jahren in Italien auftrat und noch mehrere Jahrtausende neben dem Neandertaler lebte. Bis ins 6. Jahrtausend v. Chr. bildeten Jagd, Fischfang und Sammeln die Grundlagen der Existenz.
Etwa 6100 v. Chr. brachten erste Gruppen von außerhalb der Halbinsel, wohl über See aus Südkleinasien und dem Nahen Osten, die Landwirtschaft mit, die Jäger und Sammler verschwanden. Im 2. Jahrtausend setzte eine Entwicklung ein, die aus den Dörfern frühe stadtähnliche Siedlungen machte, und die Gesellschaften wiesen erstmals deutliche Spuren von Hierarchien auf.
Die durch Schriftquellen belegte Geschichte Italiens beginnt erst nach der Besiedlung durch italische Völker. Neben ihnen erlebte die Kultur der Etrusker, deren Herkunft ungeklärt ist, um 600 v. Chr. ihre Blütezeit. Im 8. Jahrhundert v. Chr. hatte die griechische Kolonisation des süditalienischen Festlandes und Siziliens begonnen, an der Westküste der Insel siedelten Phönizier. Diese Kolonien gehörten später zu Karthago.

### Antike

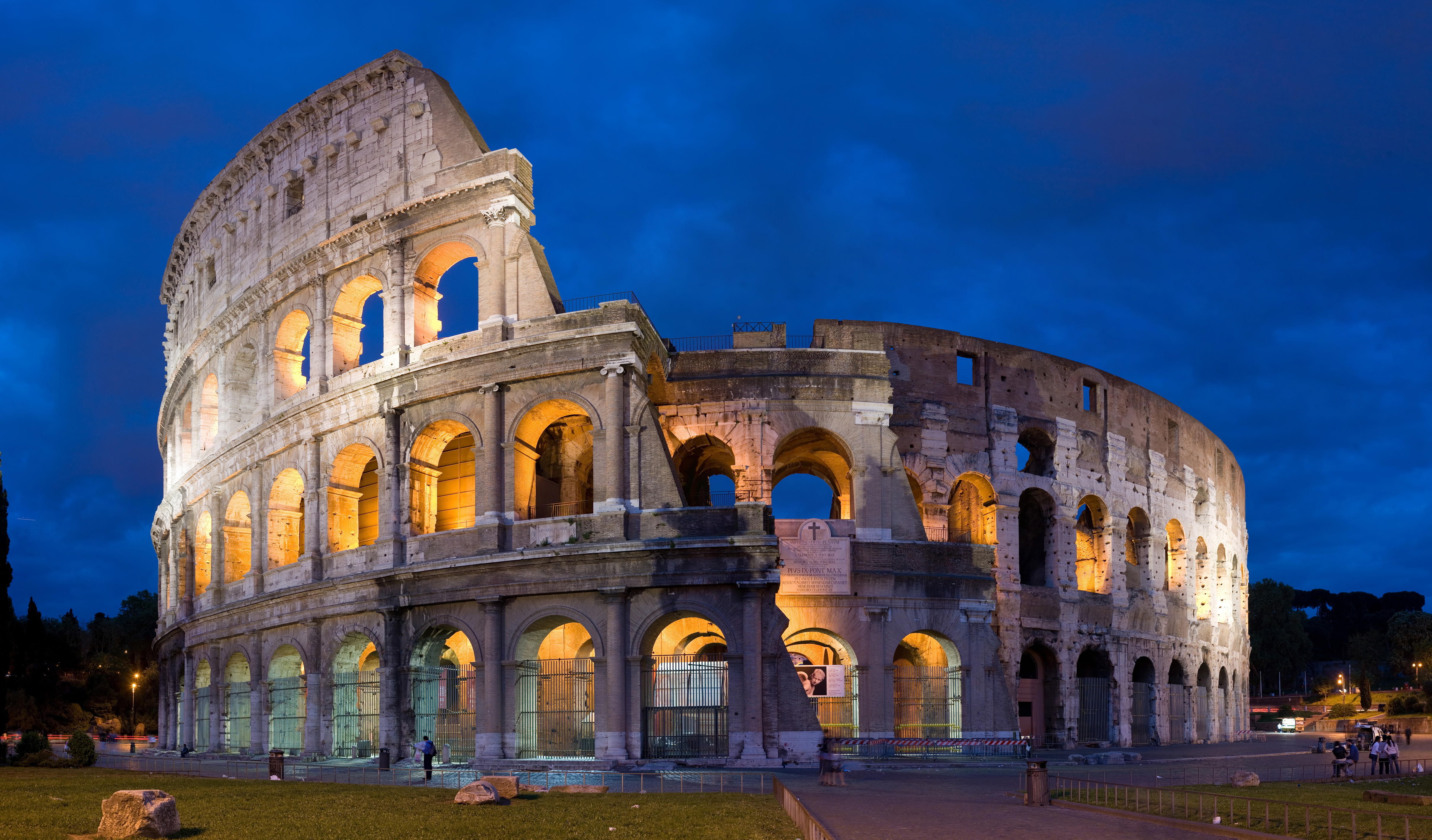
Kolosseum in Rom; erbaut 80 n. Chr.

Das Römische Reich um 117 n. Chr.

Schon in vorrömischer Zeit war Italien, vor allem Mittel- (Etrurien) und Süditalien (Magna Graecia), ein wichtiges europäisches Kulturzentrum. Ab dem 4. Jahrhundert v. Chr. setzte die Expansion Roms ein, 146 v. Chr. wurden Korinth und Karthago zerstört, die Eroberung des Mittelmeerraums, später auch von Teilen Mittel- und Nordeuropas brachte kulturelle Einflüsse und Menschen aus dem gesamten Reich und den angrenzenden Gebieten nach Italien. Die Halbinsel bildete das Zentrum des Römischen Reiches und blieb es mit Einschränkungen bis zum Untergang Westroms um 476. Dabei verwandelte sich die agrarische Wirtschaftsbasis, die anfangs aus Bauern bestanden hatte, zu einem System weiträumiger Latifundien auf der Basis von Sklavenarbeit. Ein dichtes Straßennetz verband die expandierenden Städte, dank dessen der Warenaustausch, aber auch die Abhängigkeit von externen Gütern, wie Weizen und Olivenöl aus Nordafrika, anwuchsen.
In der Spätantike erschienen neben der Sklaverei und den freien Bauern auf dem Land Formen der Bindung an den Boden, wie das Kolonat, wenngleich noch um 500 zwischen freien und unfreien Kolonen unterschieden wurde (Kolonenedikt des Anastasius). Im 4. Jahrhundert setzte sich das Christentum als Staatsreligion durch.
Über Jahrhunderte war es schließlich der Mittelpunkt des Römischen Reiches. 41 v. Chr. wurde das italische Kernland, das zuvor bis zum Rubikon bei Rimini reichte, um die Provinz Gallia cisalpina erweitert. Sizilien und Sardinien (sowie Korsika) wurden erst im Zuge von Kaiser Diokletians Gebietsreform dem Mutterland Italien (Dioecesis Italiae) angegliedert.

### Mittelalter

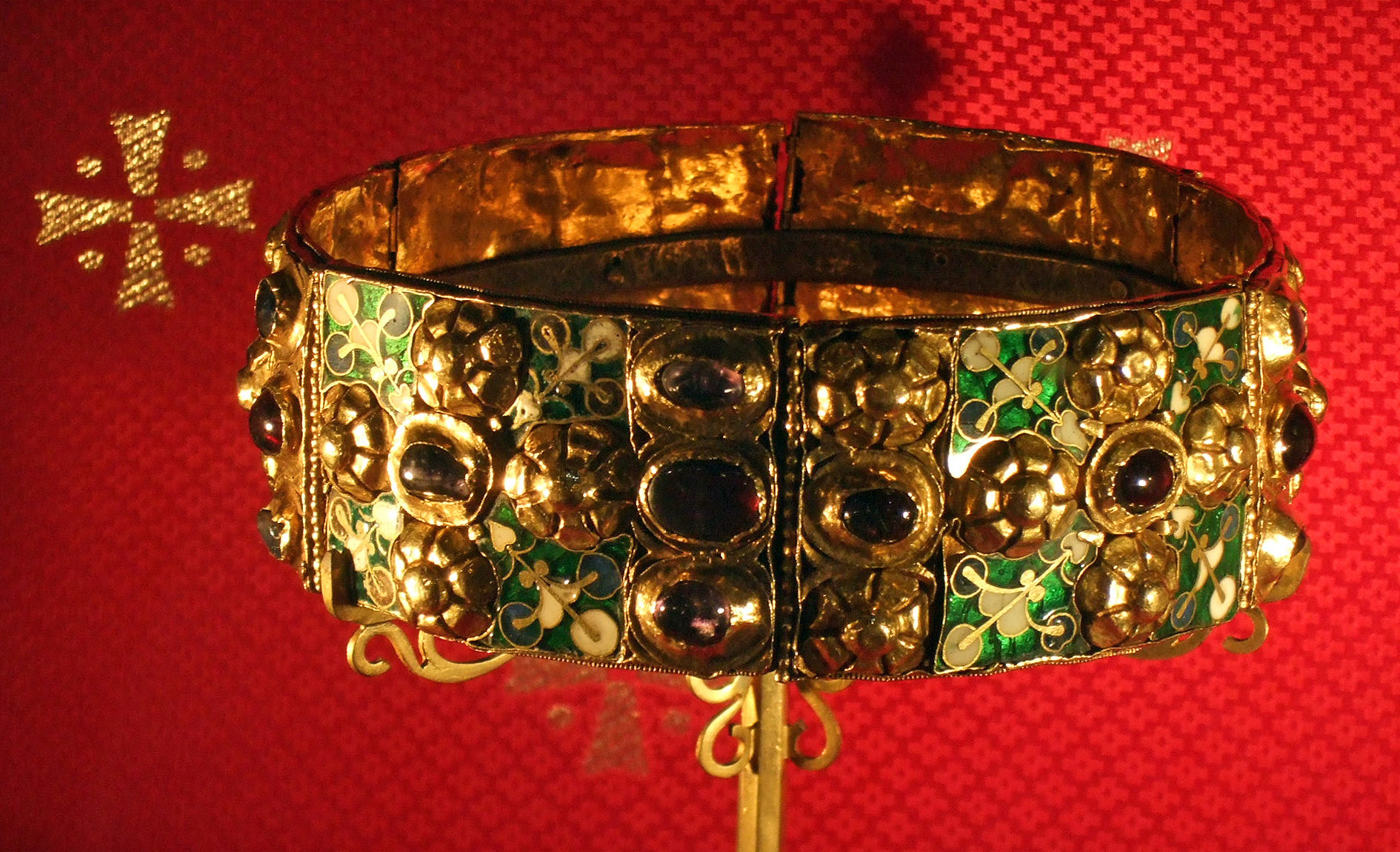
Eiserne Krone der Könige von Italien

Piazza San Marco in Venedig

Nach dem Einfall der Goten und der Langobarden (410 bzw. 568) zersplitterte das Land in eine Reihe von Herrschaftsgebieten. Im 8. und 9. Jahrhundert, besonders unter Pippin und Karl dem Großen, dominierten die Franken, doch entwickelte sich unter den Nachfolgern Karls ein eigenes Königreich Italien. Seit Otto dem Großen gehörte Italien überwiegend zum Heiligen Römischen Reich (Reichsitalien), der Süden blieb dabei lange byzantinisch. Jedoch eroberten zunächst Araber ab dem Jahr 827 Sizilien und Teile Süditaliens.
Im 11. Jahrhundert erfolgte über einen Zeitraum von mehreren Jahrzehnten die normannische Eroberung Süditaliens. Durch den Aufschwung von Handel und Verkehr gewannen insbesondere die Städte Norditaliens im 11. Jahrhundert zunehmende Selbstständigkeit. Die Normannen und zahlreiche Städte Oberitaliens unterstützten während des Investiturstreits zwischen 1076 und 1122 den Papst.
Mit dem Untergang der Dynastie der Staufer scheiterten 1268 deren Versuche, die schwindende Reichsgewalt in Italien zu erneuern, obwohl Heinrich VI. das unteritalienische Normannenreich durch Heirat gewonnen hatte. Den Süden beherrschte ab 1268 die französische Dynastie der Anjou. Der Norden zerfiel in eine Reihe von formal dem Heiligen Römischen Reich zugehörigen, im Übrigen jedoch selbstständigen Städten mit ihrem Umland.

### Renaissance
Im Italien des späten 14. Jahrhunderts liegen die Anfänge der Renaissance; als Kernzeitraum gilt das 15. und 16. Jahrhundert. Das wesentliche Charakteristikum ist die Wiedergeburt antiken Geistes, der Humanismus war die prägende Geistesbewegung. Hinzu kam eine Neuorientierung in der Wissenschaft, wo das theozentrische Weltbild des Mittelalters durch eine stärker anthropozentrische Sicht der Dinge abgelöst wurde.

Italien um 1494

Im 14. und 15. Jahrhundert entstanden Mächte mit enormem wirtschaftlichem und kulturellem Vorsprung. Dies galt vor allem für die selbstständigen Mächte Italiens, also das Herzogtum Mailand, die Republiken Venedig und Florenz, das Königreich Neapel und den Kirchenstaat, aber auch für die Höfe von Ferrara oder Mantua. Die Städte teilten sich in wechselnden Koalitionen politische Macht und Ressourcen der Apenninhalbinsel und boten relativ große politische Freiheit, die zu neuen wissenschaftlichen und künstlerischen Wegen anregten. Die großen Vermögen, die durch den Handel entstanden, machten es möglich, große öffentliche und private Kunstprojekte in Auftrag zu geben. Zudem erlebte die Entwicklung zur pragmatischen Schriftlichkeit bereits im frühen 13. Jahrhundert einen Aufschwung, der Schriftverkehr der Kaufleute vertiefte und verbreiterte die Literalität, so dass die Zahl der Alphabetisierten zunahm.
Im 15. Jahrhundert gehörte Italien zu den am stärksten urbanisierten Regionen Europas.

### Neuzeit

#### 16. bis 18. Jahrhundert
Der Niedergang Italiens begann unmittelbar nach der Entdeckung Amerikas, mit der Verlagerung des Handels in die Überseekolonien westeuropäischer Staaten, auch angesichts der osmanischen Kontrolle über das Mittelmeer. Politisch wurde Italien zum Spielball fremder Mächte. Im 16. Jahrhundert kämpften Frankreich und Spanien um die Vormachtstellung auf der Halbinsel. Die Schlacht bei Pavia (1525) besiegelte die Vorherrschaft Spaniens, das sich die unmittelbare Kontrolle Süditaliens und der Lombardei sichern konnte. 1797 wurde aus den Staaten der Cispadanischen Republik und der Transpadanischen Republik die Cisalpinische Republik gebildet, die bis 1805 bestand.
1796 übernahmen französische Revolutionstruppen die Macht (Italienfeldzug). 1805 krönte sich Napoleon Bonaparte in Mailand zum König von Italien (Königreich Italien). Nach dem Ende seiner Herrschaft fiel Italien in den Einflussbereich des österreichischen Kaiserreiches. Vom 16. bis hinein ins 19. Jahrhundert stand der Großteil Italiens somit unter Fremdherrschaft.

#### 19. Jahrhundert

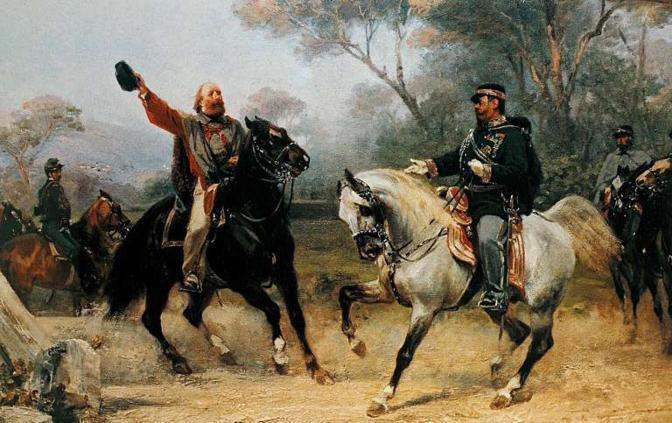
Giuseppe Garibaldi (links) trifft am 26. Oktober 1860 bei Teano auf König Viktor Emanuel II.

Die italienische Nationalbewegung im 19. Jahrhundert wird oft als Risorgimento bezeichnet. Unter Führung der Dynastie der Savoyer, Könige von Sardinien-Piemont, angetrieben durch die Freiwilligenverbände unter Giuseppe Garibaldi, gelang in drei Unabhängigkeitskriegen (1848 bis 1870) die Vereinigung Italiens. Am 17. März 1861 wurde Viktor Emanuel II. in Turin zum König Italiens ausgerufen (Königreich Italien). 1865 wechselte die Hauptstadt nach Florenz. 1866 kamen mit dem dritten Unabhängigkeitskrieg auch das bisher österreichische Venetien sowie das Friaul zum Königreich Italien.

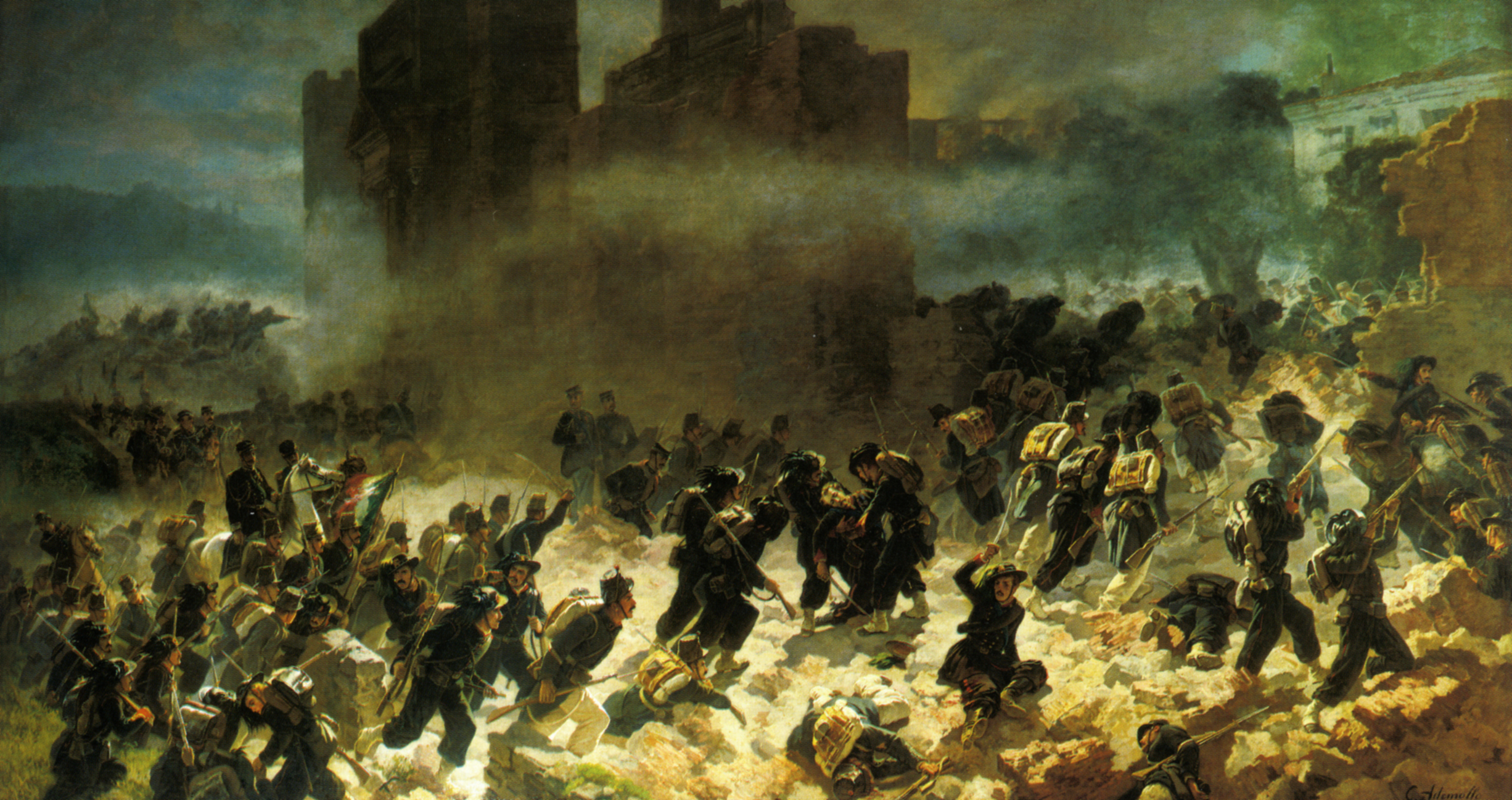
Bersaglieri erobern Rom und vollenden damit die Einigung Italiens im September 1870

Rom wurde im September 1870 eingenommen und 1871 zur Hauptstadt des Landes. Darüber hinaus versuchte Italien als Kolonialmacht Fuß zu fassen, am Horn von Afrika (Kolonie Eritrea ab 1890; Italienisch-Ostafrika) und in Italienisch-Libyen (siehe auch Italienische Kolonien). Viele andere europäische Mächte blickten damals auf eine lange Kolonialgeschichte zurück; Italien dagegen hatte (wie auch das Deutsche Kaiserreich) 1871 noch keine Kolonien.

#### Erster Weltkrieg, Faschismus und Zweiter Weltkrieg

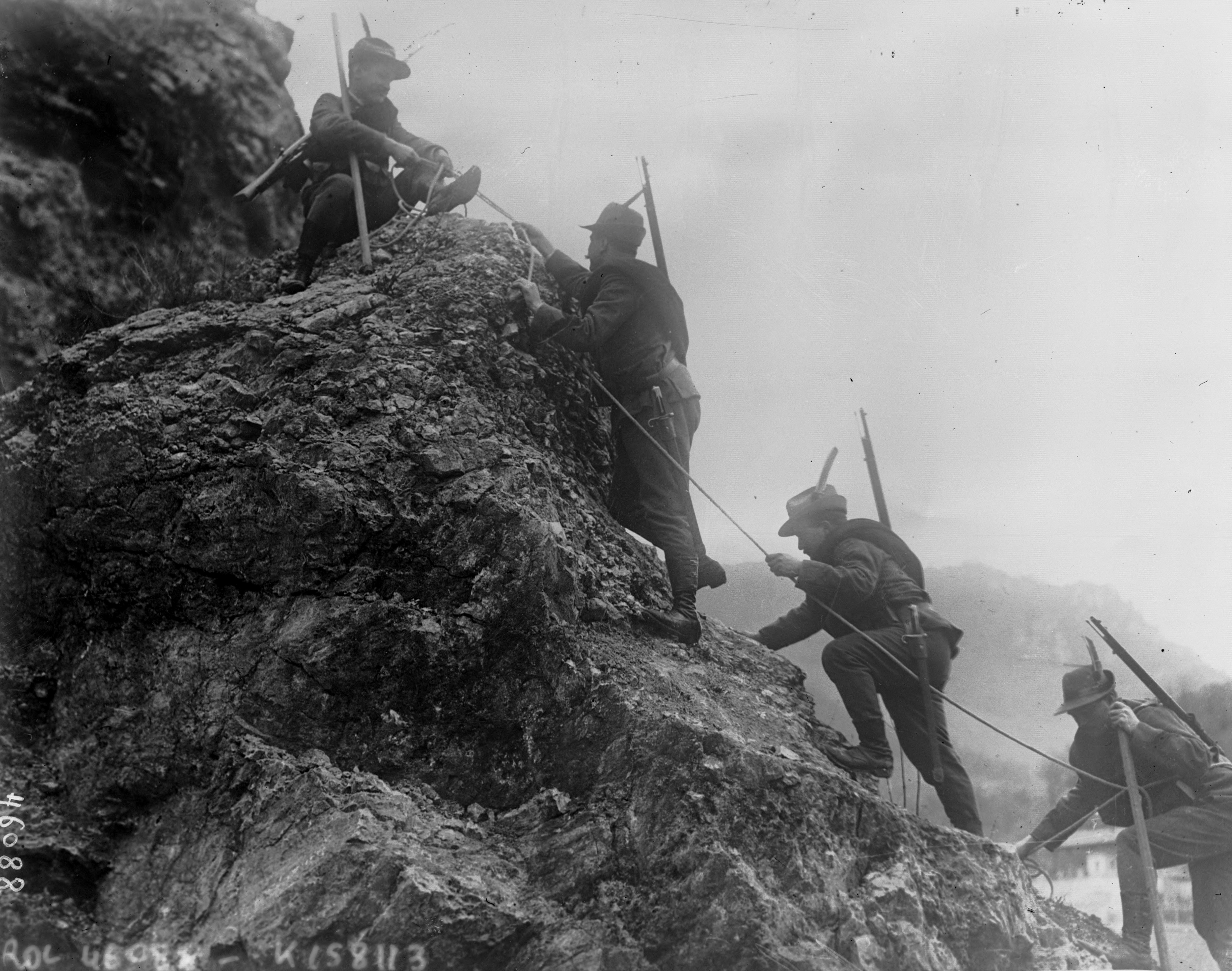
Alpini während des Guerra Bianca im Ersten Weltkrieg, 1915

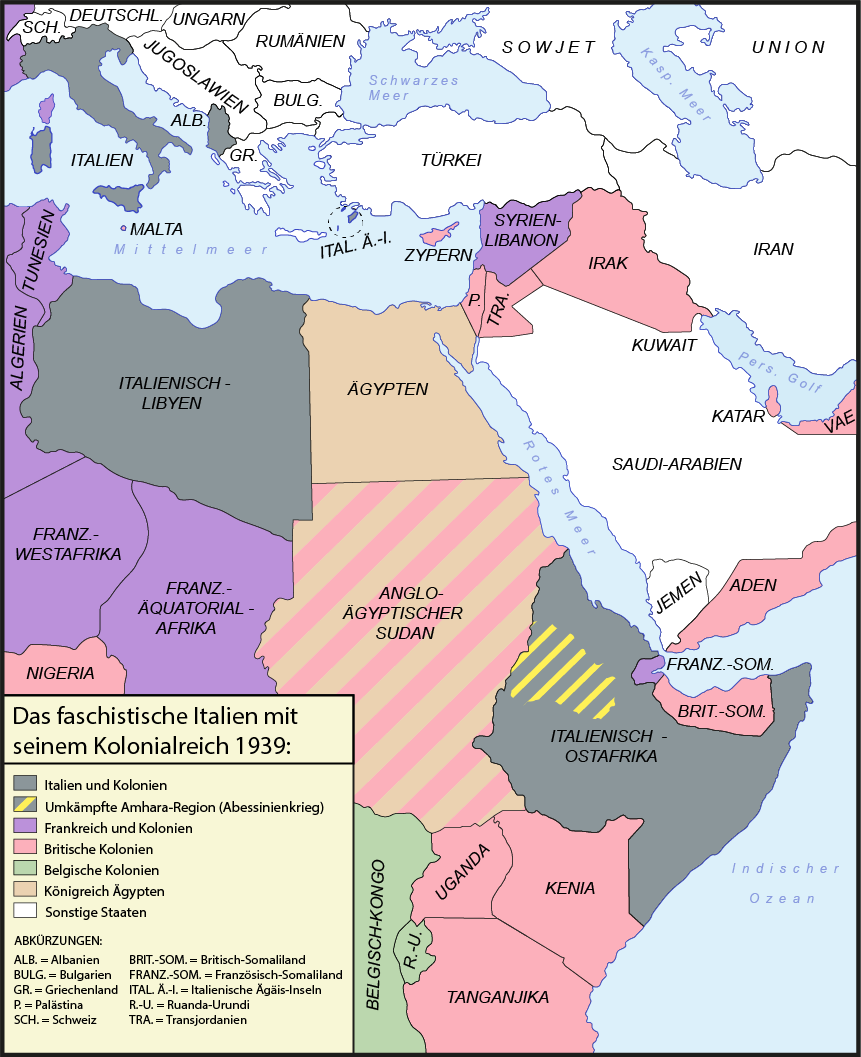
Das faschistische Italien mit seinen Kolonien in Europa und Afrika (in grau; 1939)

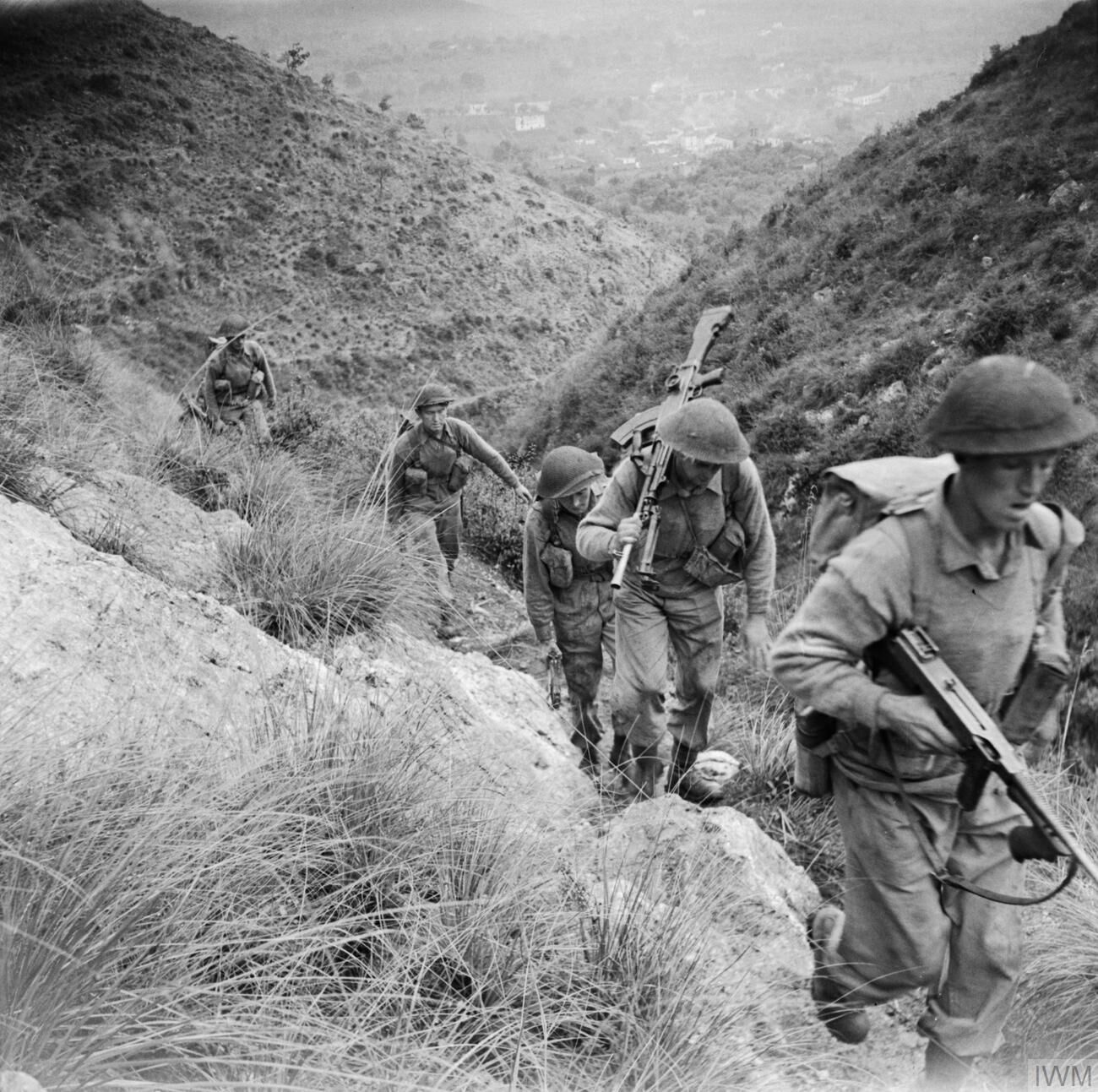
Britische Soldaten bei Calvi Risorta während des Italienfeldzuges, 1943

Italien trat – obwohl Mitglied des Dreibunds (mit dem Deutschen Reich und Österreich-Ungarn) – 1915 der Triple Entente bei. Nachdem die Entente im Londoner Geheimvertrag territoriale Zugewinne zugesagt hatte (siehe Italiens Kriegsziele), konnte das Königreich auf der Seite der Siegermächte Julisch Venetien, Istrien, das Trentino sowie das deutschsprachige Südtirol annektieren.
Im Oktober 1922 übernahmen Benito Mussolini und seine Gefolgsleute (Fascisti) nach dem Marsch auf Rom die Macht. Schritt für Schritt wandelte Mussolini das Königreich in einen totalitären Staat um und setzte sich selbst als Duce (Führer) an die Spitze des Staates. Am 3. Oktober 1935 überfiel Italien das Kaiserreich Abessinien (heute Äthiopien) und annektierte das Land. Diese völkerrechtswidrige Besetzung war Teil von Mussolinis erklärtem Ziel, das antike Römische Reich wieder aufleben zu lassen. Durch verschiedene Abkommen verbündete Mussolini sich mit dem Deutschen Reich und Adolf Hitler, (z. B. im sogenannten Stahlpakt, Mai 1939). Schließlich trat Italien am 10. Juni 1940 auf der Seite Deutschlands und Japans (Achse Berlin-Rom-Tokio) in den Zweiten Weltkrieg ein.
Am 10. Juli 1943 begann der Italienfeldzug der Westalliierten; unter dem Eindruck schwerer Niederlagen wurde Mussolini vom Faschistischen Großrat am 25. Juli 1943 mit einfacher Mehrheit abgesetzt und gefangen genommen. König Viktor Emanuel III. übernahm den Oberbefehl über die Streitkräfte und beauftragte Marschall Pietro Badoglio, eine Militärregierung zu bilden. Badoglio erklärte die faschistische Partei und ihre Gliederungen per Gesetz für aufgelöst. Am 8. September schloss die Regierung Badoglio mit den Alliierten den Waffenstillstand von Cassibile. Italien trat aus dem Dreimächtepakt aus. Der Krieg hatte Italien seit 1940 etwa 198.500 Menschenleben gekostet.
Die folgende deutsche Besetzung Italiens („Fall Achse“) stieß auf den Widerstand der Resistenza. Das Deutsche Reich versuchte, die Faschisten wieder an die Macht zu bringen, und ließ dazu Mussolini am 12. September 1943 im Unternehmen Eiche befreien. Norditalien wurde bis nach Rom von deutschen Truppen besetzt und in diesem Gebiet eine Regierung unter Mussolini eingesetzt, die die Italienische Sozialrepublik (Republik von Salò) proklamierte. Diese Parallelregierung blieb mit Deutschland verbündet, erklärte ihrerseits dem von den Alliierten besetzten Teil Italiens den Krieg und führte in Norditalien Krieg gegen italienische Partisanen.
In der Folge wurde vor allem Mittelitalien durch schwere Kämpfe entlang der vorrückenden Front verwüstet. Die Zivilbevölkerung wurde Ziel deutscher Repressalien (→ Deutsche Kriegsverbrechen in Italien). Daraufhin erklärte die Regierung Badoglio Deutschland am 13. Oktober 1943 den Krieg, der sich die letzten 18 Monate bis zum Ende des Krieges hinzog. Als sich die deutschen Verbände im Juni 1944 bis zur Gotenlinie im Apennin zurückzogen und italienische Partisanen ihre Überfälle auf deutsche Soldaten verstärkten, kam es zu weiteren Massakern an der Zivilbevölkerung (z. B. dem Massaker von Sant’Anna di Stazzema, dem Massaker von Marzabotto) und weiteren schweren Kriegsverbrechen durch die deutschen Besatzer und Truppen der faschistischen Sozialrepublik. Nach der alliierten Frühjahrsoffensive und dem Zusammenbruch der deutschen Front in Oberitalien kapitulierte die Heeresgruppe C am 29. April 1945 vor den Westalliierten. Bereits am 25. April hatte die Resistenza zum allgemeinen Aufstand gegen die deutschen Besatzer und die faschistische Sozialrepublik aufgerufen. Drei Tage später war der auf der Flucht befindliche Mussolini von der Resistenza verhaftet und am 29. April hingerichtet worden. Mit Inkrafttreten der Kapitulation am 2. Mai 1945 war der Zweite Weltkrieg in Italien beendet.

#### Nachkriegszeit

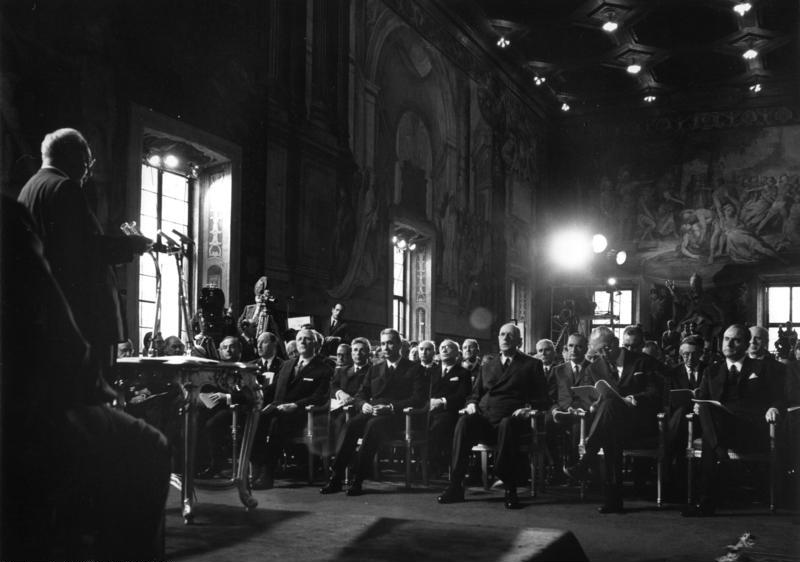
Gedenkfeier am 29. Mai 1967 zum 10. Jahrestag der Unterzeichnung der Römischen Verträge

Nach Kriegsende verlor Italien die eigenen Kolonien – eine Ausnahme bildete Italienisch-Somaliland insofern, als die Verwaltungskontrolle dieser ehemaligen Kolonie 1950 von der UNO noch einmal für zehn Jahre an Italien gegeben wurde. Das italienische Mutterland blieb von größeren Gebietsabtretungen verschont (abgetreten wurden der Großteil von Julisch Venetien an Jugoslawien bzw. das heutige Slowenien und Kroatien, der italienische Dodekanes an Griechenland, die Gemeinden Tende und La Brigue an Frankreich).
Eine verfassunggebende Versammlung beschloss die neue Costituzione della Repubblica Italiana am 22. Dezember 1947. Diese Verfassung trat zum 1. Januar 1948 in Kraft.
Die Nachkriegsgeschichte Italiens zeichnet sich innenpolitisch durch häufige Regierungswechsel, allerdings bis 1990 vier Jahrzehnte unter Führung oder Hauptbeteiligung der Democrazia Cristiana (Christdemokraten), außenpolitisch durch die Gründungsmitgliedschaft in der Europäischen Wirtschaftsgemeinschaft (1957) und wirtschaftlich durch ein vorübergehendes Wirtschaftswunder (miracolo economico) aus.

#### Gegenwart
Anfang der 1990er Jahre wurde die politische Elite des Landes vom Korruptionsskandal Tangentopoli und den Aufklärungsmaßnahmen der juristischen Untersuchungen der Mani pulite ausgetauscht.
Von etwa 1994 bis Ende 2011 wurde die Politik Italiens von Parteienbündnissen um Silvio Berlusconi sowie wechselnden Mitte-links-Koalitionen bestimmt. 2011 wurde Mario Monti sein Nachfolger, insbesondere infolge der seit 2009 schwelenden Eurokrise und der als zu hoch kritisierten Staatsverschuldung Italiens, und bildete ein Kabinett von parteilosen Fachleuten (Kabinett Monti). Ihm folgte das Kabinett Letta (28. April 2013 bis zum 22. Februar 2014) und diesem das Kabinett Renzi unter Matteo Renzi.
Im Jahr 2015 kulminierte die Flucht und Migration über das Mittelmeer zu einer Flüchtlingskrise in Europa 2015/2016, von der insbesondere Italien betroffen war und in dem Zusammenhang unter anderem wegen chaotischer Zustände auf der Insel Lampedusa in die Schlagzeilen geriet. Spätestens seit 2015 ist Italien für nach Europa ziehende afrikanische Migranten beliebtes Ziel- und Transitland.
Eine von Renzi angestrebte Verfassungsänderung wurde am 4. Dezember 2016 durch das Volk in einem Referendum abgelehnt, infolgedessen trat Renzi zurück. Neuer Ministerpräsident wurde Paolo Gentiloni. Nach den Wahlen 2018 wurde eine Koalitionsregierung der Parteien Movimento 5 Stelle und Lega Nord unter dem parteilosen Ministerpräsidenten Giuseppe Conte gebildet, die am 1. Juni 2018 ihr Amt antrat. Nachdem die Lega Nord aus der Koalition ausgeschieden war, bildete Conte sein Kabinett um, das neben dem MoVimento 5 Stelle von Partito Democratico, Liberi e Uguali, Italia Viva und dem Movimento Associativo Italiani all’Estero unterstützt wurde. Im Januar 2021 verließ Italia Viva das Regierungsbündnis und Conte erklärte seinen Rücktritt.
Staatspräsident Sergio Mattarella sprach sich gegen Neuwahlen während der COVID-19-Pandemie in Italien aus und beauftragte Mario Draghi, den früheren Präsidenten der Europäischen Zentralbank und früheren Gouverneur der italienischen Zentralbank, eine Regierung zu bilden, die am 13. Februar 2021 vereidigt wurde. Diese Regierung der nationalen Einheit wurde insbesondere von den Parteien Movimento 5 Stelle, Partito Democratico, Lega und Forza Italia getragen. Nach einer Vertrauensabstimmung, die Draghi zwar gewann, bei der aber mit der Fünf-Sterne-Bewegung, Lega und Forza Italia drei Regierungsparteien nicht teilnahmen, reichte Draghi seinen Rücktritt ein und Präsident Mattarella löste am 21. Juli 2022 beide Parlamentskammern auf. Aus den vorgezogenen Parlamentswahlen vom 25. September 2022 ging die rechtsnationale Partei Brüder Italiens unter Führung von Giorgia Meloni als stärkste Partei hervor und konnte mit den Koalitionspartnern Lega und Forza Italia eine Regierung bilden. Giorgia Meloni wurde am 22. Oktober 2022 als Ministerpräsidentin vereidigt, womit zum ersten Mal in der Geschichte Italiens seit der Staatsgründung 1861 eine Frau dieses Amt bekleidet.

## Politik

### Staatsgründung

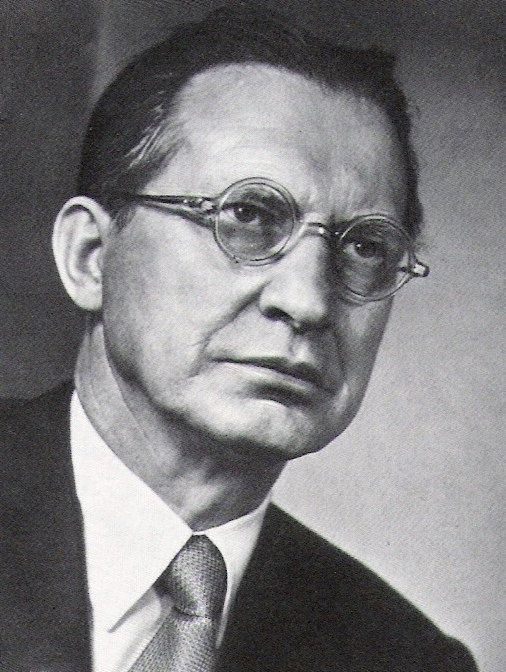
Alcide De Gasperi, erster Ministerpräsident der Italienischen Republik und einer der Gründerväter der Europäischen Union

Am 2. Juni 1946 wurden die Italiener zum Referendum über die Staatsform und zu den Wahlen zur Verfassunggebenden Versammlung aufgerufen.
Wahlberechtigt waren 28.005.449 italienische Bürger, von denen 24.946.878 zur Wahl gingen, was 89,1 % der Wahlberechtigten entsprach. Zum ersten Mal durften auch Frauen wählen. Das amtliche Ergebnis wurde am 18. Juni 1946 vom Kassationsgerichtshof verkündet: 54,27 % der Stimmen für die Republik, 45,73 % für die Monarchie sowie 1.509.735 ungültige Stimmen (davon 1.146.729 leere Stimmzettel).
Hinsichtlich der regionalen Mehrheitsverhältnisse war Italien praktisch in zwei Lager gespalten: Im Norden hatte die Republik mit 66,2 % gewonnen, im Süden dagegen kam die Monarchie auf 63,8 %.

### Politisches System
Italien ist seit 1946 eine parlamentarische Republik. Die italienische Verfassung, Originalbezeichnung La Costituzione della Repubblica Italiana, wurde am 22. Dezember 1947 beschlossen, trat am 1. Januar 1948 in Kraft und ist geprägt durch einen Kompromisscharakter, der aus der unmittelbaren Nachkriegsgeschichte herrührt: Aus der Erfahrung des gemeinsamen Widerstandskampfes gegen den Faschismus (Resistenza) entschlossen sich die im „Nationalen Befreiungskomitee“ zusammengeschlossenen antifaschistischen (liberale, sozialistische, kommunistische und katholisch geprägte) Parteien, gemeinsam die neue Verfassung auszuarbeiten.
Besonderheiten der italienischen Verfassung sind die zentrale Rolle, die dem Parlament (Zweikammersystem, bicameralismo perfetto) zugestanden wird, die vergleichsweise geringen formalen Einflussmöglichkeiten des Ministerpräsidenten, die starke Betonung plebiszitärer Elemente (Verfassungsänderungen müssen eventuell durch Referendum bestätigt werden, außerdem besteht für die Bürger die Möglichkeit, von Volksabstimmungen und Gesetzesinitiative Gebrauch zu machen), der mächtige Verfassungsgerichtshof und die Dezentralisierung im Zuge von Reformen in den 1990er und Anfang der 2000er Jahre.
Italien ist Mitglied in mehreren überstaatlichen Organisationen. Mit dem 4. April 1949 erfolgte der Beitritt zur NATO. Seit dem 14. Dezember 1955 gehört Italien den Vereinten Nationen an. Zudem ist das Land Gründungsmitglied der Europäischen Union am 1. Januar 1952.

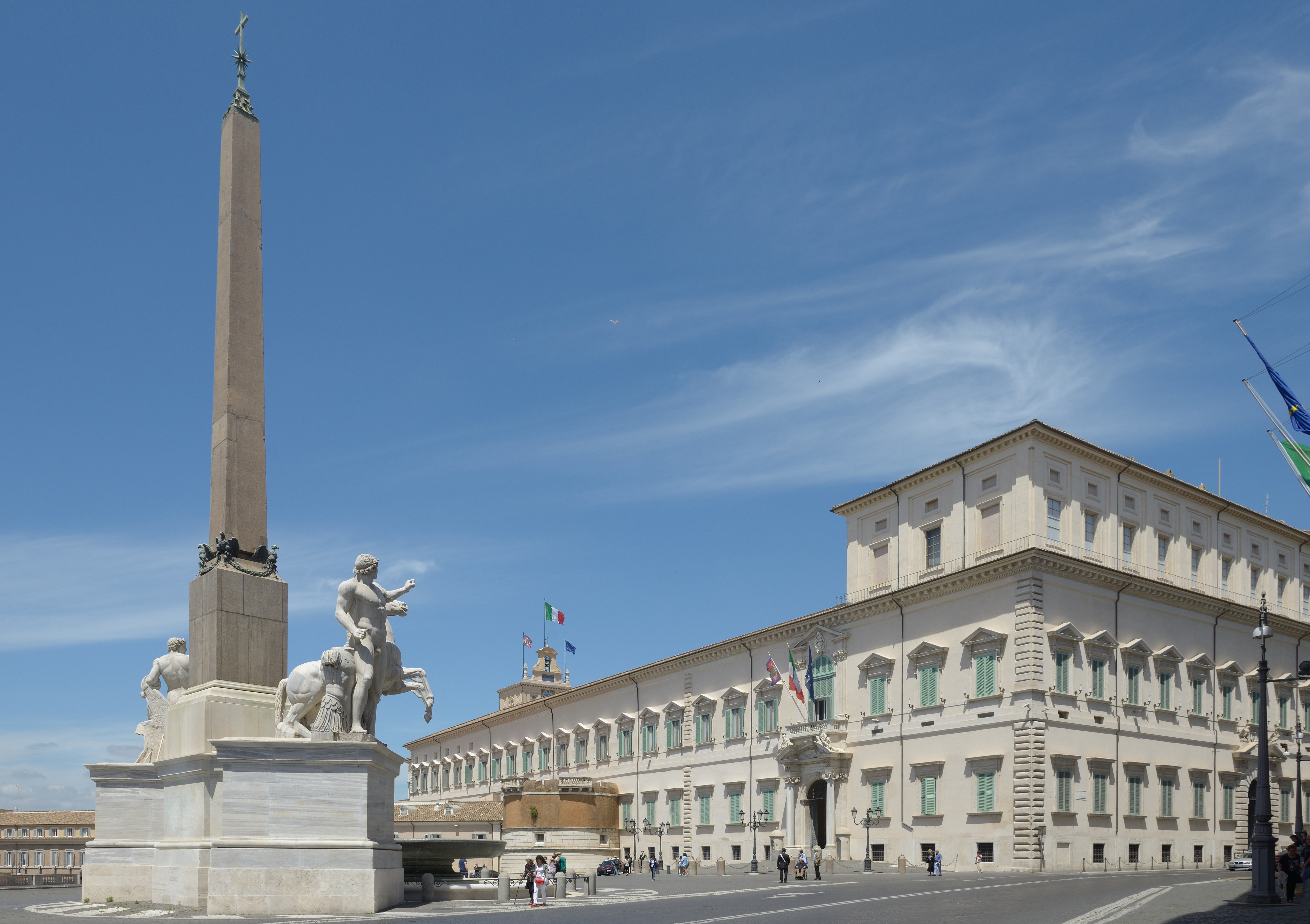
Palazzo del Quirinale, Sitz des Präsidenten
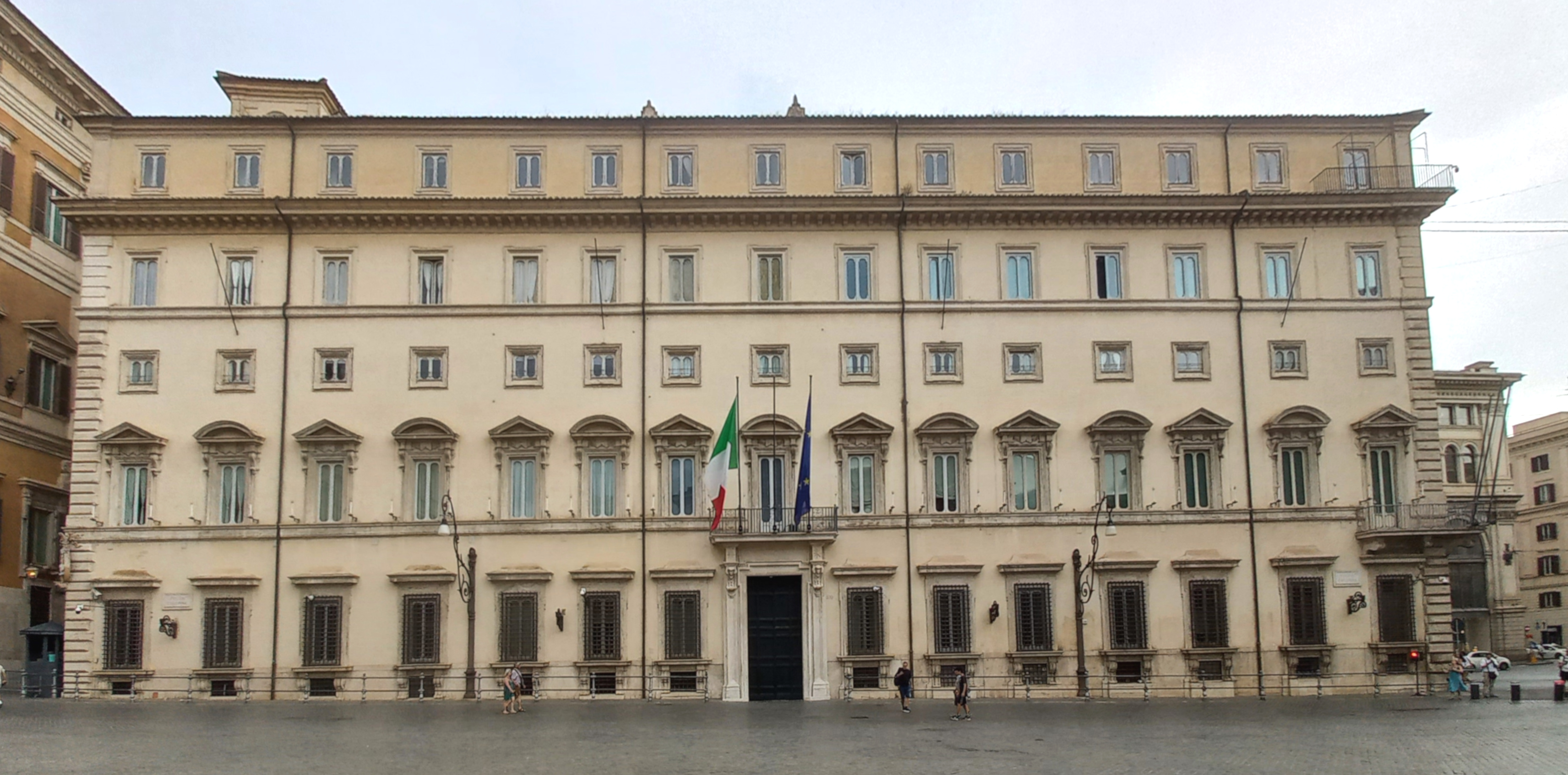
Palazzo Chigi, Sitz des Ministerpräsidenten
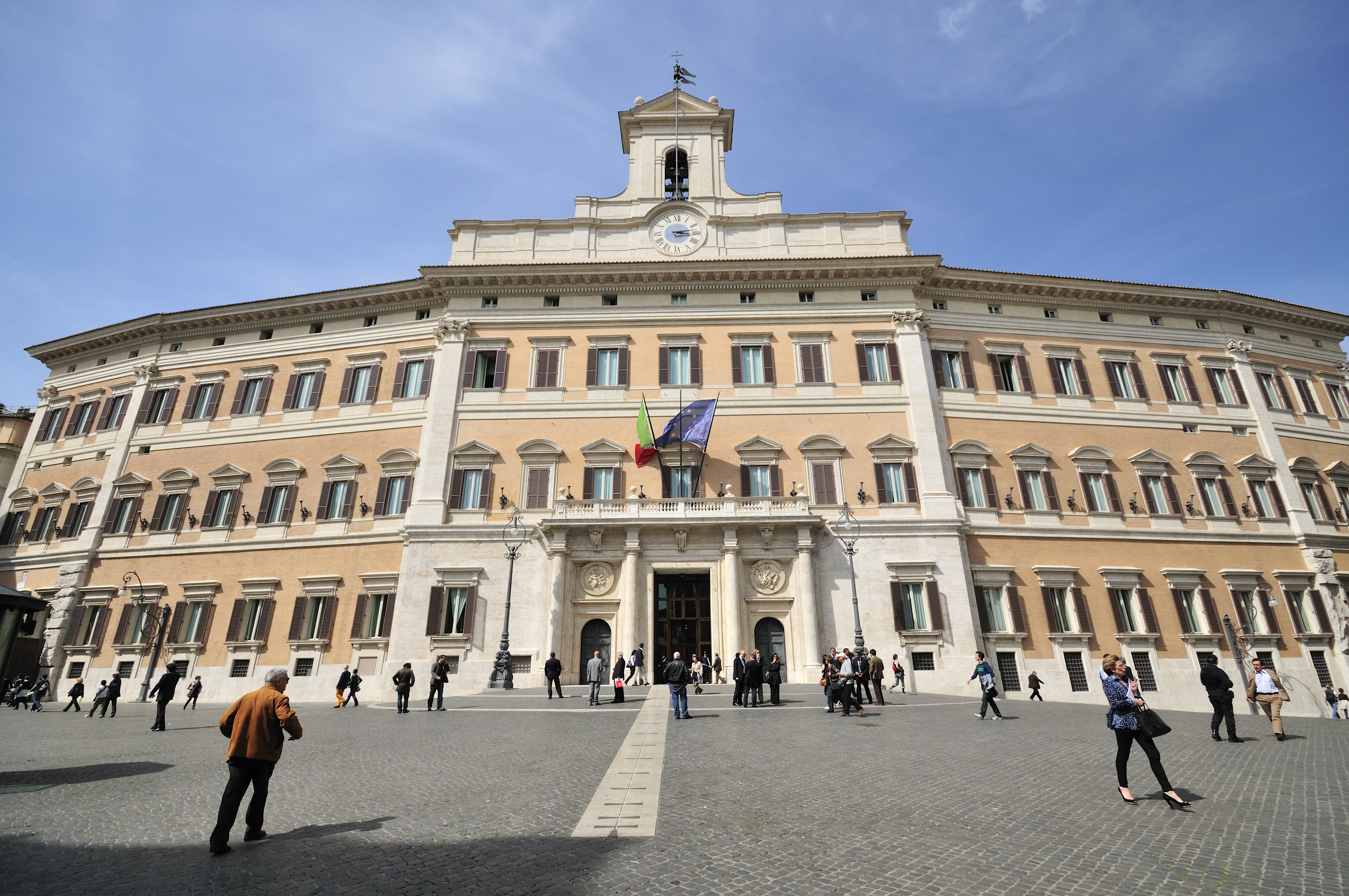
Palazzo Montecitorio, Sitz der Abgeordnetenkammer
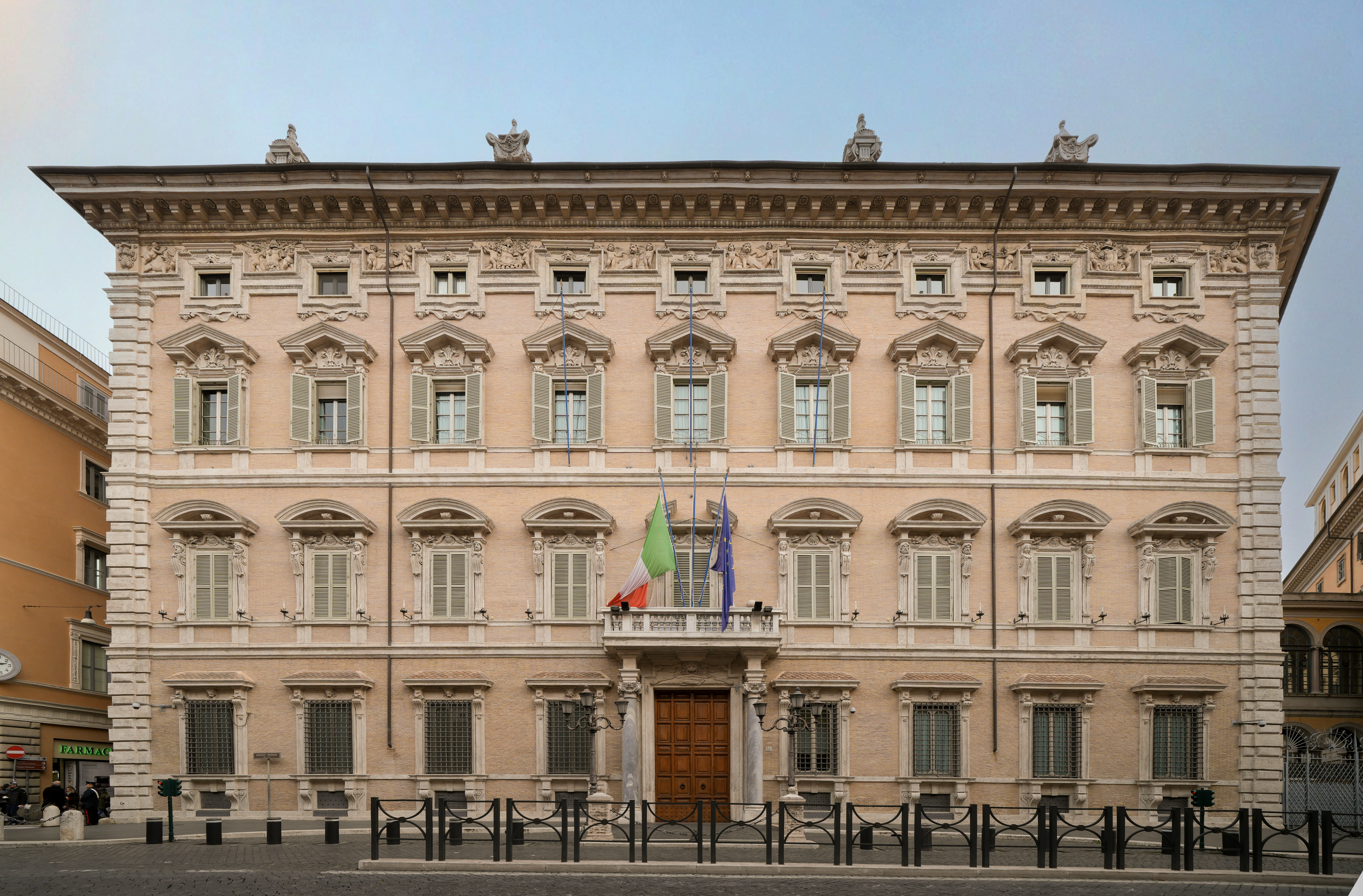
Palazzo Madama, Sitz des Senats
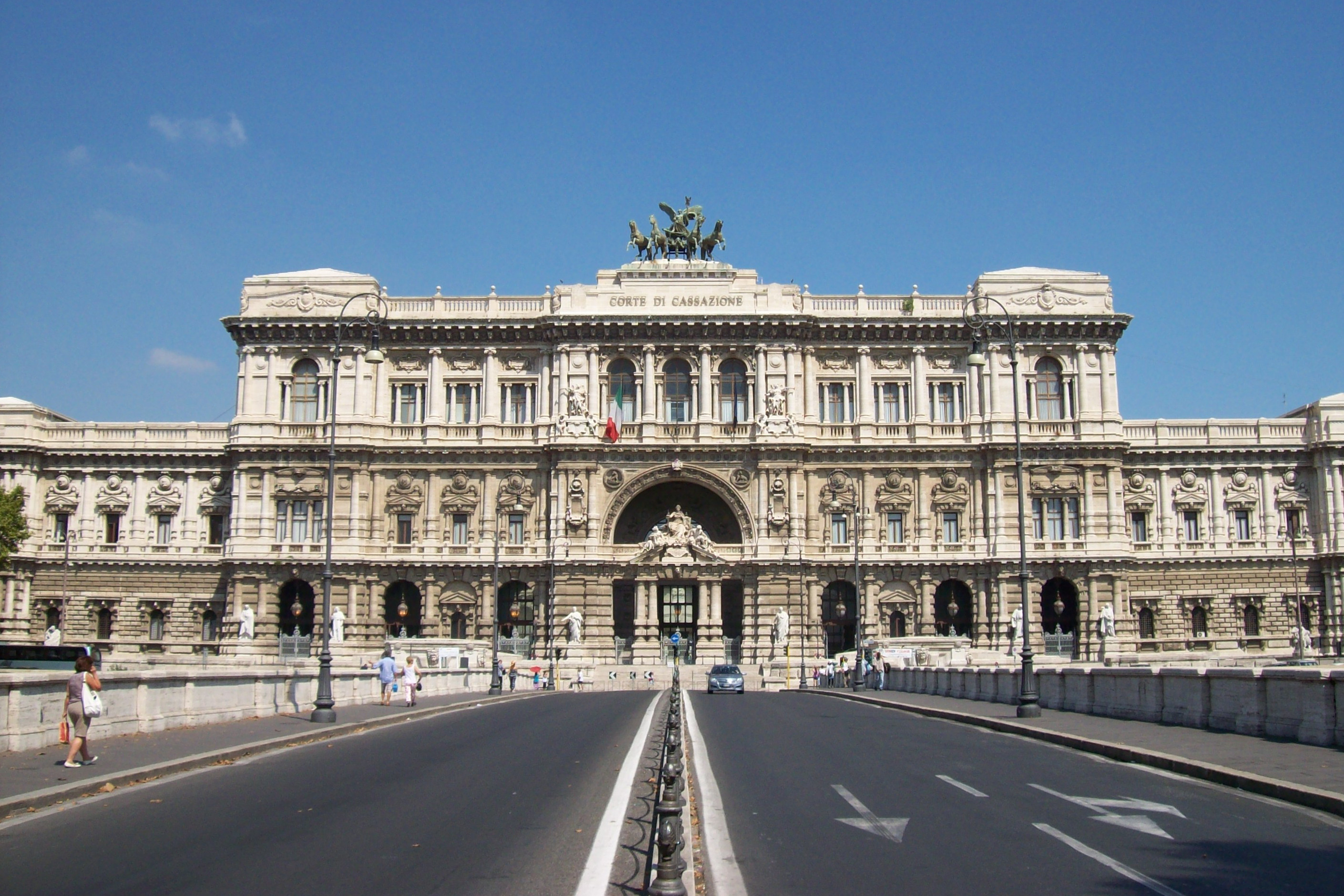
Palazzo di Giustizia, Sitz des Kassationsgerichtshofs

### Staatsoberhaupt

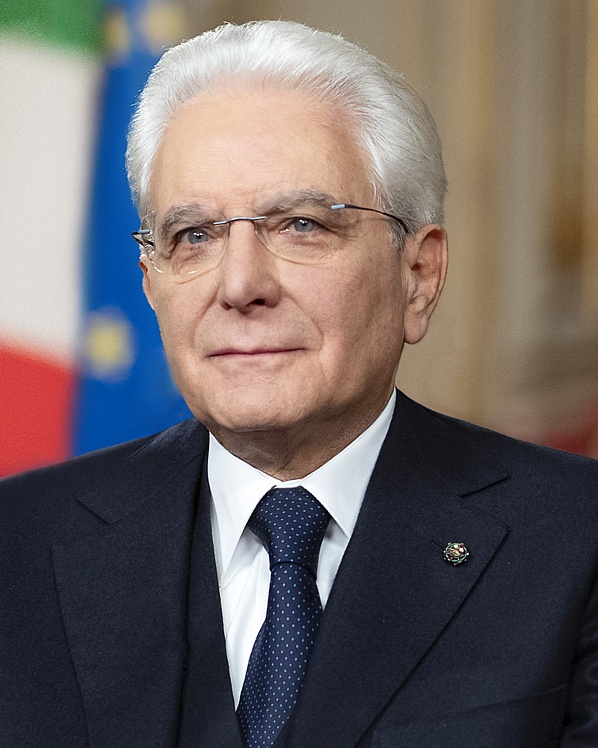
Amtierender italienischer Staatspräsident Sergio Mattarella

Staatsoberhaupt ist in Italien der Staatspräsident (eigentlich: Präsident der Republik, italienisch: Presidente della Repubblica).
Laut Verfassungsnorm nimmt er vorwiegend repräsentative Funktionen wahr, beteiligt sich an der Regierungsbildung und ist Oberbefehlshaber über die Streitkräfte. In der Verfassungswirklichkeit kommt ihm nicht selten eine entscheidende Rolle bei der Bewältigung von Regierungskrisen zu, die in der Italienischen Republik in der zweiten Hälfte des 20. Jahrhunderts wesentlich häufiger waren als in anderen europäischen Ländern.
Seine wichtigste Befugnis ist die Auflösung des Parlaments (einer Kammer oder beider). Er darf diese aber in den letzten sechs Monaten seines Mandats nicht ausüben, es sei denn, sie stimmen mit den letzten sechs Monaten der Legislaturperiode zur Gänze oder zum Teil überein.
Eine weitere wichtige Funktion steht ihm in Zusammenhang mit der Gesetzgebung vor. Da jedes Gesetz vor seiner Verkündung die Unterzeichnung des Staatspräsidenten benötigt, kann er zumindest vorläufig dessen Inkrafttreten verhindern. Wenn das Parlament das Gesetz nämlich erneut billigt, zwingt ihn die italienische Verfassung, dieses zu unterzeichnen. Ein echtes Veto-Recht besitzt er also nicht.
Der Staatspräsident wird von den vereinigten Kammern des Parlaments (parlamento in seduta comune) und Vertretern der 20 Regionen gewählt: drei pro Region, mit Ausnahme des Aostatals, das nur einen Vertreter entsenden darf. Die Wahl des Präsidenten findet durch geheime Abstimmung mit Zweidrittelmehrheit der Versammlung statt. Nach dem dritten Wahlgang genügt die absolute Mehrheit. Gewählt werden kann jeder Staatsbürger, der das 50. Lebensjahr vollendet hat. Der Amtssitz des Staatspräsidenten ist der Quirinalspalast in Rom. Amtierender Präsident der Italienischen Republik ist seit dem 3. Februar 2015 Sergio Mattarella.

### Exekutive

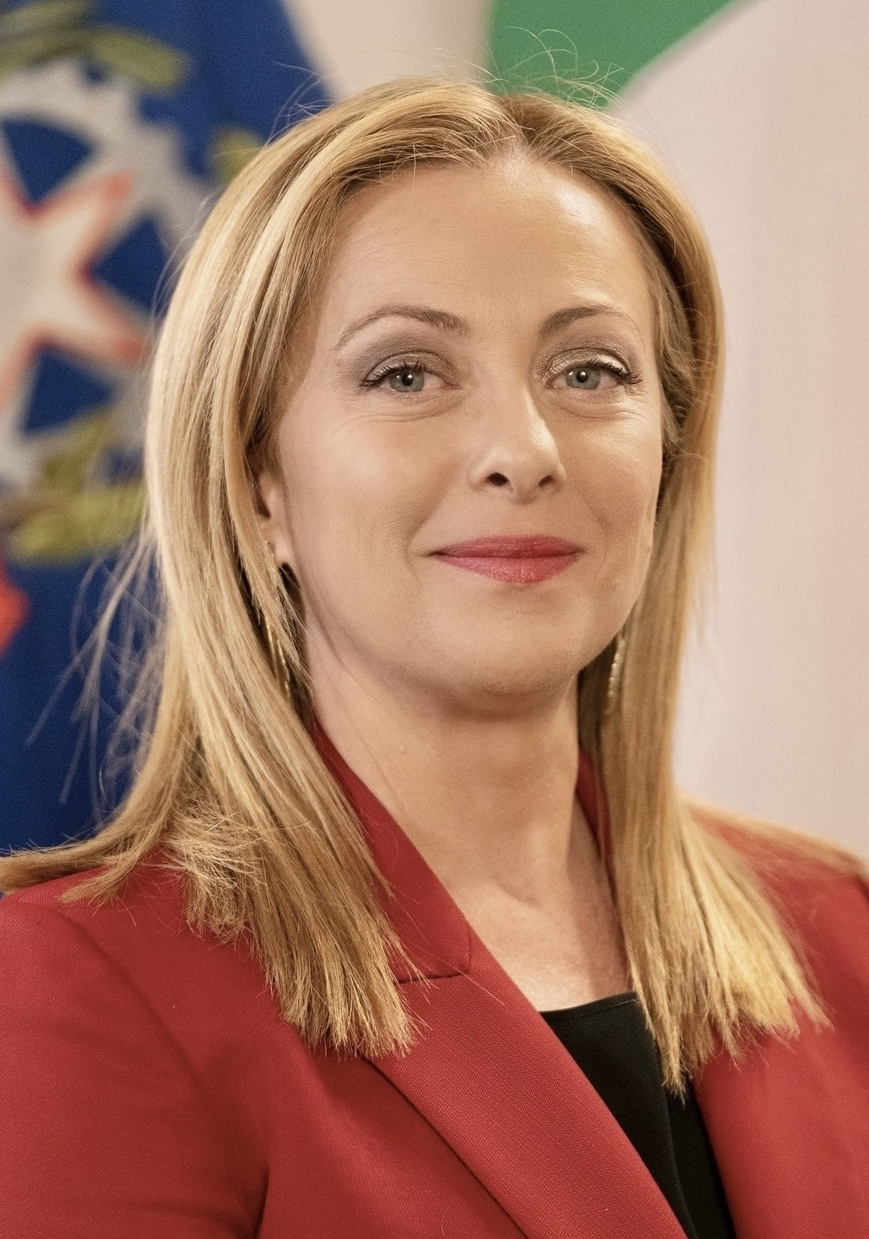
Amtierende italienische Ministerpräsidentin Giorgia Meloni

Offiziell heißt die Regierung Ministerrat (italienisch: consiglio dei ministri oder einfach nur consiglio), der Ministerpräsident firmiert als Präsident des Ministerrats, auf Italienisch also presidente del consiglio (dei ministri). Spricht man nur vom „Präsidenten“, kann damit also sowohl der Staatspräsident als auch der Ministerpräsident gemeint sein.
Die Minister sind gemeinsam für die Handlungen des Ministerrates und einzeln für die Handlungen ihres Geschäftsbereiches verantwortlich. Die Minister werden auf Vorschlag des Ministerpräsidenten vom Staatspräsidenten ernannt. Der Ministerpräsident hat nicht die Befugnis, Minister selbständig zu ernennen oder zu entlassen.
Der Ministerpräsident bestimmt die allgemeine Politik der Regierung und übernimmt dafür die Verantwortung. Er wahrt die Einheitlichkeit der Ausrichtung in Politik und Verwaltung, indem er die Tätigkeit der Minister fördert und koordiniert. Wegen der Abhängigkeit von den oft instabilen politischen Mehrheitsverhältnissen wird der Ministerpräsident als „Vorsitzender des Ministerrates“ oft nur als primus inter pares betrachtet.
Als Kollegialorgan nimmt der Ministerrat im italienischen Verfassungssystem hingegen eine herausragende Rolle insbesondere im Gesetzgebungsprozess ein:
- er bereitet Gesetzentwürfe vor,
- er erlässt Gesetzesdekrete, die anschließend vom Parlament in Gesetze umgewandelt werden müssen, damit die Gesetzesdekrete ihre Wirksamkeit behalten,
- er wird durch Ermächtigungsgesetze vom Parlament mit der Ausarbeitung von Gesetzen innerhalb bestimmter Rahmenbedingungen beauftragt und kann insoweit sog. Gesetzesvertretende Dekrete erlassen.

Der Amtssitz des italienischen Ministerpräsidenten ist der Palazzo Chigi in Rom. Dort unterstützt ihn das Ministerratspräsidium. Amtierende Ministerpräsidentin von Italien ist seit dem 22. Oktober 2022 Giorgia Meloni.

### Legislative
Das italienische Parlament besteht aus zwei Kammern: dem Senat (Senato della Repubblica) und der Abgeordnetenkammer (Camera dei deputati). Beide Kammern sind im Gesetzgebungsverfahren absolut gleichberechtigt und unterscheiden sich nur hinsichtlich Anzahl, Zusammensetzung und Wahlmodus ihrer Mitglieder. Beide Kammern tagen unabhängig voneinander. In jeder Kammer gibt es ständige Ausschüsse und Sonderkommissionen, die ebenfalls unabhängig voneinander sind.
Die Abgeordnetenkammer ist die größere Parlamentskammer, deren 400 Abgeordnete (darunter 8 Vertreter der Auslandsitaliener) alle fünf Jahre gewählt werden.
Dem Senat der Republik gehören 200 gewählte Senatoren an (darunter 4 Vertreter der Auslandsitaliener). Sie werden ebenfalls (gleichzeitig mit den Abgeordneten) auf fünf Jahre gewählt, allerdings nicht auf nationaler Ebene, sondern auf regionaler Basis. Jede der 20 Regionen stellt eine festgelegte Anzahl an Senatoren, die je nach Bevölkerungszahl in der Region variiert.
Hinzu kommen maximal fünf vom Staatspräsidenten ernannte Senatoren auf Lebenszeit. Zudem sind auch die Staatspräsidenten nach dem Ende ihrer Amtszeit von Rechts wegen Senatoren auf Lebenszeit. Zurzeit (Oktober 2022) sitzen im Parlament sechs Senatoren auf Lebenszeit, davon fünf vom Staatspräsidenten ernannte Senatoren und ein ehemaliger Staatspräsident.

### Recht
Das italienische Rechtssystem wird dem römisch-germanischen Rechtskreis zugeordnet und kann auf eine über das Mittelalter bis ins römische Recht zurückreichende Geschichte zurückblicken.
Die wichtigsten Rechtsquellen neben der italienischen Verfassung (Costituzione della Repubblica Italiana, 1948) sind das Zivilgesetzbuch (Codice civile, 1942), die Zivilprozessordnung (Codice di Procedura Civile, 1940), das Strafgesetzbuch (Codice penale, 1930) und die Strafprozessordnung (Codice di Procedura Penale, 1988). Daneben bestehen zahlreiche Kodifizierungen (Codici) und Einheitstexte (Testi Unici) in einzelnen Rechtsbereichen (vom Arbeitsrecht bis zum Verwaltungsrecht).
Höchstes Organ der ordentlichen Gerichtsbarkeit in Italien ist der Kassationsgerichtshof (Corte Suprema di Cassazione), für die Verfassungsgerichtsbarkeit ist der Verfassungsgerichtshof (Corte Costituzionale) zuständig.

#### Wahlrecht
Das allgemeine aktive Wahlrecht für Männer galt schon seit 1919. Im Geist feministischer Reformen stimmte das Unterhaus (Camera dei deputati) 1919 mit 174 zu 55 Stimmen auch für das aktive Frauenwahlrecht, aber der Senat (Senato del Regno) weigerte sich, die Maßnahme zu befürworten. Am 15. Mai 1925 erschien Mussolini persönlich im Parlament, um einen Gesetzentwurf zu unterstützen, der Frauen das lokale Wahlrecht verschaffen sollte. Noch im selben Jahr aber schaffte er alle Lokalwahlen ab. 1945 brachten die Christdemokraten und die Kommunisten einen Gesetzentwurf für die Einführung des allgemeinen Wahlrechts ein. Alle anderen Parteien unterstützten ihn und er wurde am 1. Februar 1945 Gesetz. Im folgenden Jahr wurde gewählt. Gemäß Artikel 3 des Dekrets 23 vom 30. Januar 1945 waren aber sichtbare Sexarbeiterinnen (also die, die ihr Gewerbe außerhalb genehmigter Bordelle ausübten) vom Wahlrecht ausgeschlossen, sodass das Wahlrecht für Frauen eingeschränkt war. Das passive Frauenwahlrecht wurde ebenfalls am 1. Februar 1945 eingeführt, es galten die Einschränkungen wie beim aktiven Frauenwahlrecht. Artikel 7 des Dekrets 74 vom 10. März 1946 bestätigt die Wählbarkeit von Bürgerinnen und Bürgern, die am Wahltag 25 Jahre alt sind, also ohne Beschränkungen.

### Politische Indizes
| Name des Index                     | Indexwert    | Weltweiter Rang | Interpretationshilfe | Jahr |
| ---------------------------------- | ------------ | --------------- | --- | ---- |
| Fragile States Index               | 41,1 von 120 | 146 von 179     | Stabilität des Landes: stabiler 0 = sehr nachhaltig / 120 = sehr alarmierend Rang: 1 = fragilstes Land / 179 = stabilstes Land | 2024 |
| Demokratieindex                    | 7,58 von 10  | 37 von 167      | Unvollständige Demokratie 0 = autoritäres Regime / 10 = vollständige Demokratie                                                | 2024 |
| Freedom in the World Index         | 90 von 100   | —               | Freiheitsstatus: frei 0 = unfrei / 100 = frei                                                                                  | 2024 |
| Rangliste der Pressefreiheit       | 69,8 von 100 | 46 von 180      | Erkennbare Probleme für die Pressefreiheit 100 = gute Lage / 0 = sehr ernste Lage                                              | 2024 |
| Korruptionswahrnehmungsindex (CPI) | 54 von 100   | 52 von 181      | 0 = sehr korrupt / 100 = sehr sauber                                                                                           | 2024 |

### Gesundheitssystem
Das Gesundheitssystem in Italien ist auf regionaler Ebene strukturiert. Die lokalen Sanitätsbetriebe (Aziende Sanitarie Locali) unterstehen den jeweiligen Regionalregierungen. Die regionale Ausprägung führt dazu, dass die Qualität der Dienstleistungen von Region zu Region sehr unterschiedlich ist. Es ist ein scharfes Nord-Süd-Gefälle zu verzeichnen, das einen starken Gesundheitstourismus, vor allem in Richtung Venetien, Lombardei und Emilia-Romagna verursacht.
Die ausgezeichneten Leistungen dieser Regionen haben die WHO im Jahr 2000 dazu veranlasst, Italien nach Frankreich auf den zweiten Platz in der Weltrangliste der Gesundheitssysteme zu stellen. Als negativ werden die langen Wartezeiten (oft mehrere Monate) auf stationäre Behandlung gesehen.
Hausärzte erhalten in Italien eine Kopfpauschale für die Patienten, die in einer Liste registriert wurden. Zahnärztliche Leistungen müssen überdies von den Bürgern vollständig selbst getragen werden.
Die gesamten Gesundheitsausgaben betrugen im Jahr 2019 8,7 Prozent des Bruttoinlandsprodukts und entsprachen damit exakt dem OECD-Durchschnitt. Der überwiegende Anteil dieser Ausgaben (75 Prozent) wird vom öffentlichen Sektor getragen (OECD: 71,7 Prozent).

### Polizei und Nachrichtendienste

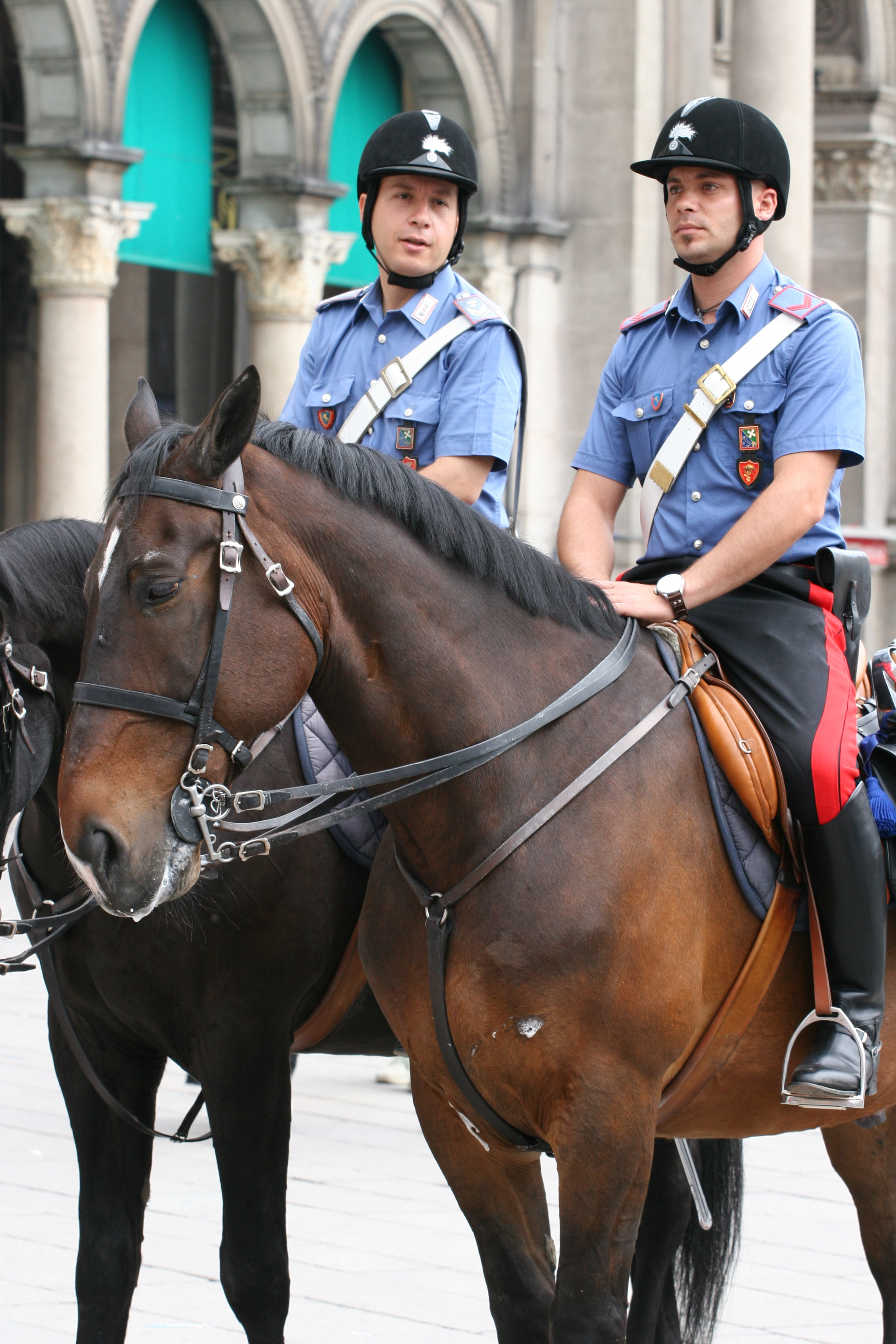
Berittene Carabinieri in Mailand

Das italienische Polizeiwesen ist mehrgliedrig und teilweise militärisch organisiert. Die einzelnen Polizeiorganisationen unterstehen verschiedenen Ministerien oder den unteren Gebietskörperschaften. Dieses althergebrachte System hat sich aus Gründen der Tradition erhalten, aber auch, um zu verhindern, dass zu viel polizeiliche Gewalt in einer Hand bzw. in einem Ministerium gebündelt wird. Auf der nationalen Ebene gibt es die zivile Polizia di Stato (Staatspolizei), die dem Innenministerium unterstellt ist. Sie übernimmt hauptsächlich polizeiliche Aufgaben innerhalb der großen Städte.
Die Staatspolizei wird ergänzt durch die Carabinieri, einer Gendarmerietruppe, die dem Verteidigungsministerium untersteht und nach Weisung des Innenministeriums Polizeidienst versieht, vor allem auch auf dem Land. Vergleichbare Strukturen finden sich auch in Frankreich (Gendarmerie nationale) und in Spanien (Guardia Civil). Daneben verfügt das italienische Finanzministerium über die Guardia di Finanza (Finanzwacht), eine Finanz- und Zollpolizei, die auch Grenzschutzaufgaben übernimmt. Auf lokaler Ebene gibt es unter anderem die Gemeindepolizeien (Polizia Municipale), die sich vorwiegend um den örtlichen Straßenverkehr kümmern.
In Italien ist der Ministerpräsident seit 2007 unmittelbar für die Nachrichtendienste verantwortlich und legt in Zusammenarbeit mit dem interministeriellen Steuerungskomitee Comitato interministeriale per la sicurezza della Repubblica (CISR) deren operative Prioritäten fest. Das dem Regierungschef unterstellte Dipartimento delle Informazioni per la Sicurezza (DIS) koordiniert die Arbeit des Auslandsnachrichtendienstes Agenzia Informazioni e Sicurezza Esterna (AISE) und des Inlandsnachrichtendienstes Agenzia Informazioni e Sicurezza Interna (AISI). Daneben gibt es noch den beim Generalstab angesiedelten militärischen Fachdienst Centro Intelligence Interforze (J2). Die Nachrichtendienste werden seit 1977 von einem besonderen parlamentarischen Ausschuss kontrolliert.

### Feuerwehr
In der Feuerwehr in Italien waren im Jahr 2019 rund 28.900 Berufs- und rund 20.000 freiwillige Feuerwehrleute organisiert, die in über 900 Feuerwachen und Feuerwehrhäusern, in denen 2.330 Löschfahrzeuge und 307 Drehleitern bzw. Teleskopmasten bereitstehen, tätig sind. Der Frauenanteil beträgt drei Prozent. In den Jugendfeuerwehren sind viele Kinder und Jugendliche organisiert. Der nationale Feuerwehrverband Corpo nationale dei Vigili del Fuoco repräsentiert die italienische Feuerwehr im Weltfeuerwehrverband CTIF.

### Militär

Heraldisches Wappen der italienischen Streitkräfte

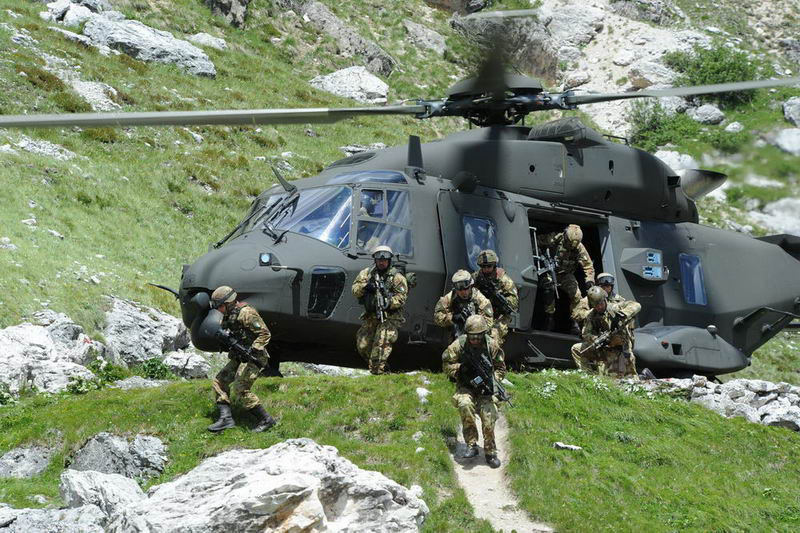
Italienische Gebirgsjäger (Alpini)

Die italienische Sicherheitspolitik ruht unverändert auf der Einbindung in NATO, EU und UN. Italien sieht sich als der Hauptakteur in der erweiterten Mittelmeerregion („mediterraneo allargato“). Die italienische Marine wird als Hochseemarine eingestuft und ist in der Lage weltweit zu operieren. Sicherheitspolitisch stehen für Italien die Lage in Libyen und die Flüchtlingskrise im Mittelpunkt. Italien setzt sich im Bereich Abrüstung für die weltweite Beachtung der Verträge ein, so auch für das Verbot von Streubomben. Es unterstützt die Initiative zur Schaffung einer atomwaffenfreien Welt.
Die italienischen Streitkräfte bestehen aus den Teilstreitkräften Esercito Italiano (Heer), Marina Militare (Marine) und Aeronautica Militare (Luftwaffe) sowie aus den Carabinieri. Derzeit (2021) dienen rund 163.000 Soldaten in den Streitkräften, dazu kommen rund 110.000 Carabinieri und etwa 30.000 zivile Mitarbeiter.
Die allgemeine Wehrpflicht ist in Italien seit dem 1. Juli 2005 ausgesetzt. Bei der Umstellung auf eine Berufs- und Freiwilligenarmee wurde der Personalumfang von Heer, Marine und Luftwaffe auf insgesamt 190.000 Soldaten festgelegt. Wegen der folgenden Finanz- und Wirtschaftskrise mussten auch im Bereich der Streitkräfte Kürzungen und Verkleinerungen vorgenommen werden. Im Jahr 2021 beliefen sich die Verteidigungsausgaben auf rund 25 Milliarden Euro, was 1,41 Prozent des Bruttoinlandsprodukts entsprach.
Bis 2024 soll die Personalstärke der Streitkräfte (ohne Carabinieri) auf 150.000 Soldaten und 20.000 zivile Mitarbeiter sinken. Die Ausrichtung der Streitkräfte auf Auslandseinsätze im Rahmen der EU, der NATO und der Vereinten Nationen wurde mit dem Verteidigungsweißbuch 2015 etwas eingeschränkt.
Der Bestand an US-amerikanischen Kernwaffen auf italienischem Territorium wurde seit dem Ende des Kalten Krieges deutlich verringert. Die Vereinigten Staaten lagern in Aviano noch Atombomben, weitere sind im Rahmen der Nuklearen Teilhabe einem italienischen Geschwader in Ghedi zugeteilt.

### Außen- und Sicherheitspolitik
Italien ist sowohl Gründungsmitglied der Europäischen Union als auch des Europarates. Als EU-Mitglied ist die Italienische Republik 1990 auch der Europäischen Währungsunion beigetreten und Teil des Europäischen Binnenmarktes. Neben wirtschaftlichen Interessen ist man auch auf weiteren Politikfeldern der EU aktiv, so ist Italien Teil des Schengenraums, der justiziellen und polizeilichen Zusammenarbeit in Europa mithilfe von Europol und Eurojust. Italien gehört zu den besonders integrationsfreundlichen Mitgliedstaaten der EU. Der Prozess der EU-Erweiterung um neue Mitglieder (besonders der westlichen Balkanländer und der Türkei) wird von Italien aktiv unterstützt. Italien setzt sich für eine weitere Vertiefung der europäischen Union ein. Ein besonderes europapolitisches Anliegen Italiens ist die Etablierung eines tragfähigen, auf dem Solidaritätsprinzip beruhenden Mechanismus zur nachhaltigen Bewältigung der Flüchtlingskrise.
Zu den regionalen Schwerpunkten der italienischen Außenpolitik zählen die Mittelmeerregion, der Westliche Balkan, der Nahe Osten, das Horn von Afrika mit besonderem Fokus auf die ehemaligen Kolonien, daneben Lateinamerika mit seiner hohen Zahl italienischer Emigranten und deren Nachfahren (Argentinien, Brasilien, Uruguay, Venezuela). Aufgrund seiner zentralen Lage versteht sich Italien zudem als Brücke zwischen Europa und den südlichen Mittelmeeranrainern, namentlich zu Libyen, Ägypten und Tunesien. Große Sorge bereitet Italien dabei die große Zahl von Flüchtlingen, die zumeist über Libyen Italien und die EU erreichen.
Italien hatte bisher dreizehnmal den Vorsitz im Rat der Europäischen Union inne, zuletzt im zweiten Halbjahr 2014.
Italien ist Truppensteller von UN-Friedensmissionen und gehört zu den größten Beitragszahlern.

### Politische Gliederung
Italien ist politisch in 20 Regionen (regioni) mit jeweils eigener Regierung gegliedert. Diese Regionen sind in insgesamt 90 Provinzen (province) und 15 Metropolitanstädte (città metropolitane) unterteilt. Provinzen und Metropolitanstädte untergliedern sich in insgesamt 7904 Gemeinden (comuni).

#### Regionen
Die italienischen Regionen verfügen über eine als Statut bezeichnete Landesverfassung. Fünf Regionen haben ein Sonderstatut (statuto speciale), das ihnen einen unterschiedlichen Grad an Autonomie gewährt; diese sind in der folgenden Liste mit einem Stern (*) markiert.

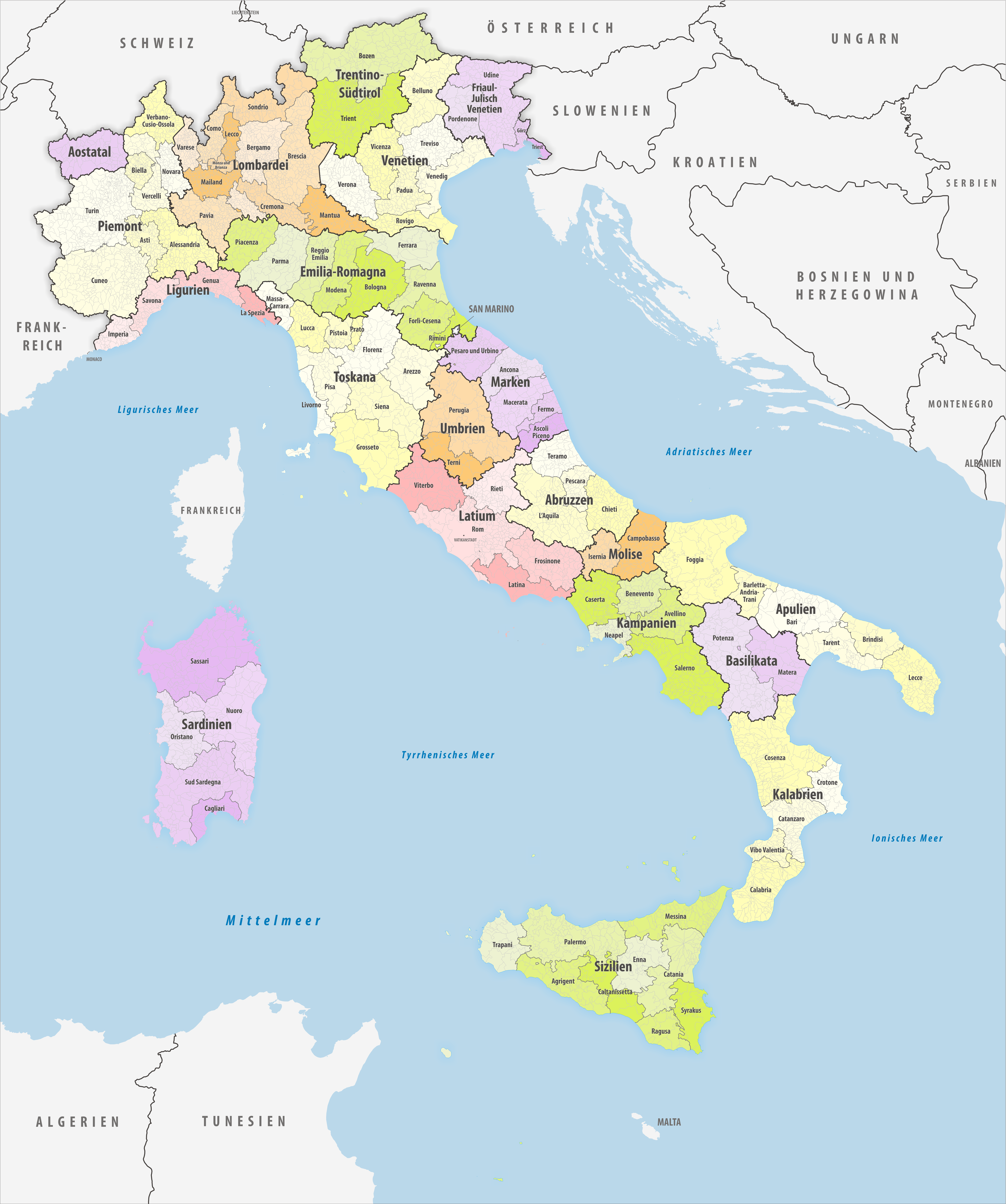
Die Gemeinden, Provinzen und Regionen Italiens (Stand 2024)

| Region                    | Hauptstadt | Einwohner (31. Dezember 2023) | Fläche (km²) | Einwohner je km² (2022) |
| ------------------------- | ---------- | ----------------------------- | ------------ | ----------------------- |
| Lombardei                 | Mailand    | 10.012.054                    | 23.863       | 417                     |
| Latium                    | Rom        | 5.714.745                     | 17.236       | 332                     |
| Kampanien                 | Neapel     | 5.593.906                     | 13.590       | 414                     |
| Venetien                  | Venedig    | 4.852.216                     | 18.399       | 263                     |
| Sizilien *                | Palermo    | 4.797.359                     | 25.711       | 188                     |
| Emilia-Romagna            | Bologna    | 4.451.938                     | 22.446       | 200                     |
| Piemont                   | Turin      | 4.251.623                     | 25.402       | 168                     |
| Apulien                   | Bari       | 3.890.661                     | 19.358       | 203                     |
| Toskana                   | Florenz    | 3.660.530                     | 22.994       | 159                     |
| Kalabrien                 | Catanzaro  | 1.838.568                     | 15.081       | 123                     |
| Sardinien *               | Cagliari   | 1.570.453                     | 24.090       | 66                      |
| Ligurien                  | Genua      | 1.509.140                     | 5.422        | 268                     |
| Marken                    | Ancona     | 1.482.746                     | 9.366        | 153                     |
| Abruzzen                  | L’Aquila   | 1.269.571                     | 10.763       | 118                     |
| Friaul-Julisch Venetien * | Triest     | 1.194.616                     | 7.858        | 151                     |
| Trentino-Südtirol *       | Trient     | 1.082.702                     | 13.607       | 79                      |
| Umbrien                   | Perugia    | 853.068                       | 8.456        | 102                     |
| Basilikata                | Potenza    | 533.233                       | 9.995        | 54                      |
| Molise                    | Campobasso | 289.224                       | 4.438        | 66                      |
| Aostatal *                | Aosta      | 122.877                       | 3.263        | 38                      |
| Italien                   | Rom        | 58.850.717                    | 301.338      | 195                     |

#### Städte
Nachfolgend sind die zehn bevölkerungsreichsten Städte aufgelistet.

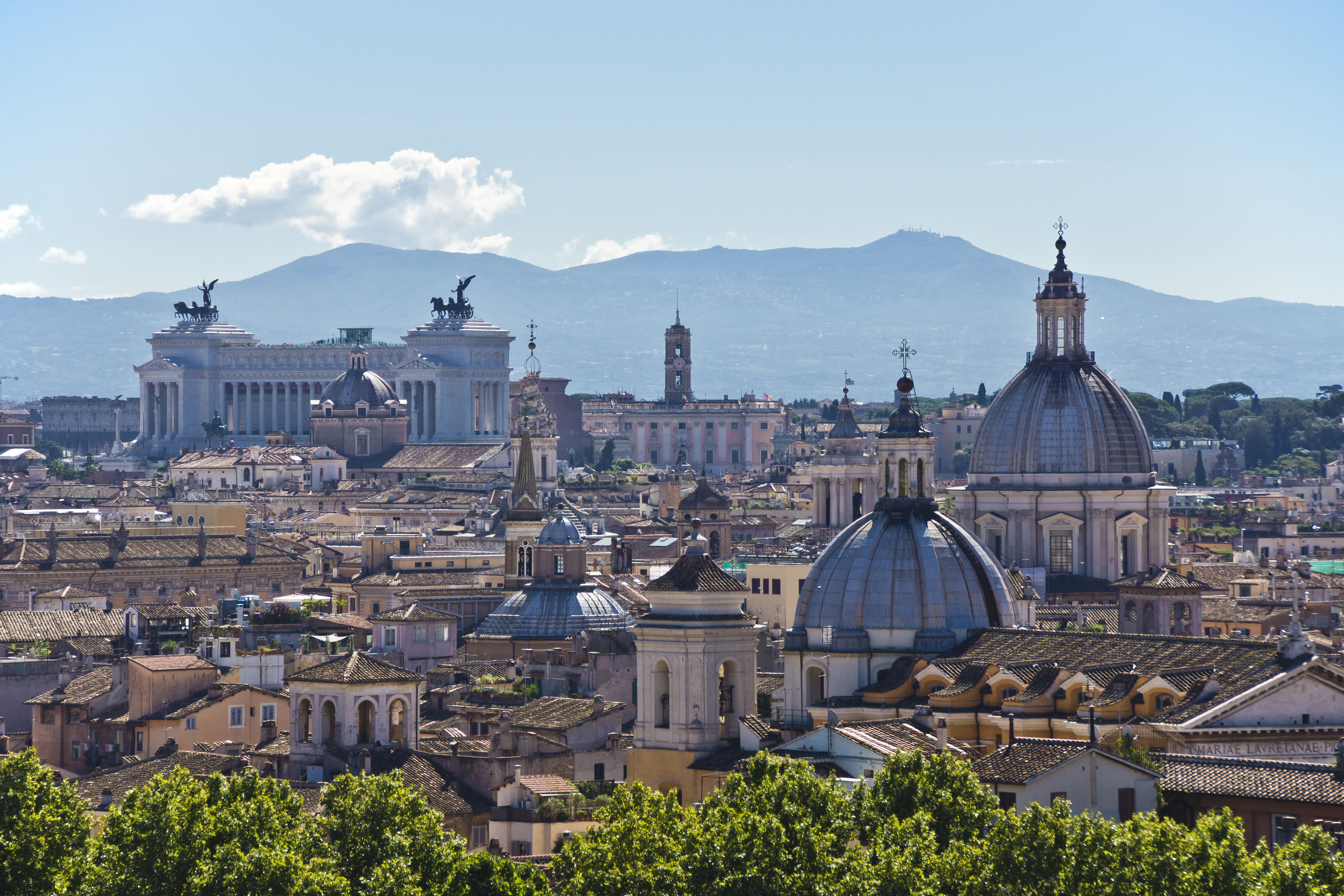
Rom
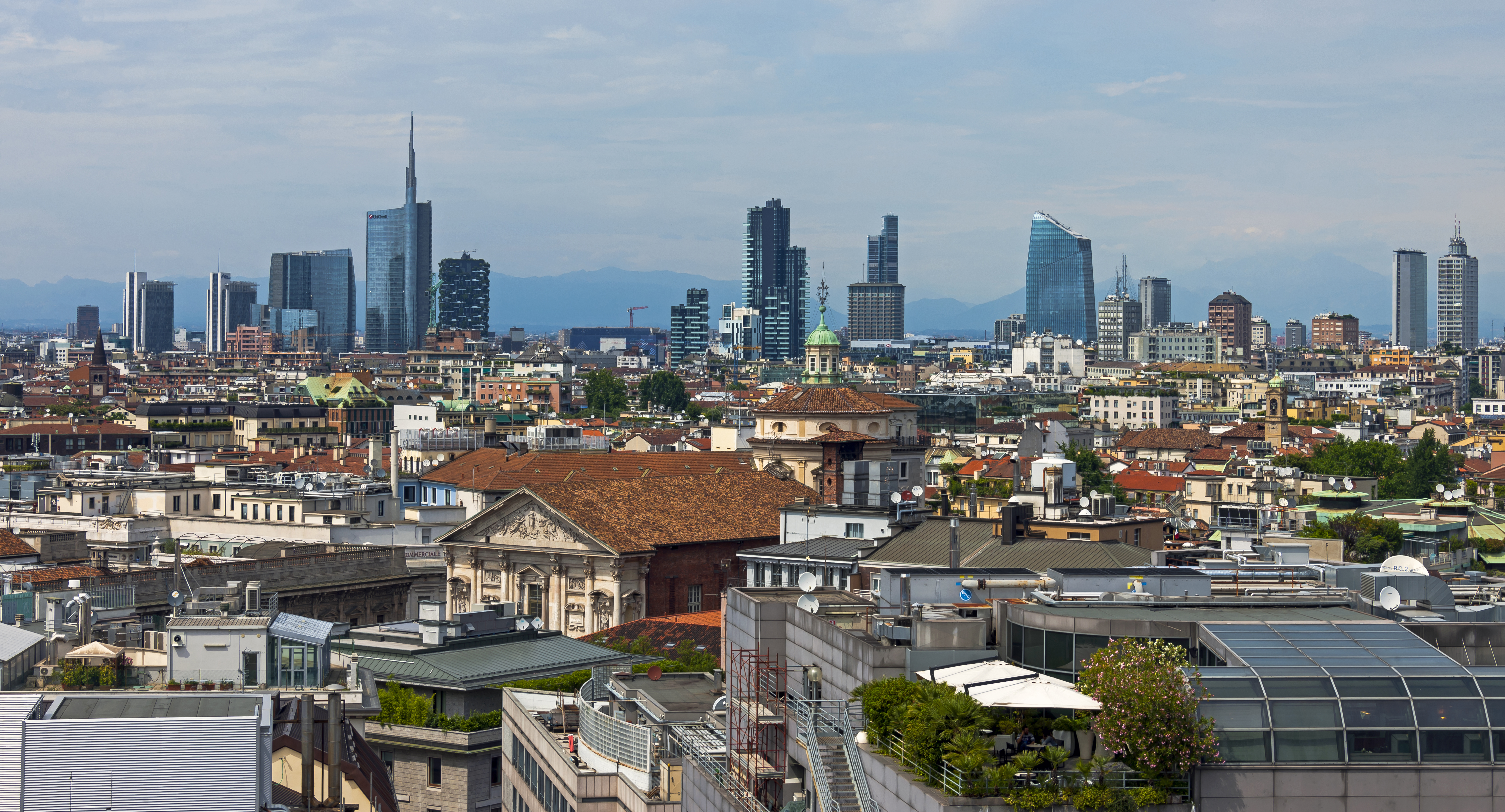
Mailand
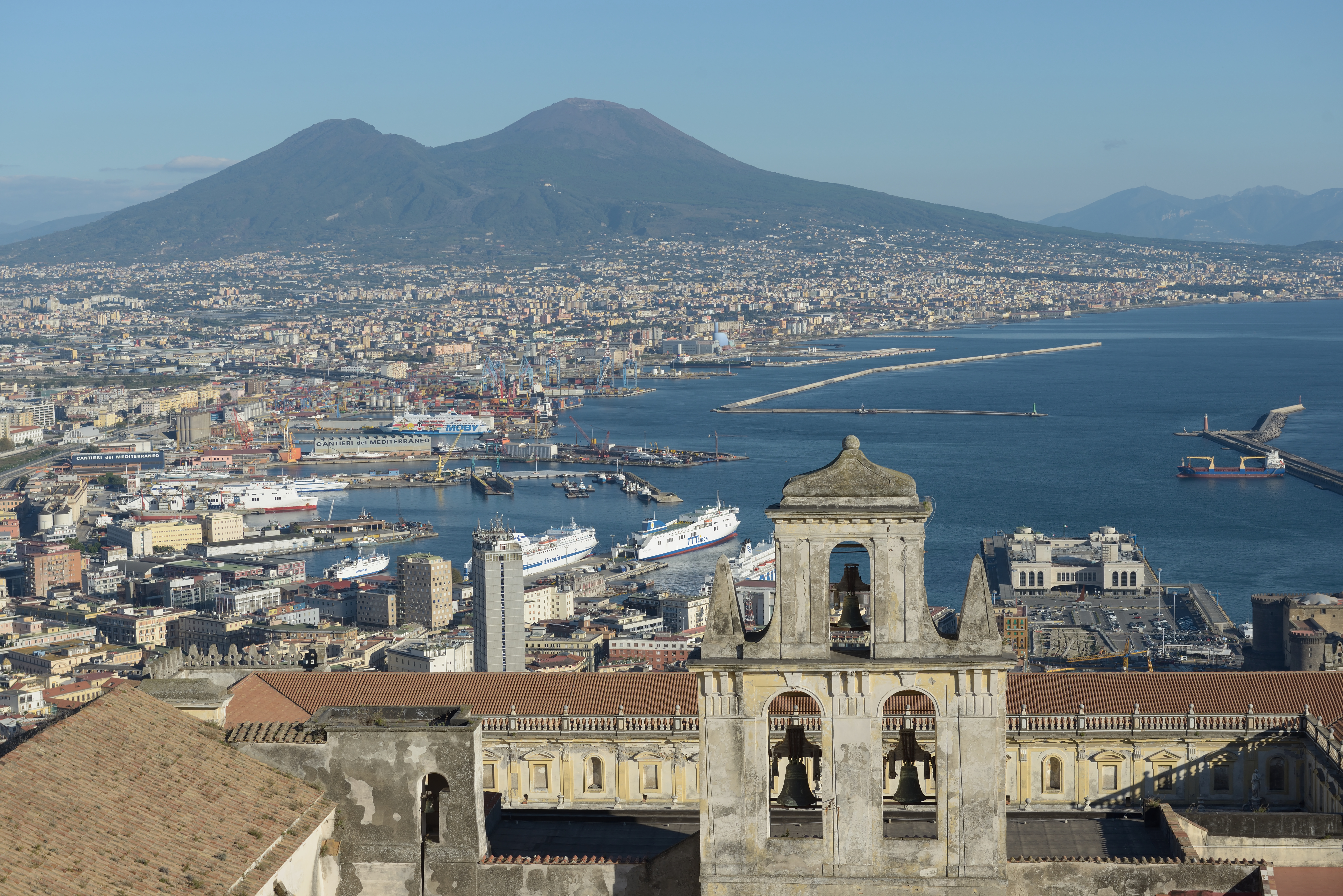
Neapel
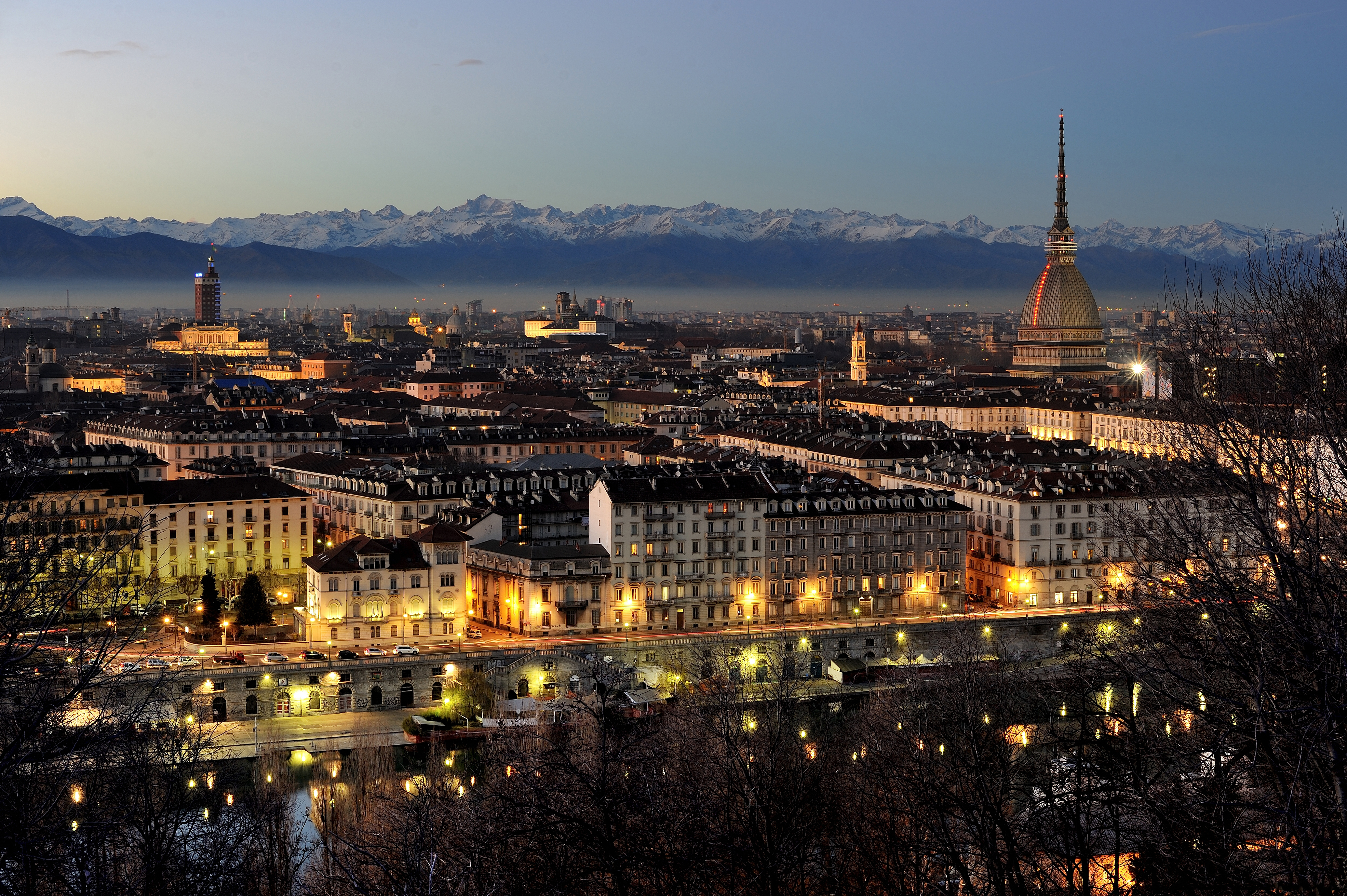
Turin
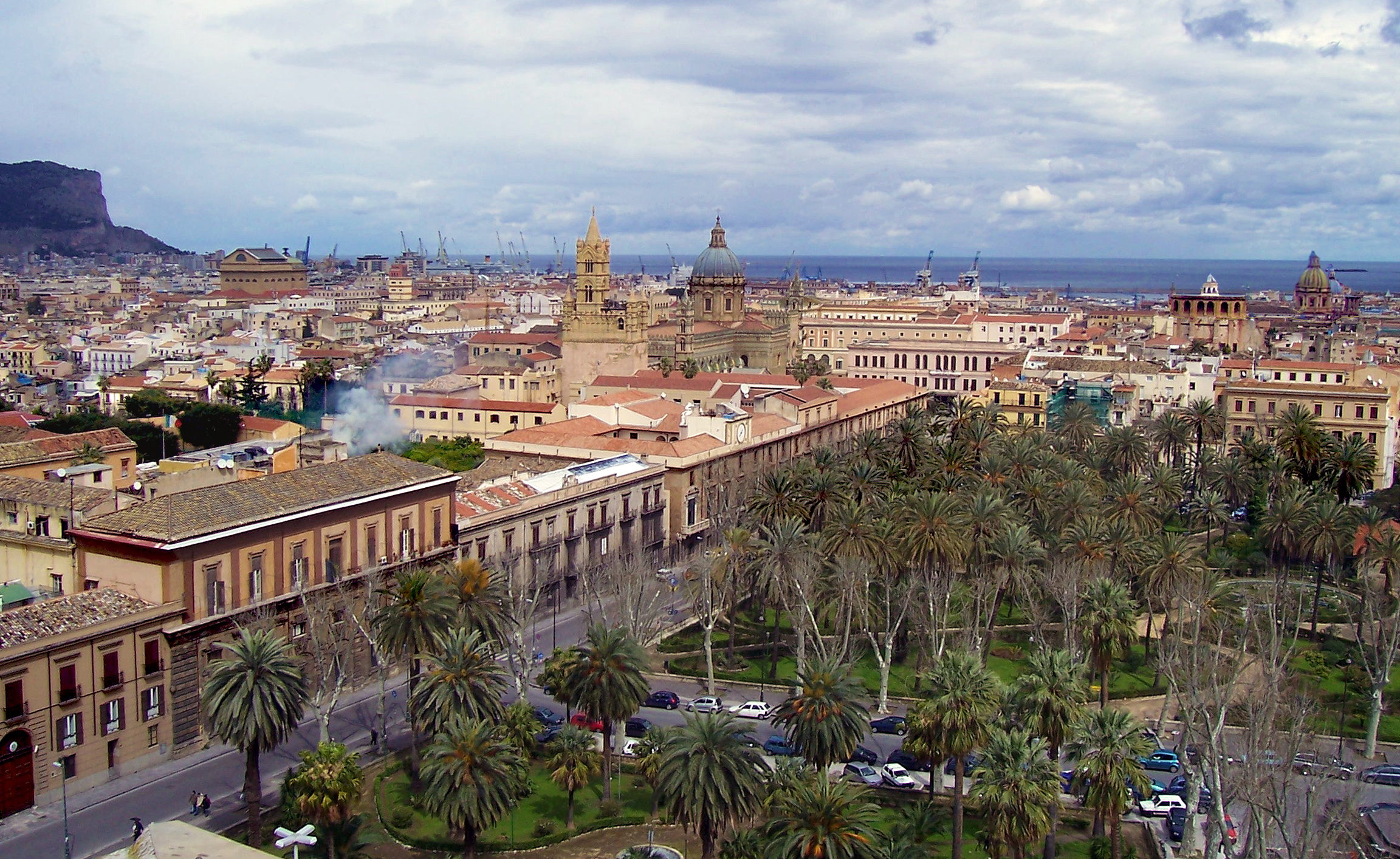
Palermo
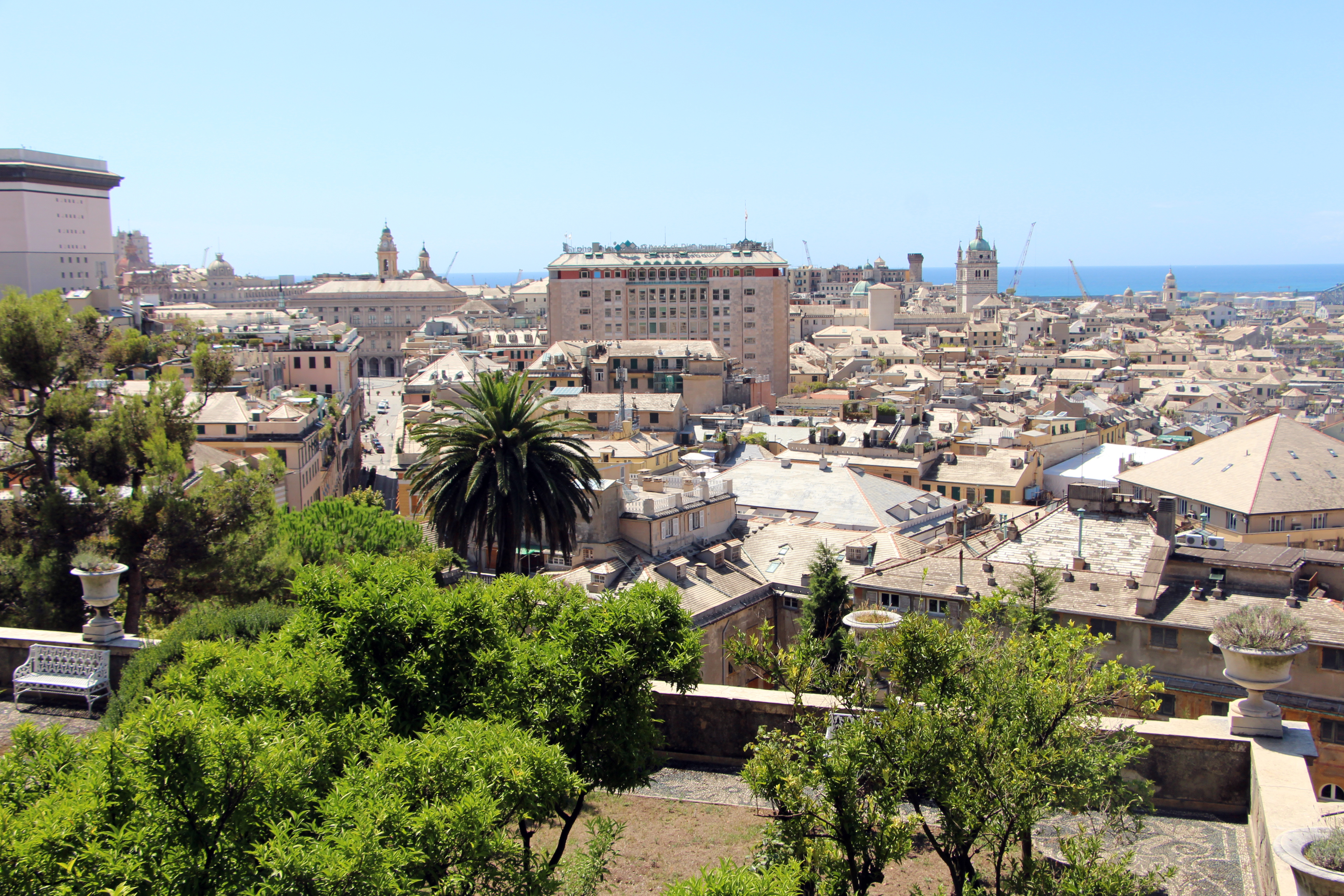
Genua

| Rang | Siedlungsgebiet | Einwohner Stadt | Einwohner Agglomeration | Fläche in km² |
| ---- | --------------- | --------------- | ----------------------- | ------------- |
| 1.   | Rom             | 2.872.800       | 4.355.725               | 5.351         |
| 2.   | Mailand         | 1.366.180       | 3.234.658               | 1.575         |
| 3.   | Neapel          | 966.144         | 3.101.002               | 1.171         |
| 4.   | Turin           | 882.523         | 2.269.120               | 6.830         |
| 5.   | Palermo         | 668.405         | 1.260.193               | 4.992         |
| 6.   | Genua           | 580.097         | 844.957                 | 1.839         |
| 7.   | Bologna         | 389.261         | 1.011.291               | 3.702         |
| 8.   | Florenz         | 380.948         | 1.013.260               | 3.514         |
| 9.   | Bari            | 323.370         | 1.257.520               | 3.821         |
| 10.  | Catania         | 311.620         | 1.109.888               | 3.552         |

- Rom
- Mailand
- Neapel
- Turin
- Palermo
- Genua

#### Provinzen und Metropolitanstädte
| Rang | Metropolregion          | Bevölkerung (2007) | Fläche in km² | Einwohner je km² |
| ---- | ----------------------- | ------------------ | ------------- | ---------------- |
| 1.   | Mailand                 | 8.047.125          | 8.362,1       | 965,6            |
| 2.   | Neapel                  | 4.996.084          | 3.841,7       | 1.300,5          |
| 3.   | Rom                     | 4.339.112          | 4.766,3       | 910,4            |
| 4.   | Venedig-Padua-Verona    | 3.267.420          | 6.679,6       | 489,2            |
| 5.   | Bari-Tarent-Lecce       | 2.603.831          | 6.127,7       | 424,9            |
| 6.   | Rimini-Pesaro-Ancona    | 2.359.068          | 5.404,8       | 436,5            |
| 7.   | Turin                   | 1.997.975          | 1.976,8       | 1.010,7          |
| 8.   | Bologna-Piacenza        | 1.944.401          | 3.923,6       | 495,6            |
| 9.   | Florenz-Pisa-Siena      | 1.760.737          | 3.795,9       | 629,8            |
| 10.  | Messina-Catania-Syrakus | 1.693.173          | 2.411,7       | 702,1            |

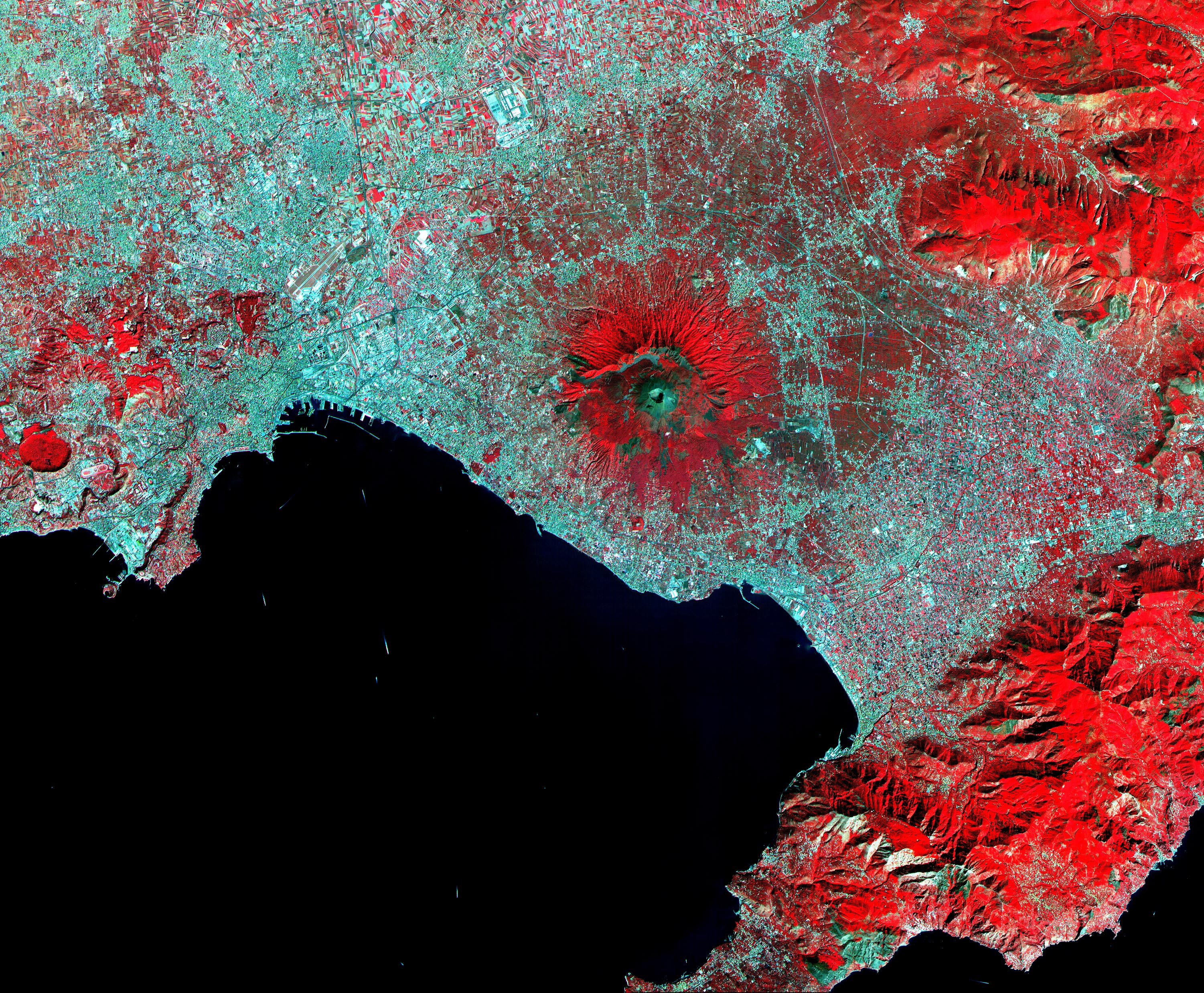
Satellitenaufnahme von Neapel; unbesiedelte Gebiete sind rot gefärbt.

Die Provinz Sassari (Sardinien) ist mit 7.678 km² die flächenmäßig größte Provinz Italiens.
Die Provinzen Bozen (Südtirol) und Trient (Trentino) nehmen in der Verfassung eine Sonderstellung ein. Sie sind Autonome Provinzen und den italienischen Regionen gleichgestellt.

## Wirtschaft und Finanzen

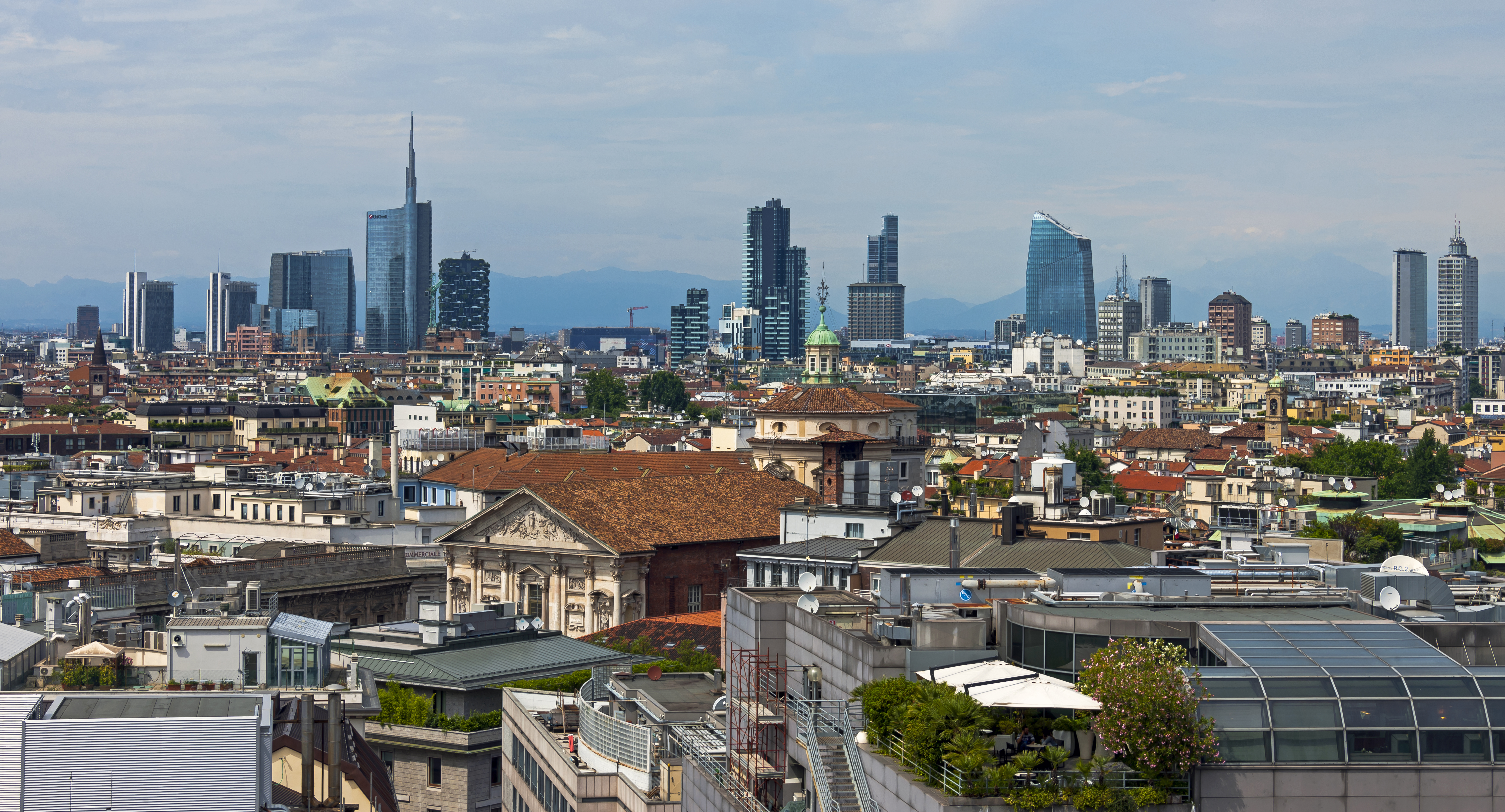
Mailand ist die führende Wirtschafts- und Industriestadt Italiens

Italien ist Teil des Europäischen Binnenmarkts. Zusammen mit 18 anderen EU-Mitgliedstaaten (blau) bildet es eine Währungsunion, die Eurozone.

Italien ist ein Industriestaat mit einer vormals stark gelenkten Volkswirtschaft: Der staatliche Konzern IRI (1933–2002) unterhielt zwischenzeitlich 1000 Tochtergesellschaften und zählte bis zu 500.000 Beschäftigte. Im Laufe der 1990er Jahre wurden die Staatsunternehmen nach und nach privatisiert, auch um die Schulden der öffentlichen Hand zu bedienen, die Märkte wurden geöffnet und dereguliert.
Das Bruttoinlandsprodukt (BIP) Italiens betrug im Jahr 2019 (vor der COVID-19-Pandemie) insgesamt 1,8 Billionen Euro. Dies entspricht rund 30.000 Euro pro Kopf. Damit war Italien hinter Deutschland und Frankreich die drittgrößte Volkswirtschaft der EU (ohne Großbritannien) und die achtgrößte Volkswirtschaft der Welt.
Das Wirtschaftswachstum Italiens hat über die Jahrzehnte stetig abgenommen: Zwischen 1970 und 1979 wuchs das BIP um 40 %, zwischen 1980 und 1989 um 25 Prozent, zwischen 1990 und 1999 um 13 Prozent. Von 2000 bis 2009 wuchs das BIP nur noch um 1,2 Prozent. Die Große Rezession bzw. Eurokrise haben zu einem Rückgang des BIP geführt (−5,3 Prozent 2009; −3,0 Prozent 2012; −1,8 Prozent in 2013), das höchste Wachstum zwischen 2010 und 2019 wurde mit 1,7 Prozent jeweils 2010 und 2017 erzielt. Im Rahmen der COVID-19-Pandemie ging das BIP Italiens 2020 um 8,9 Prozent zurück.
Italien war 2022 die siebtgrößte Exportnation der Welt und die drittgrößte in Europa. Wichtigster Handelspartner ist Deutschland, mit einem Exportanteil von 12,7 Prozent und einem Importanteil von 15,9 Prozent, gefolgt von Frankreich, mit 11,2 Prozent bzw. 8,5 Prozent. Zu den wichtigsten Ausfuhrmärkten für italienische Produkte gehören auch Spanien (6,5 Prozent), die Vereinigten Staaten (6,2 Prozent) und das Vereinigte Königreich (5,2 Prozent). Die meisten Einfuhren bezieht Italien des Weiteren aus China (6,2 Prozent), den Niederlanden (5,3 Prozent), Libyen (4,6 Prozent) und Russland (4,2 Prozent).
Im Global Competitiveness Index, der die Wettbewerbsfähigkeit eines Landes misst, belegt Italien Platz 30 von 141 Ländern (Stand 2019). Der Index für wirtschaftliche Freiheit 2024 des Landes war der 80 höchste von 176 Ländern.
Die Schattenwirtschaft ist in Italien hoch. Das Ministerium für Wirtschaft und Finanzen schätzt einen Anteil von 9,5 Prozent des BIP (2021).

### Wirtschaft

#### Rohstoffe
Italien verfügt über verschiedenste Rohstoffvorkommen. Bedeutende Bodenschätze des Landes sind Fluorit, Kohle, Quecksilber, Sylvin und Zink. In den Apuanischen Alpen um Carrara und Massa wird der weltbekannte Carrara-Marmor gebrochen. Es gibt große Erdgas- (Po-Ebene, Adria) und Erdölvorkommen (Basilikata, Sizilien).

#### Energieversorgung

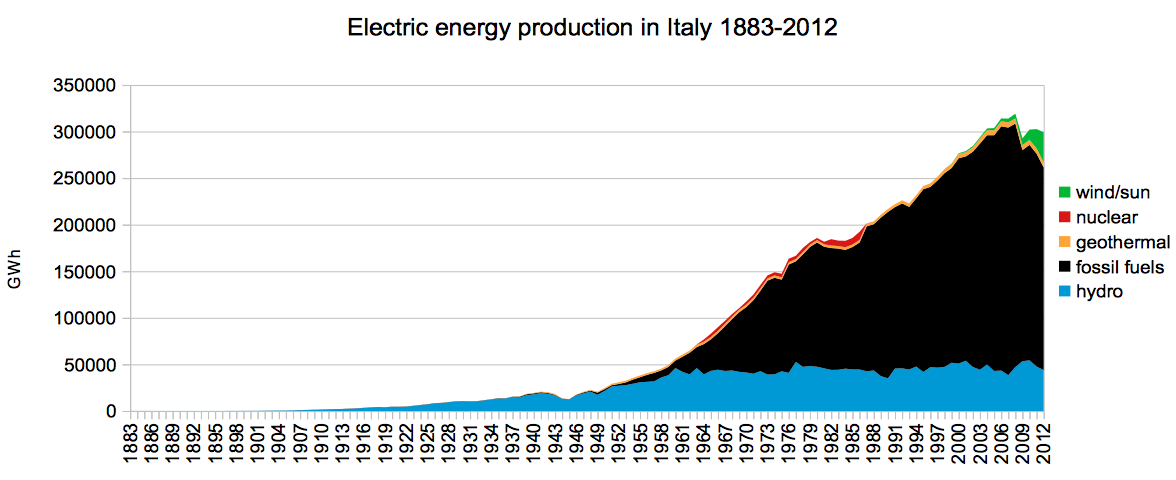
Schaubild zur italienischen Energieversorgung seit 1883

Die Energieversorgung Italiens ist durch eine sehr hohe Importabhängigkeit gekennzeichnet, ca. 79 Prozent des Energiebedarfs wird importiert.

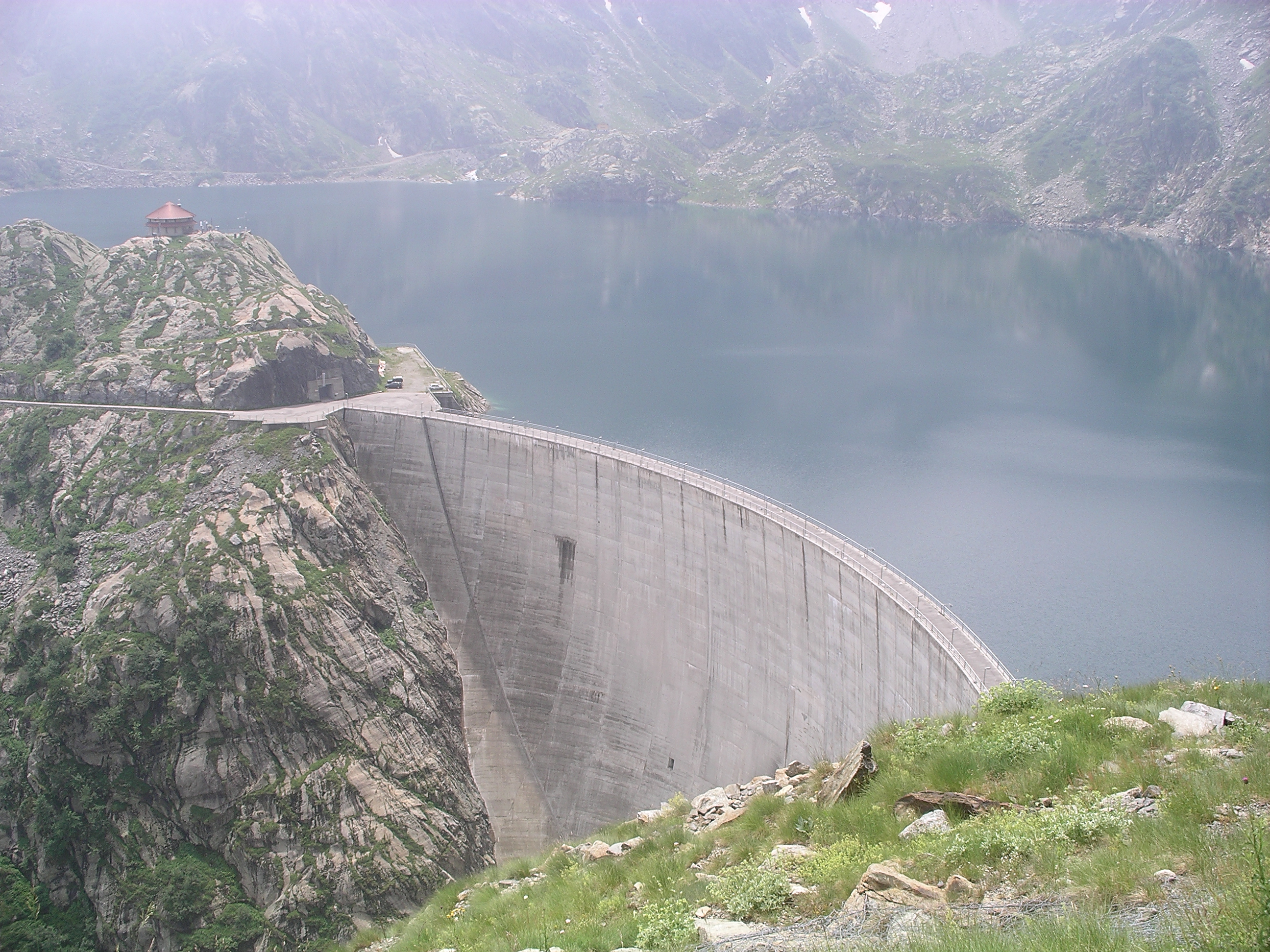
Pumpspeicherkraftwerk Entracque im Piemont

2011 wurden in Italien 334,6 TWh Strom verbraucht. Mehr als 10 Prozent wurde durch Wasserkraft produziert.

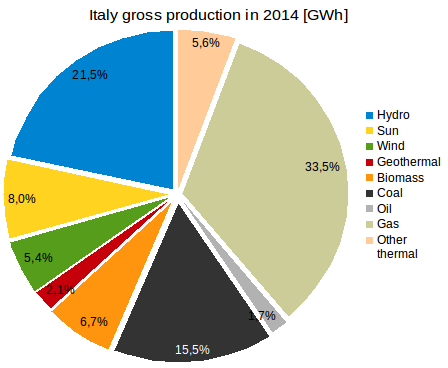
Bruttostromerzeugung nach Energieträgern in Italien im Jahr 2014

Heute produziert Italien seinen Strom vor allem in thermischen Kraftwerken, wobei 64,4 Prozent davon mit Erdgas, der Rest mit Erdöl und weiteren Brennstoffen produziert wird. Das größte Kraftwerk Alessandro Volta liegt in Montalto di Castro und hat eine Leistung von 3600 MW. Das Kraftwerk lief 2009 aber nur noch an 2000 bis 3000 Stunden (von 8760 möglichen), weil der produzierte Strom zu teuer ist.
2023 erreichte die installierte Photovoltaikleistung 30,30 GW, ihre Jahresproduktion 2023 war 30,70 TWh (2017: 19,7 TWh, 2022: 28,12 TWh). Die Windkraftanlagen (vor allem in Apulien und dem restlichen Süden) lieferten 2017 rund 10 TWh. Geothermische Energie wird insbesondere in Mittelitalien, zum Beispiel in Larderello, gewonnen und brachte 4,3 TWh. Im Jahre 2011 lieferte Italien unter den Mitgliedstaaten der Europäischen Union mit seiner Wasserkraft einen erheblichen Anteil zur Versorgung aus erneuerbaren Energiequellen: Es wurden 45,2 TWh erzeugt – das entsprach damals rund 15 Prozent der insgesamt in den EU-Ländern erzeugten Energie aus Wasserkraft.
Italien hatte seit 1982 drei aktive Kernkraftwerke (zwei alte mit je einem kleinen Kernreaktor und das Kernkraftwerk Caorso mit einem 860-MW-Siedewasserreaktor). Nach der Tschernobyl-Katastrophe in der Ukraine (April 1986) fand am 8. November 1987 eine Volksabstimmung statt; Italien stieg aus der Kernenergie aus.
Nach der Nuklearkatastrophe von Fukushima in Japan beschloss das italienische Kabinett im März 2011, einen Wiedereinstieg in die Kernenergie ein weiteres Jahr auszusetzen; am 12. und 13. Juni 2011 lehnten bei einer Volksabstimmung mit 57 Prozent Wahlbeteiligung 94,1 Prozent der Abstimmenden den Wiedereinstieg ab.
Italien ist heute der größte Stromnettoimporteur der Welt, in der ersten Hälfte 2014 wurden etwa 15 Prozent des Bedarfs importiert (22,3 TWh bei einem Gesamtbedarf von 153 TWh); ein Großteil davon stammt aus französischen Atomkraftwerken. Im Jahre 2012 wurden netto insgesamt 43,104 Mrd. kWh importiert, davon 24,668 Mrd. aus der Schweiz und 11,37 Mrd. aus Frankreich. Die Strompreise in Italien sind für Industriekunden mit die höchsten in der EU.
Die größten Energieproduzenten sind Eni, Enel, Edison, ERG, A2A und Sorgenia, während für das Verteilungsnetz Terna zuständig ist.

#### Landwirtschaft, Industrie und Dienstleistungen

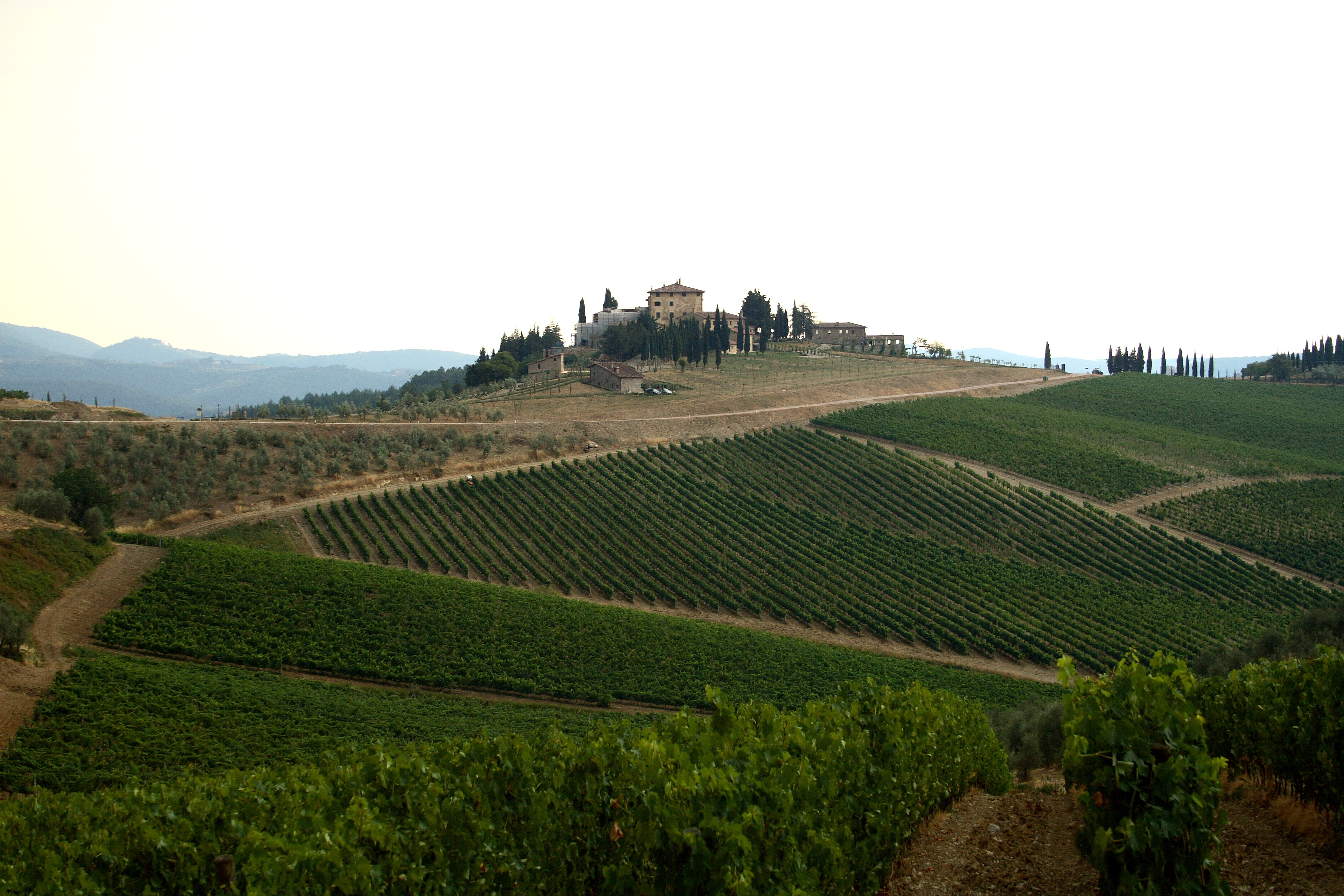
Wein- und Olivenanbaugebiet in der Toskana

Die Landwirtschaft spielt zwar volkswirtschaftlich nur noch eine geringe Rolle (ca. 2 Prozent), bringt jedoch einige wichtige Erzeugnisse hervor. Bedeutend sind neben dem Weinbau—Italien ist mit rund 49 Millionen Hektolitern vor Frankreich der größte Weinproduzent der Welt (Stand: 2015)—auch die Käseherstellung (Parmesan, Mozzarella, Pecorino oder Ricotta) sowie die Erzeugung von Olivenöl. Italien ist hier der weltweit zweitgrößte Produzent (nach Spanien), mit 442.000 Tonnen im Jahr 2013. Auch werden Zitrusfrüchte wie Orangen und Zitronen, Nachtschattengewächse wie Tomaten und Auberginen, Kürbisgewächse wie Zucchini, Wasser- und Honigmelonen, Salatpflanzen wie Rucola und Radicchio sowie Hülsen- und Nussfrüchte angebaut und exportiert.
Eine Stärke der italienischen Wirtschaft liegt im verarbeitenden Gewerbe, vor allem in kleinen und mittelständischen familiengeführten Unternehmen. Laut zentralem Statistikinstitut ISTAT zählen 95,2 Prozent zu den Kleinstunternehmen mit weniger als 10 Beschäftigten. Von allen Ländern Europas hatte Italien im Jahr 2022 mit 1,7 Prozent (nach Deutschland mit 4,6 Prozent und Russland mit 1,8 Prozent) den dritthöchsten Weltmarktanteil im verarbeitenden Gewerbe (Spitzenreiter waren China und die Vereinigten Staaten mit 31,2 bzw. 16,3 Prozent). Im Jahr 2021 verzeichnete Italien innerhalb der Europäischen Union mit 16 Prozent den zweithöchsten Wert der verkauften Industrieproduktion (nach Deutschland mit 27 Prozent und vor Frankreich mit 11 Prozent, Spanien mit 8 Prozent und Polen mit 6 Prozent).

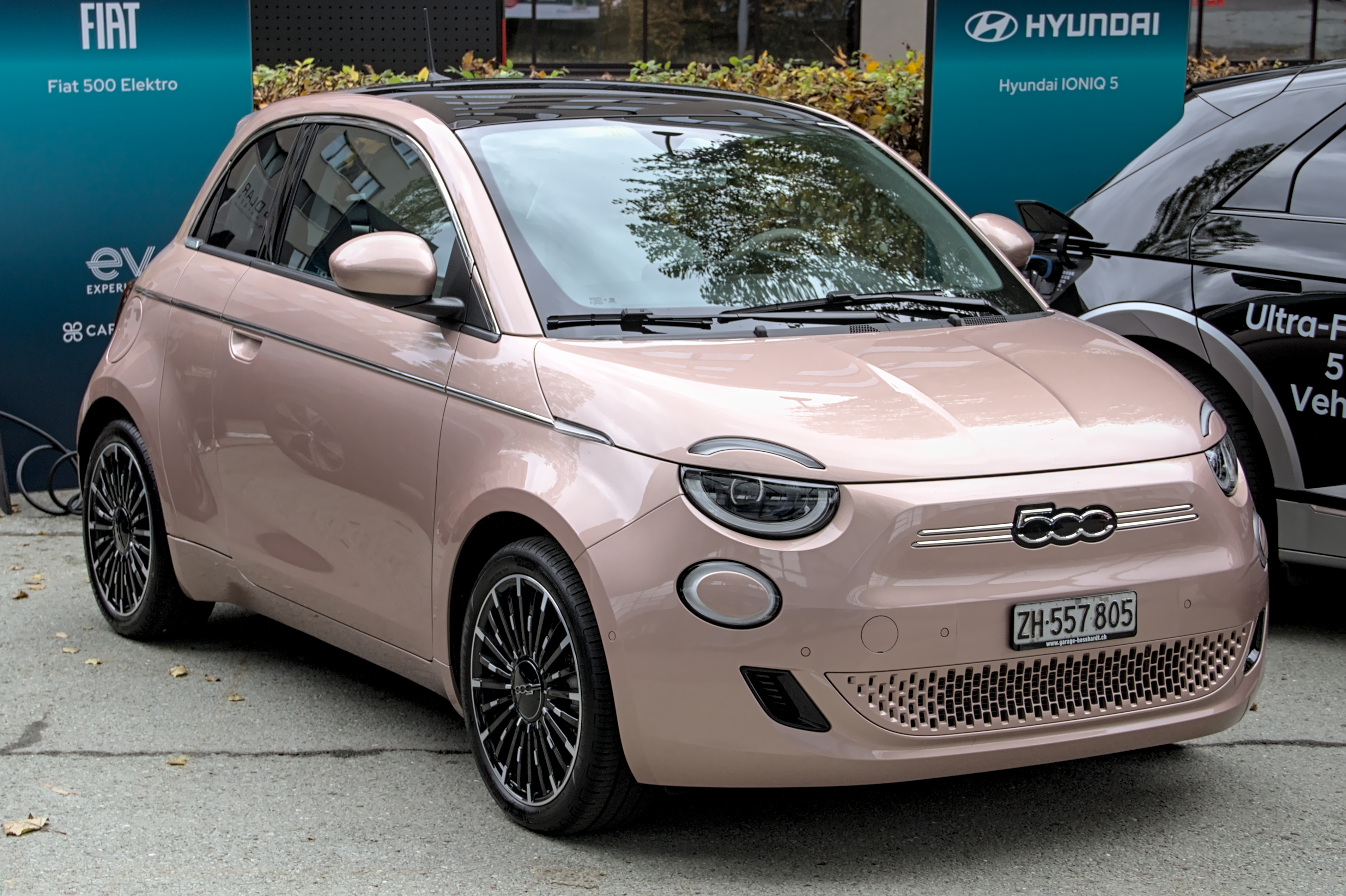
Die Automobilindustrie zählt zu den wichtigsten Wirtschaftszweigen Italiens. Ein Fiat 500e von Fiat.

Zu den wichtigsten Industrien zählen der Maschinen-, Luftfahrzeug- (Leonardo), Schiff- (Fincantieri) und Automobilbau (Alfa Romeo, Ferrari, Fiat, Iveco, Lamborghini, Lancia, Maserati, Pagani, Piaggio und der Reifenhersteller Pirelli), die Chemieindustrie (Mapei), Baustoffe (Buzzi Unicem) und Kabel (Prysmian). Die Textilindustrie ist sehr stark vertreten und steht mit ihren bekannten Markennamen (Armani, Dolce & Gabbana, Gucci, Prada oder Versace) für den Inbegriff des Made in Italy. Luxottica ist der weltgrößte Brillenhersteller. Zu den wichtigsten italienischen Exportgütern zählen auch die Erzeugnisse der Nahrungsmittelindustrie (Barilla, Campari, Cremonini, Ferrero, Lavazza, Parmalat). Die italienischen Unternehmen mit den höchsten Umsätzen sind der Öl- und Gaskonzern Eni und der Energiekonzern Enel.
Im Dienstleistungssektor ist Italien vor allem durch Großbanken wie Intesa Sanpaolo und Unicredit international vertreten. Die Assicurazioni Generali ist eine der größten Versicherungsgesellschaften der Welt, Nexi einer der größten Anbieter für bargeldlosen Zahlungsverkehr.
Die Tourismusbranche gehört seit Jahrzehnten zu den bedeutenden Einnahmequellen Italiens. Italien gehört zu den klassischen Reisezielen der Welt. Beliebte Ziele sind die Alpen, die Küstengebiete am Ligurischen und Adriatischen Meer, zahlreiche historische Städte, Museen, archäologische Ausgrabungsstätten und traditionelle Bräuche wie der Karneval in Venedig, Palio di Siena oder Calcio storico.
Italien, das in den 1970er Jahren noch das meistbesuchte Land der Welt war, befindet sich heute mit seinen rund 65 Millionen Touristen (2019) an 5. Stelle (hinter Frankreich, Spanien, den Vereinigten Staaten und China).

#### Arbeitsmarkt
Von 1970 bis 1998 stieg die Arbeitslosenquote von 5,4 % auf 12,1 %, worauf ein Rückgang der Arbeitslosenzahlen bis Mitte der 2000er folgte (Tiefstand 6,1 % in 2007). Nach dem Ausbruch der Großen Rezession und der darauffolgenden Eurokrise stieg die Arbeitslosenquote Italiens aufgrund der Wirtschaftskrise an und markierte 2014 mit 12,7 % einen Höchststand. Seitdem ist die Quote gesunken und lag 2021 bei 9,5 %. Die Jugendarbeitslosigkeit liegt um ein Vielfaches höher bei 23,1 % im Juni 2022.
Die OECD hat darüber hinaus festgestellt, dass die Erwerbseinkommen zu den niedrigsten unter den industrialisierten Ländern gehörten. Auf nur 19.861 Dollar belief sich das durchschnittliche Nettoeinkommen der Italiener, die somit auch von Griechen und Spaniern überholt werden. Der OECD-Schnitt liegt bei 24.660 Dollar (Daten aus 2007). Die Selbstständigenquote ist in Italien umso höher. Sie liegt bei etwa 33 Prozent der Erwerbspersonen (zum Vergleich 17 Prozent in Spanien und 10 Prozent in Deutschland).
Die Gesamtzahl der Erwerbstätigen wird für Ende 2023 auf 23,7 Millionen geschätzt. Die Beschäftigungsquote lag 2023 bei 62,1 %. 2022 arbeiteten 3,8 % aller Arbeitskräfte in der Landwirtschaft, 26,9 % in der Industrie und 69,3 % im Dienstleistungssektor.

#### Regionale Unterschiede
Nord-Süd-Gefälle
| Region (NUTS 2013)      | BIP (Mio. €) | BIP pro Kopf (in €) | BIP KKP (Mio. €) | BIP pro Kopf KKP | BIP pro Kopf KKP    |
| Region (NUTS 2013)      | BIP (Mio. €) | BIP pro Kopf (in €) | BIP KKP (Mio. €) | (in €)           | Index (EU 28 = 100) |
| ----------------------- | ------------ | ------------------- | ---------------- | ---------------- | ------------------- |
| Nordwestitalien         | 536.602      | 33.300              | 550.832          | 34.200           | 118                 |
| Piemont                 | 127.365      | 28.900              | 130.743          | 29.600           | 103                 |
| Aostatal                | 4.374        | 34.200              | 4.490            | 35.100           | 122                 |
| Ligurien                | 47.663       | 30.200              | 48.927           | 31.000           | 107                 |
| Lombardei               | 357.200      | 35.700              | 366.672          | 36.600           | 127                 |
| Nordostitalien          | 376.925      | 32.300              | 386.919          | 33.200           | 115                 |
| Südtirol                | 21.488       | 41.300              | 22.058           | 42.400           | 147                 |
| Trentino                | 18.608       | 34.600              | 19.102           | 35.500           | 123                 |
| Venetien                | 151.634      | 30.800              | 155.655          | 31.600           | 110                 |
| Friaul-Julisch Venetien | 35.669       | 29.100              | 36.615           | 29.900           | 104                 |
| Emilia-Romagna          | 149.525      | 33.600              | 153.490          | 34.500           | 119                 |
| Mittelitalien           | 355.006      | 29.400              | 364.419          | 30.200           | 104                 |
| Toscana                 | 110.332      | 29.400              | 113.257          | 30.200           | 105                 |
| Umbrien                 | 21.438       | 24.000              | 22.007           | 24.600           | 85                  |
| Marken                  | 40.593       | 26.200              | 41.670           | 26.900           | 93                  |
| Latium                  | 182.642      | 31.000              | 187.486          | 31.800           | 110                 |
| Süditalien              | 255.557      | 18.100              | 262.333          | 18.600           | 64                  |
| Abruzzen                | 32.592       | 24.500              | 33.456           | 25.200           | 87                  |
| Molise                  | 6.042        | 19.300              | 6.202            | 19.800           | 69                  |
| Kampanien               | 100.544      | 17.200              | 103.210          | 17.600           | 61                  |
| Apulien                 | 72.135       | 17.700              | 74.048           | 18.100           | 63                  |
| Basilicata              | 11.449       | 19.900              | 11.752           | 20.400           | 71                  |
| Kalabrien               | 32.795       | 16.600              | 33.664           | 17.100           | 59                  |
| Inseln                  | 119.864      | 17.800              | 123.042          | 18.200           | 63                  |
| Sizilien                | 87.383       | 17.200              | 89.700           | 17.600           | 61                  |
| Sardinien               | 32.481       | 19.600              | 33.342           | 20.100           | 70                  |
| Italien gesamt          | 1.645.439    | 27.100              | 1.689.072        | 27.800           | 96                  |
| EU gesamt               | 14.714.029   | 28.900              | 14.714.029       | 28.900           | 100                 |

Unterschiedliche Wirtschaftskraft der Regionen Italiens (Bruttoinlandsprodukt nach Kaufkraftparität in Euro im Jahr 2015)

Charakteristisch für Italien ist die wirtschaftliche Zweiteilung des Landes. Der stark industrialisierte Norden steht dem unterentwickelten Süden gegenüber.
Mit dem Nachkriegsboom bildete sich in Nordwestitalien das Industriedreieck Mailand, Turin und Genua heraus (triangolo industriale). In der Folge weitete sich der Boom auf Nordostitalien und Mittelitalien mit ihren traditionell stark vernetzten und verstädterten Strukturen aus: In Abgrenzung von Nordwestitalien („erstes Italien“) und von Süditalien („zweites Italien“) wurden die Industriedistrikte in diesem Gebiet unter dem Fachterminus „Drittes Italien“ zusammengefasst. Inzwischen sind das erste und das dritte Italien zusammengewachsen und auch die Grenzen des Industriedreiecks haben sich verschoben (Mailand – Bologna – Treviso).
Der gesamte oberitalienische Raum verfügt über einen gut entwickelten Dienstleistungssektor und gehört als Teil der sogenannten Blauen Banane zu den wirtschaftlich starken Gebieten Europas.
Mittelitalien verfügt über eine Wirtschaft, die auf Unternehmen im Textil-, Schuh- und Möbelsektor und besonders auf Tourismus basiert. Zudem ist Rom Sitz sämtlicher Verwaltungen, vieler Großunternehmen wie Eni (Erdöl und Gas), Enel (Energieversorgung), Leonardo (Rüstung), Poste Italiane (Logistik), TIM (Telekommunikation), Unicredit (Bankwesen), Mundys, Ferrovie dello Stato Italiane und Autostrade per l’Italia (Infrastruktur), Webuild (Bauwirtschaft) und Organisationen (FAO) sowie Herz der italienischen Filmindustrie (Cinecittà).
Der Süden des Landes, auch Mezzogiorno genannt, gehört zu den strukturschwächeren Regionen Europas. Dies geht einher mit einer erhöhten Kriminalitätsrate und dem organisierten Verbrechen, das insbesondere in Kampanien, Kalabrien und auf Sizilien in vielen Wirtschaftszweigen Einfluss ausübt.
Die wirtschaftliche Teilung des Landes schlägt sich auch in den Arbeitslosenzahlen nieder: 2021 lag die Arbeitslosenquote in Nordwestitalien bei 6,6 %, in Nordostitalien bei 5,4 % (Südtirol 3,9 %), in Mittelitalien bei 8,8 %, in Süditalien (einschließlich Inseln) bei 16,7 %.

#### Soziale Unterschiede
Italien ist ein Land, das nicht nur von starken lokalen Unterschieden geprägt ist, sondern auch eine relativ ungleiche Einkommensverteilung aufweist. In der Liste der Länder nach Einkommensverteilung liegt Italien mit einem Gini-Koeffizient von 35,9 an 97. Stelle. Zum Vergleich liegt Deutschland an 139., Österreich an 149. und die Schweiz an 135. Stelle (je höher die Stelle, desto geringer die Ungleichheit).
Italien war, laut einer Studie der Bank Credit Suisse aus dem Jahre 2017, das Land mit dem siebtgrößten nationalen Gesamtvermögen weltweit. Der Gesamtbesitz der Italiener an Immobilien, Aktien und Bargeld belief sich auf insgesamt 10.853 Milliarden US-Dollar. Das Vermögen pro erwachsene Person beträgt 223.572 US-Dollar im Durchschnitt und 124.636 US-Dollar im Median (Deutschland: 203.946 bzw. 47.091 US-Dollar). Der Gini-Koeffizient bei der Vermögensverteilung lag 2016 bei 71,9 was auf eine mittlere Vermögensungleichheit hindeutet.

#### Kennzahlen
| Jahr                     | 2006 | 2007 | 2008 | 2009 | 2010 | 2011 | 2012 | 2013 | 2014 | 2015 | 2016 | 2017 | 2018 | 2019 | 2020 | 2021 | 2022 | 2023 |
| Veränderung in % gg. Vj. | 2,0  | 1,5  | −1,1 | −5,3 | 1,7  | 0,7  | −3,0 | −1,8 | 0,0  | 0,8  | 1,3  | 1,7  | 0,9  | 0,5  | −9,0 | 8,3  | 4,0  | 0,9  |

| absolut (in Mrd. Euro) | absolut (in Mrd. Euro) | absolut (in Mrd. Euro) | absolut (in Mrd. Euro) | je Einwohner (in Tsd. Euro) | je Einwohner (in Tsd. Euro) | je Einwohner (in Tsd. Euro) | je Einwohner (in Tsd. Euro) |
| ---------------------- | ---------------------- | ---------------------- | ---------------------- | --------------------------- | --------------------------- | --------------------------- | --------------------------- |
| Jahr                   | 2021                   | 2022                   | 2023                   | Jahr                        | 2021                        | 2022                        | 2023                        |
| BIP in Mrd. €          | 1822                   | 1962                   | 2085                   | BIP je Einw. (in Tsd. €)    | 30,8                        | 33,3                        | 35,3                        |

| in Mrd. Euro und seine Veränderung gegenüber dem Vorjahr in Prozent | in Mrd. Euro und seine Veränderung gegenüber dem Vorjahr in Prozent | in Mrd. Euro und seine Veränderung gegenüber dem Vorjahr in Prozent | in Mrd. Euro und seine Veränderung gegenüber dem Vorjahr in Prozent | in Mrd. Euro und seine Veränderung gegenüber dem Vorjahr in Prozent | in Mrd. Euro und seine Veränderung gegenüber dem Vorjahr in Prozent | in Mrd. Euro und seine Veränderung gegenüber dem Vorjahr in Prozent |
| ------------------------------------------------------------------- | ------------------------------------------------------------------- | ------------------------------------------------------------------- | ------------------------------------------------------------------- | ------------------------------------------------------------------- | ------------------------------------------------------------------- | ------------------------------------------------------------------- |
|                                                                     | 2020                                                                | 2020                                                                | 2021                                                                | 2021                                                                | 2022                                                                | 2022                                                                |
|                                                                     | Mrd. $                                                              | % gg. Vj.                                                           | Mrd. $                                                              | % gg. Vj.                                                           | Mrd. $                                                              | % gg. Vj.                                                           |
| Einfuhr                                                             | 426,5                                                               | −10,2                                                               | 568,2                                                               | +33,2                                                               | 695,2                                                               | +22,4                                                               |
| Ausfuhr                                                             | 498,8                                                               | −7,2                                                                | 615,9                                                               | +23,5                                                               | 659,4                                                               | +7,1                                                                |
| Saldo                                                               | 72,3                                                                |                                                                     | 47,7                                                                |                                                                     | −35,8                                                               |                                                                     |

| Export (in Prozent) nach | Export (in Prozent) nach | Import (in Prozent) von | Import (in Prozent) von |
| ------------------------ | ------------------------ | ----------------------- | ----------------------- |
| Deutschland              | 12,4                     | Deutschland             | 13,6                    |
| Vereinigte Staaten       | 10,4                     | Volksrepublik China     | 8,8                     |
| Frankreich               | 10,1                     | Frankreich              | 7,3                     |
| Spanien                  | 5,2                      | Niederlande             | 5,6                     |
| Schweiz                  | 5,0                      | Spanien                 | 4,7                     |
| Vereinigtes Königreich   | 4,4                      | Russland                | 4,1                     |
| Belgien                  | 3,7                      | Belgien                 | 3,9                     |
| sonstige Staaten         | 48,8                     | sonstige Staaten        | 52,0                    |

### Finanzen

#### Währungssystem
Die italienische Lira war mit der Gründung des Königreiches Italien 1861 bis Anfang 2002 die offizielle Umlaufwährung Italiens.
Seit 2002 ist der Euro in Italien gesetzliches Zahlungsmittel und löste die italienische Lira ab. In der Exklave Campione d’Italia ist nicht der Euro, sondern der Schweizer Franken gesetzliches Zahlungsmittel.
Die Geld- und Währungspolitik wurde bis zur Einführung des Euros von der Bank von Italien und wird seitdem von der Europäischen Zentralbank unter Mitwirkung auch der Bank von Italien bestimmt.

#### Börse
Das Land führt eine Wertpapierbörse mit der Bezeichnung Borsa Italiana und deren Leitindex FTSE MIB.

#### Staatsfonds
Mit der Cassa Depositi e Prestiti verfügt der italienische Staat über eine Investitionsbank, die Staatsfonds-ähnliche Züge besitzt und oft auch zu dieser Klassifizierung gezählt wird.

#### Staatshaushalt

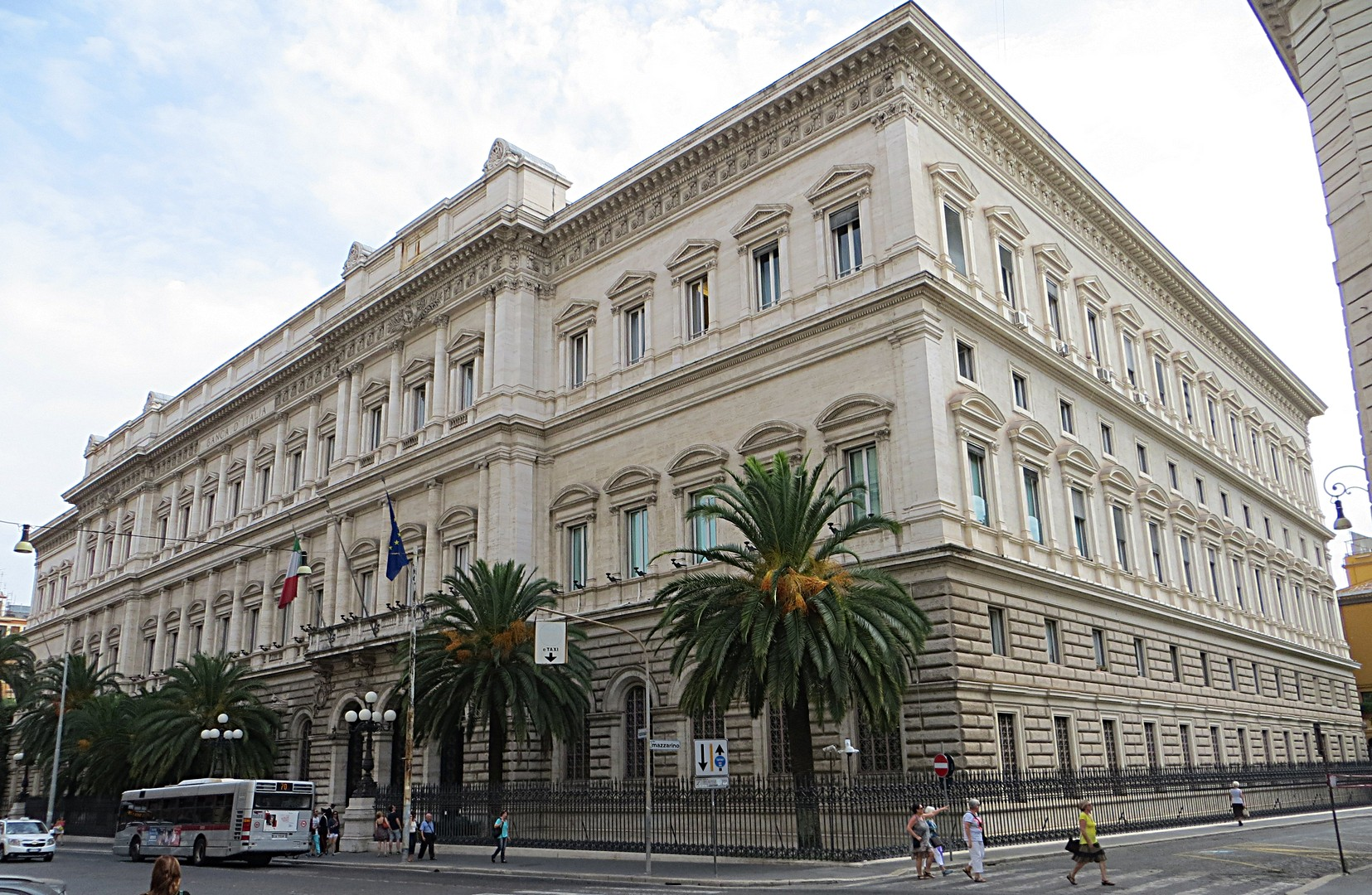
Italienische Zentralbank in Rom

Während des Zweiten Weltkriegs und unmittelbar danach konnte Italien seine Staatsschulden durch sehr hohe Inflation stark reduzieren, was 1947 zum Tiefstand der Schulden im Verhältnis zum Bruttoinlandsprodukt (BIP) bei 25,8 % führte. Nach Inkrafttreten der republikanischen Verfassung 1948 entwickelte sich die italienische Staatsverschuldung wie folgt:
| Zeitraum                                       | 1948–1962 | 1963–1970 | 1971–1980 | 1981–1991 | 1992–1999 | 2000–2007 | 2008–2015 |
| ---------------------------------------------- | --------- | --------- | --------- | --------- | --------- | --------- | --------- |
| Staatsverschuldung in % des BIP (Durchschnitt) | 31,2 %    | 32,4 %    | 53,2 %    | 81,7 %    | 112,4 %   | 102,1 %   | 120,5 %   |

Bis Anfang der 1960er Jahre ermöglichte eine Kombination aus zeitweise hohem Wirtschaftswachstum im Zusammenhang mit der Kontrolle der Staatsausgaben bzw. in den 1970er Jahren eine Kombination aus Steuererhöhungen und hoher Inflation, die Staatsverschuldung unter Kontrolle zu behalten. In diesem Zeitraum war die Bank von Italien zudem verpflichtet, am Markt nicht gezeichnete Staatsanleihen aufzukaufen. Im Jahr 1981 wurde diese Verpflichtung aufgehoben (sog. divorzio, d. h. Scheidung zwischen Notenbank und Staatshaushalt). Seitdem ist bei hohen Staatsausgaben und geringen Inflationsraten ein stetiger Anstieg der Staatsverschuldung zu verzeichnen, die nach einem Zwischenhoch von 120,1 % im Jahr 1994 bis zum Ausbruch der Großen Rezession bzw. Eurokrise etwas zurückgefahren werden konnte. Seit 2008 hat sich der prozentuale Schuldenstand auch wegen des niedrigen bzw. negativen Wirtschaftswachstums wieder erhöht und erreichte im Rahmen der COVID-19-Pandemie ein neues Allzeithoch mit 154,3 % (2020):
| Jahr                            | 2008  | 2009  | 2010  | 2015  | 2016  | 2017  | 2018  | 2019  | 2020  | 2021  | 2022  | 2023  |
| ------------------------------- | ----- | ----- | ----- | ----- | ----- | ----- | ----- | ----- | ----- | ----- | ----- | ----- |
| Staatsverschuldung in % des BIP | 105,8 | 116,1 | 118,7 | 134,7 | 134,2 | 133,7 | 134,1 | 133,8 | 154,3 | 145,7 | 138,3 | 134,8 |
| Haushaltssaldo in % des BIP     | −2,6  | −5,1  | −4,2  | −2,5  | −2,4  | −2,5  | −2,2  | −1,5  | −9,4  | −8,9  | −8,1  | −7,2  |

Die Tragfähigkeit der immer höheren Schuldenlast wird auch durch die seit der Eurokrise betriebenen Geldpolitik der Europäischen Zentralbank (EZB) sichergestellt, mit der Staatsanleihen wieder aufgekauft werden (diesmal im Rahmen des Eurosystems): So hatte die EZB gegen Ende 2018 360 Milliarden Euro italienische Staatspapiere erworben (zum Vergleich deutsche Staatsanleihen im Wert von mehr als 515 Milliarden Euro, da sich die Käufe nach dem Kapitalschlüssel richten, also dem Kapitalanteil, den die Euro-Länder an der EZB halten).
Der Staatshaushalt Italiens umfasste im Jahr 2023 Ausgaben von 1.144 Milliarden Euro und Einnahmen von 992 Milliarden Euro.
Der Anteil der Staatsausgaben (in Prozent des BIP) betrug in folgenden Bereichen laut Weltbank:
- Gesundheit: 9,0 (2023)[185]
- Bildung: 4,2 (2021)[186]
- Militär: 1,7 (2022)[187]

#### Öffentliche Einnahmen, Steuern, Abgaben
Der Anteil Steuern und Beiträge zu den Sozialversicherungen in Relation zum Bruttoinlandsprodukt liegt bei 42,4 Prozent (Stand 2019); zum Vergleich: Deutschland 38,8 Prozent.
Die Steuerquote liegt bei 29,2 Prozent (Stand 2019); zum Vergleich: Deutschland 24,1 Prozent.
Wichtigste Steuern sind (Stand 2021):
- die IRPEF (Einkommensteuer für natürliche Personen), die in 5 verschiedenen Sätzen von 23 Prozent bis 43 Prozent reicht;
- die IRES (Körperschaftssteuer), mit einem Einheitssatz von 24 Prozent;
- die IRAP (die regionale Wertschöpfungssteuer), deren Regelsatz bei 3,9 Prozent liegt und in etwa mit der deutschen Gewerbesteuer vergleichbar ist;
- die IVA (Umsatzsteuer), die im Regelfall 22 Prozent, ausnahmsweise 10 Prozent, 5 Prozent oder 4 Prozent beträgt.

#### EU-Beitragszahlungen
Italien war 2020 nach Deutschland, Großbritannien und Frankreich mit über vier Milliarden Euro der größte Nettobeitragszahler der Europäischen Union.
Aus dem Wiederaufbaufonds der Europäischen Union, der zur Abmilderung der wirtschaftlichen Folgen der COVID-19-Pandemie verabschiedet wurde, erhält Italien voraussichtlich Zuschüsse in Höhe von 68,9 Milliarden Euro, mehr als alle anderen Länder mit Ausnahme von Spanien.

## Verkehr

### Straßenverkehr

Autobahnnetz in Italien (2009)

Alle Italienischen Straßen, mit Ausnahme der Autobahnen, sind Eigentum der öffentlichen Hand. Man unterscheidet zwischen Staats-, Regional-, Provinzial- und Kommunalstraßen. Das Autobahnnetz in Italien umfasst 2025 8.006 Kilometer. Der größte Autobahnbetreiber ist mit 2.855 Autostrade per l’Italia.  Die meist befahrenen Autobahnen sind die A1 von Mailand nach Neapel, die A4 von Turin über Mailand und Verona nach Venedig, die A14 von Bologna bis Tarent und auch die Brennerautobahn A22, die von Modena bis zur Grenze mit Österreich führt.
Nach vier Jahren Bauzeit wurde 2013 die A34 zwischen Görz und Villesse in Slowenien fertiggestellt. Sie hat eine Länge von 17 Kilometern und ersetzt die alte R17.
Der Straßenverkehr des Landes gilt als sicher. 2024 wurden in Italien 173.364 Straßenunfälle registriert, dabei wurden 233.853 Personen verletzt und 3.030 Menschen starben. Damit sind die Zahlen der Verletzten und der Toten im Vergleich zu 2019 stark rückläufig (−3,1 und −4,5 %), die Zahl der Unfälle stieg dabei leicht an (+0,7 %). Damit kamen in Italien 2024 5,14 Verkehrstote auf 100.000 Einwohner. Zum Vergleich: In Deutschland waren es im selben Jahr 3,3 Tote pro 100.000 Einwohner. Das Land hat im weltweiten Vergleich eine hohe Motorisierungsrate. 2016 kamen im Land 707 Kraftfahrzeuge auf 1.000 Einwohner (in Deutschland waren es im Vergleich 610 Fahrzeuge).

### Schienenverkehr

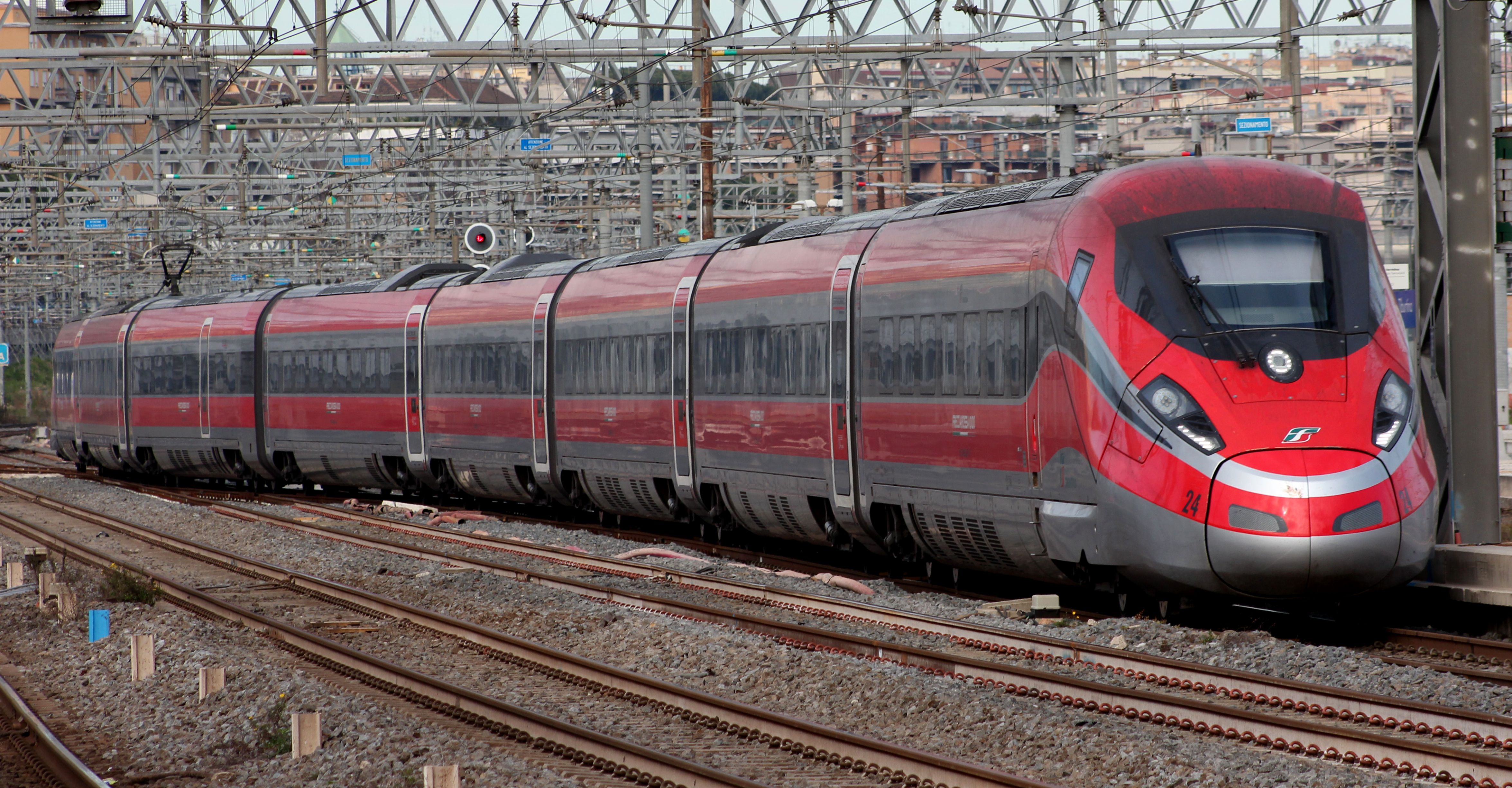
FS Frecciarossa 1000, italienischer Hochgeschwindigkeitszug

Die Länge des Schienennetzes betrug im Jahr 2023rund 25.000 km, von denen etwa die Hälfte elektrifiziert war. Sowohl das Netz als auch der Transport sind in den Händen des Staates, bis auf wenige Ausnahmen (vgl. Vinschgaubahn, Ferrovia Trento–Malè). Im Geschäftsjahr 2023 beschäftigte das Staatsunternehmen Ferrovie dello Stato Italiane rund 90.000 Mitarbeiter und erzielte 2,2 Milliarden Euro Gewinn. Seit 2012 bietet auch die private Eisenbahngesellschaft Italo – Nuovo Trasporto ViaggiatoriHochgeschwindigkeitsverbindungen zwischen einigen Großstädten an. Die Strecken werden fast ausschließlich vom Italienischen Staatsunternehmen RFI-Rete Ferroviaria Italiana unterhalten. Im Jahre 2023 wurde ein Gewinn von 196 Millionen Euro erzielt.
Mit der Eröffnung der letzten noch fehlenden Streckenabschnitte zwischen Novara und Mailand sowie zwischen Bologna und Florenz im Dezember 2009 verfügt Italien über eine gut 1.000 km lange durchgehende Schnellfahrstrecke von Turin über Mailand, Bologna, Florenz, Rom und Neapel bis nach Salerno. Neben der genannten Nord-Süd-Achse befindet sich eine West-Ost-Achse zwischen Genua, Mailand, Brescia, Verona, Venedig und Triest in Planung, wovon die Abschnitte Mailand-Brescia 2016 und Padua-Venedig 2007 fertiggestellt wurden, während die Eröffnung der Strecke Genua-Mailand für 2027 geplant ist. Für Süditalien sind mittelfristig Neu- und Ausbaustrecken zwischen Palermo, Catania und Messina sowie zwischen Neapel und Bari vorgesehen Langfristig soll eine Verbindung zwischen Neapel und Kalabrien entstehen. Die ursprüngliche Planung mit einer Verbindung vom Festland nach Sizilien, wofür der Bau der Brücke über die Straße von Messina notwendig gewesen wäre, wurde aus finanziellen Gründen verworfen, ist jedoch weiterhin Gegenstand von Diskussionen. Außerdem sind verschiedene internationale Verbindungen nach Frankreich (Mont-Cenis-Basistunnel mit Anschluss an das TGV-Netz, Eröffnung voraussichtlich 2030) sowie via Schweiz (NEAT) und via Österreich nach Deutschland (Brennerbasistunnel, Eröffnung voraussichtlich 2026) sowie nach Slowenien angedacht. Das Regelgleis befindet sich, wie in Frankreich, auf der linken Seite.
In einem Vergleich von 27 Bahngesellschaften in Europa landete die italienische Zuggesellschaft Trenitalia auf Platz eins. Dies ergab eine Studie der Nichtregierungsorganisation Transport and Environment (T&E), die im Dezember 2024 veröffentlicht wurde.
Die Mailänder U-Bahn bietet mit einer Streckenlänge von 98,6 km das am besten ausgebaute U-Bahn-Netz Italiens. Weitere U-Bahn-Systeme befinden sich in Rom, Neapel, Turin, Genua, Catania und Brescia.

### Schifffahrt

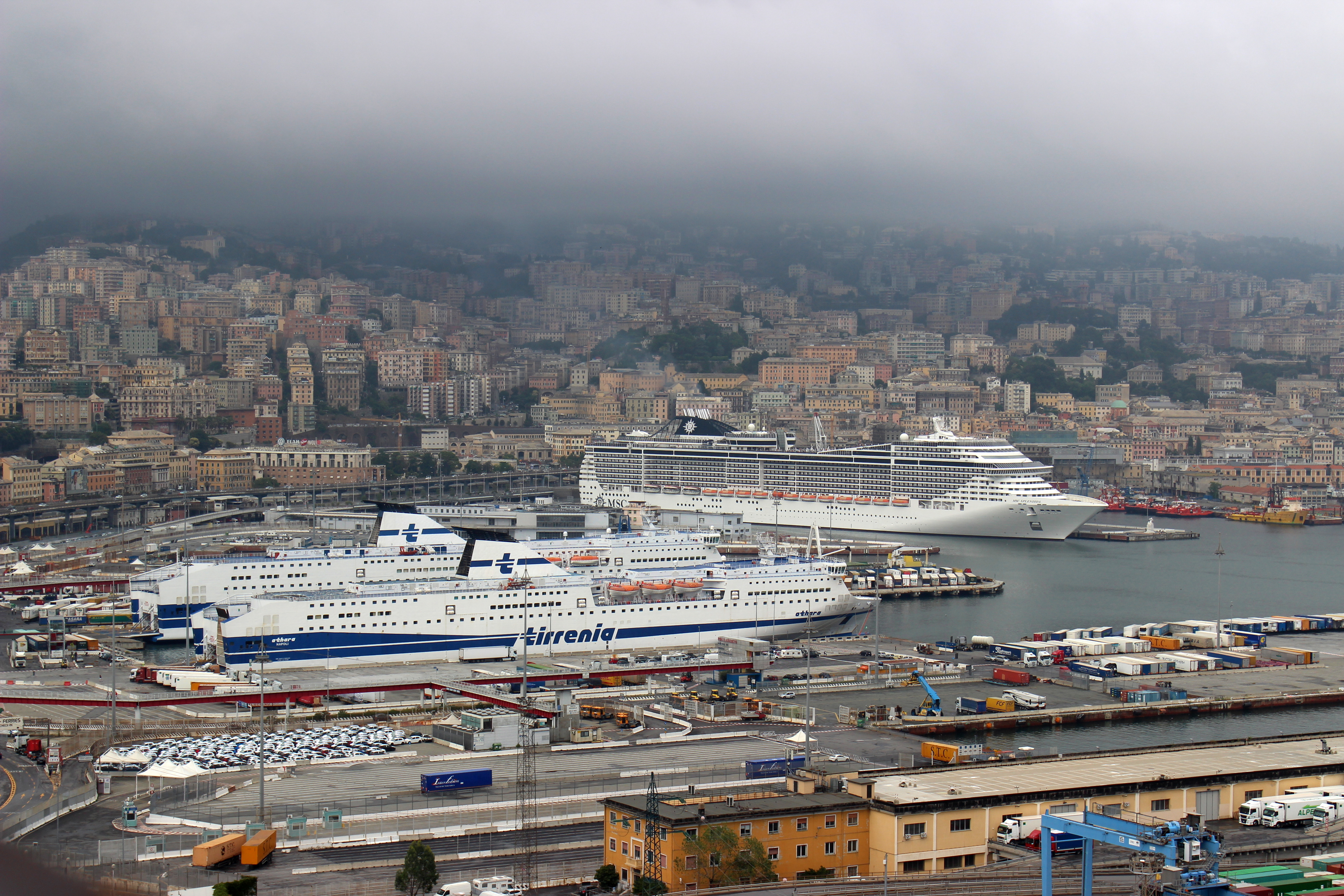
Der Hafen Genua, der größte Seehafen Italiens

Die Gesamtlänge der schiffbaren Wasserwege beträgt 2400 km.
Den höchsten Passagierfluss verzeichnen die Häfen von Messina und Reggio Calabria, zumal es sich um die wichtigste Verbindung zwischen Sizilien und dem Festland handelt, aber auch La Spezia. Sämtliche Verbindungen im Mittelmeer werden von der Reederei Tirrenia di Navigazione mit Sitz in Neapel gewährleistet. Italien verfügt über ein ausgedehntes Containerhafennetz, wobei der Hafen Gioia Tauro 2007 rund 3.445.337 Container beförderte. Neben diesen sind die Häfen Genua, Triest und Tarent weiter wichtig, wobei letzterer sich auf den Eisenhandel spezialisiert hat.
Die wichtigsten Marinearsenale befinden sich in Augusta, Brindisi, La Spezia und Tarent.
Von Triest, Bari und Ancona gibt es direkte Verbindungen zur albanischen Hafenstadt Durrës (ital. Durazzo). Ebenfalls gibt es eine direkte Verbindung von Brindisi nach Vlorë (Valona) in Südalbanien.

### Luftfahrt
| Rang | Flughafen              | Region         | Code (IATA) | Anzahl Passagiere | Veränderung Prozent (vs. 2018) |
| ---- | ---------------------- | -------------- | ----------- | ----------------- | ------------------------------ |
| 1.   | Rom-Fiumicino          | Latium         | FCO         | 43.532.573        | +1,3                           |
| 2.   | Mailand-Malpensa       | Lombardei      | MXP         | 28.846.299        | +16,7                          |
| 3.   | Bergamo-Orio al Serio  | Lombardei      | BGY         | 13.857.257        | +7,1                           |
| 4.   | Venedig-Tessera        | Venetien       | VCE         | 11.561.594        | +3,4                           |
| 5.   | Neapel-Capodichino     | Kampanien      | NAP         | 10.860.068        | +9,3                           |
| 6.   | Catania-Fontanarossa   | Sizilien       | CTA         | 10.223.113        | +2,9                           |
| 7.   | Bologna-Borgo Panigale | Emilia-Romagna | BLQ         | 9.405.920         | +10,6                          |
| 8.   | Palermo-Punta Raisi    | Sizilien       | PMO         | 7.018.087         | +5,9                           |
| 9.   | Mailand-Linate         | Lombardei      | LIN         | 6.570.984         | −28,8                          |
| 10.  | Rom-Ciampino           | Latium         | CIA         | 5.879.496         | +0,7                           |

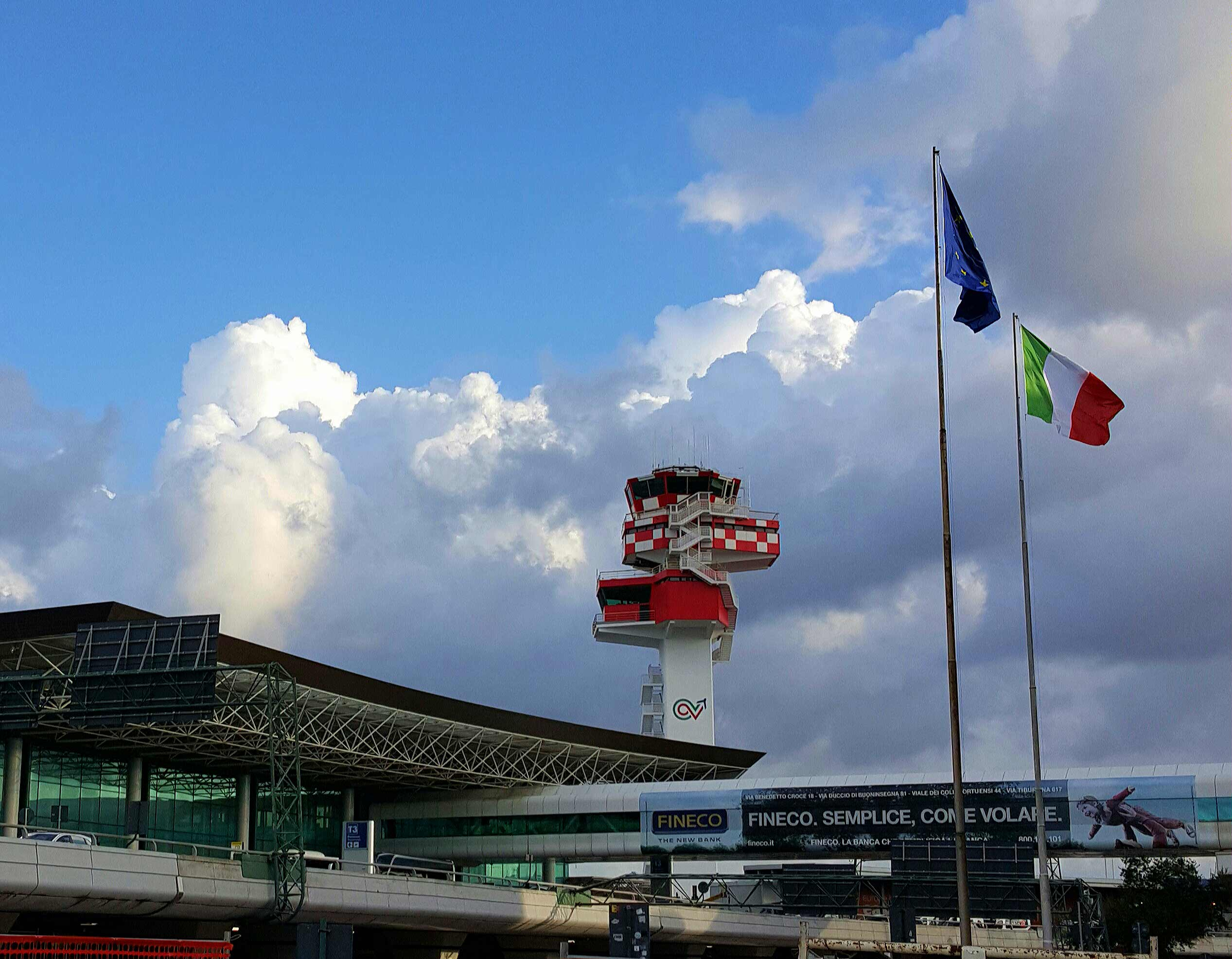
Der Flughafen Rom-Fiumicino, nach Passagieraufkommen der achtgrößte Flughafen Europas

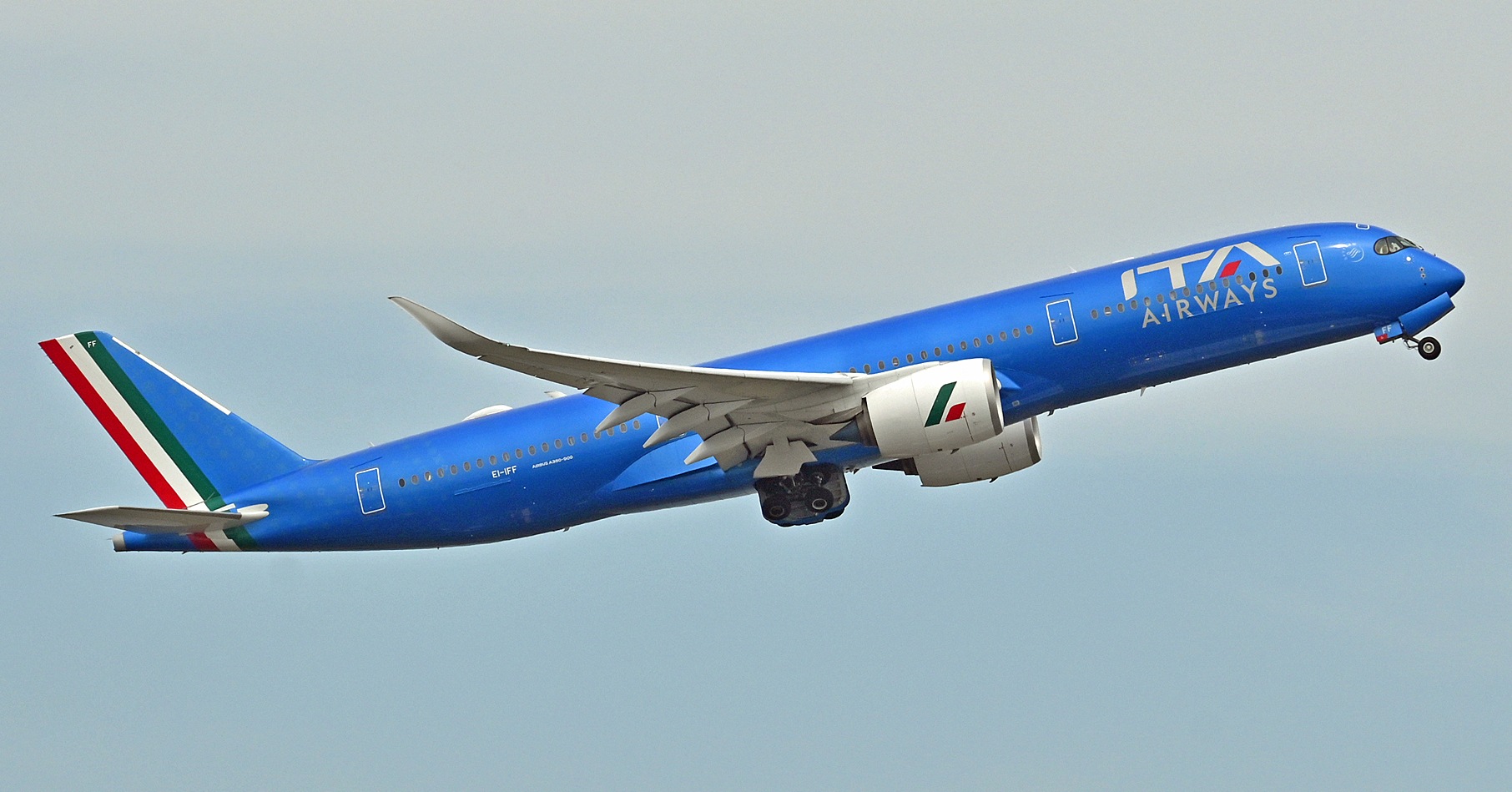
ITA Airways, mit Sitz in Rom, ist die größte italienische Fluggesellschaft

Größte Fluggesellschaft ist die ITA Airways, ihre beiden Drehkreuze befinden sich an den Flughäfen Rom-Fiumicino und Mailand-Linate. Auch die Lufthansa ist auf dem italienischen Flugmarkt tätig: Air Dolomiti, eine Tochter der deutschen Fluggesellschaft, bedient hauptsächlich Flüge zwischen Norditalien, München und Frankfurt.

## Kultur
Der italienische Beitrag zum kulturellen und historischen Erbe Europas und der Welt ist beachtenswert. Als Kreuzweg der Zivilisationen des Mittelmeerraumes, Zentrum des Römischen Reiches, Sitz des Papsttums und Wiege der Renaissance spielte Italien eine entscheidende Rolle und wurde zum Ausgangsland der europäischen Kunst, Kultur und Forschung.
Die Auswanderung zahlreicher Italiener im 19. und 20. Jahrhundert trug auch dazu bei, die italienische Kultur zu etablieren.
Italien hat insgesamt schätzungsweise 100.000 Denkmäler jeglicher Art (Museen, Schlösser, Statuen, Kirchen, Galerien, Villen, Brunnen, historische Häuser und archäologische Funde). Es ist das Land mit den meisten Welterbestätten der UNESCO (60), darunter 54 Stätten des Weltkulturerbes und sechs Stätten des Weltnaturerbes. Die in Italien befindlichen Welterbestätten reichen von einzelnen Gebäuden über ganze Kernstädte bis zu thematisch übergreifenden Gruppen wie den Felsbildern des Valcamonica, prähistorischen Pfahlbauten, den mit der Herrschaft der Langobarden verbundenen Orten oder einer Gruppe spätbarocker Städte.
Die Zuständigkeit für die staatliche Kulturförderung hat das Ministerium für Kulturgüter, kulturelle Aktivitäten und Tourismus (Ministero dei Beni e delle Attività Culturali e del Turismo). Die Schwerpunkte der italienischen auswärtigen Kulturpolitik sind die kulturelle Programmarbeit (geleistet durch 83 staatliche Kulturinstitute weltweit) und die Förderung der italienischen Sprache (durch die weltweit 489 Zweigstellen der Dante-Alighieri-Gesellschaft, davon 401 im Ausland und 88 in Italien).

### Traditionen und Folklore

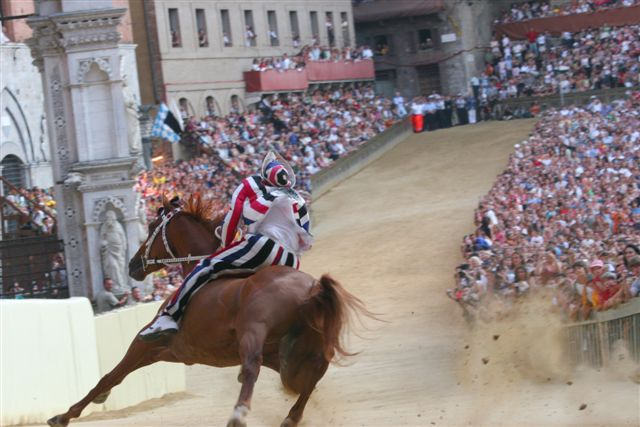
Palio di Siena (2008)

In Italien gibt es zahlreiche historische und folkloristische Traditionen verschiedener Art, die auch international bekannt und berühmt sind. Erwähnenswert sind hier das Pferderennen Palio di Siena, der Calcio storico in Florenz und die Regata storica in Venedig. Die Karnevalsfeste in Venedig, Viareggio, Ivrea, Mamoiada, Acireale, Sciacca, Florenz und Rom. Die Riten der Heiligen Woche in einigen Gemeinden sowie verschiedene Traditionen wie der Infiorata di Genzano, das Giostra del Saracino in Arezzo, das Festa dei Ceri in Gubbio und das Giostra della Quintana in Foligno.
Die UNESCO zählt die Prozessionen mit Schulter-Turmschreinen (Macchina di Santa Rosa in Viterbo, Varia di Palmi in Palmi, Gigli di Nola in Nola und Faradda di li Candareri in Sassari) seit 2013 und das Sizilianische Marionettentheater seit 2001 zum immateriellen Kulturerbe der Menschheit.

### Küche

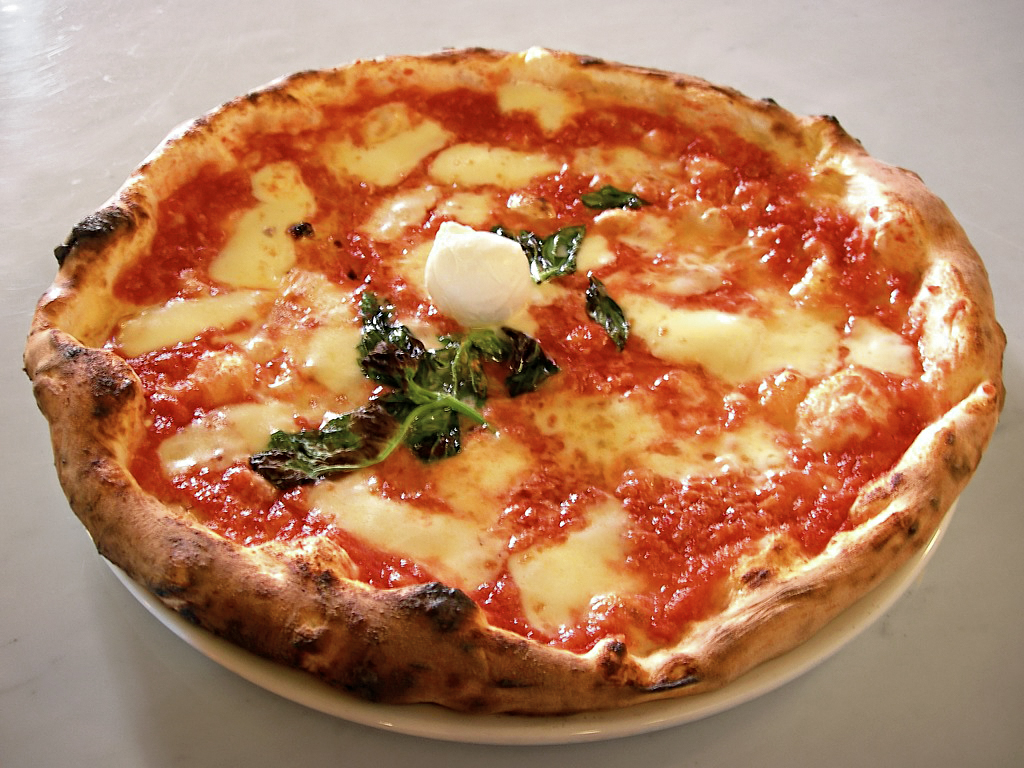
Pizza Margherita

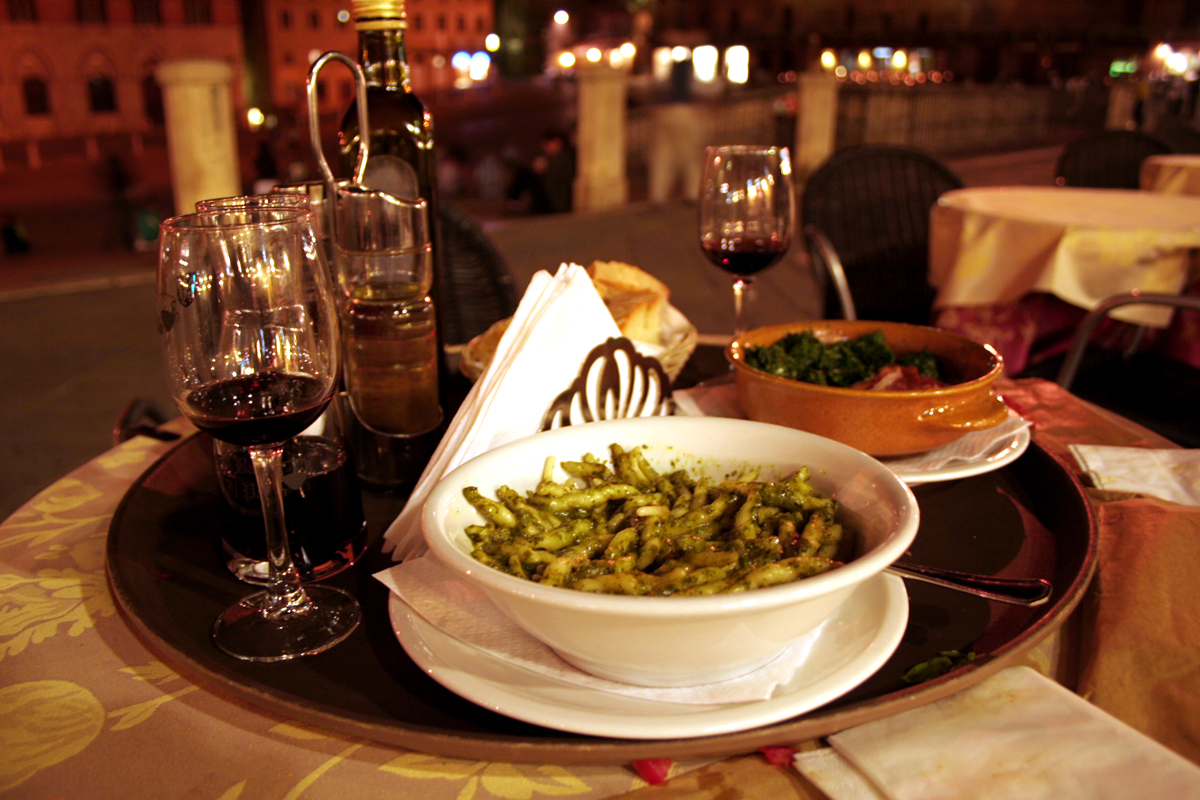
Trofie mit Pesto alla genovese

Die italienische Küche (Cucina italiana) gilt als eine der einflussreichsten Landesküchen der Welt.
International bekannte Produkte sind zum Beispiel italienisches Olivenöl, Pesto, Speiseeis, Panettone, Tiramisu, diverse Käsesorten wie Parmesan, Mozzarella oder Gorgonzola, Wurst und Fleischerzeugnisse wie Mortadella, Salami, San-Daniele-Schinken oder Parmaschinken und natürlich Pasta und Pizza. Dazu kommt das reichhaltige einheimische Weinangebot wie Chianti und Barolo.
Das Essen ist in Italien ein wichtiger Aspekt des täglichen Lebens und die Pflege der Küche ein unverzichtbarer Bestandteil der nationalen Kultur. Die Italienische Küche wurde 2010 als immaterielles Weltkulturerbe von der UNESCO anerkannt.
1953 wurde in Mailand die Accademia Italiana della Cucina gegründet. Diese möchte das Wissen um die italienische Küche und Tischkultur bewahren und an die folgenden Generationen weitergeben. Hierzu organisiert sie Versammlungen und Tagungen, hat das Studienzentrum Franco Marenghi eingerichtet und verleiht Preise sowie Auszeichnungen. Die Akademie gibt die monatlich erscheinende Zeitschrift Civiltà della Tavola heraus. Ein weiteres Projekt um zunächst unter anderem die italienische Kochkunst zu erhalten, die Associazione Slow Food, wurde 1986 in Bra von Carlo Petrini gegründet.
Die italienische Küche galt bei einer 2013 durchgeführten Umfrage des Goethe-Instituts nach Ansicht von 42 Prozent der Teilnehmer als die beste Küche Europas. Die in 24 Sprachen und 30 Ländern durchgeführte Umfrage stand unter der Überschrift „Was bedeutet Europa persönlich für Sie?“.
Gelegentlich wird die hohe Lebenserwartung auf die mediterrane Kost zurückgeführt, die beispielsweise viel Fisch, Olivenöl, Obst und Gemüse enthält. Die italienische Küche besteht aus einer Vielzahl von Regionalküchen und kann auf eine Vielzahl von Zutaten und Spezialitäten zurückgreifen.

### Wissenschaft

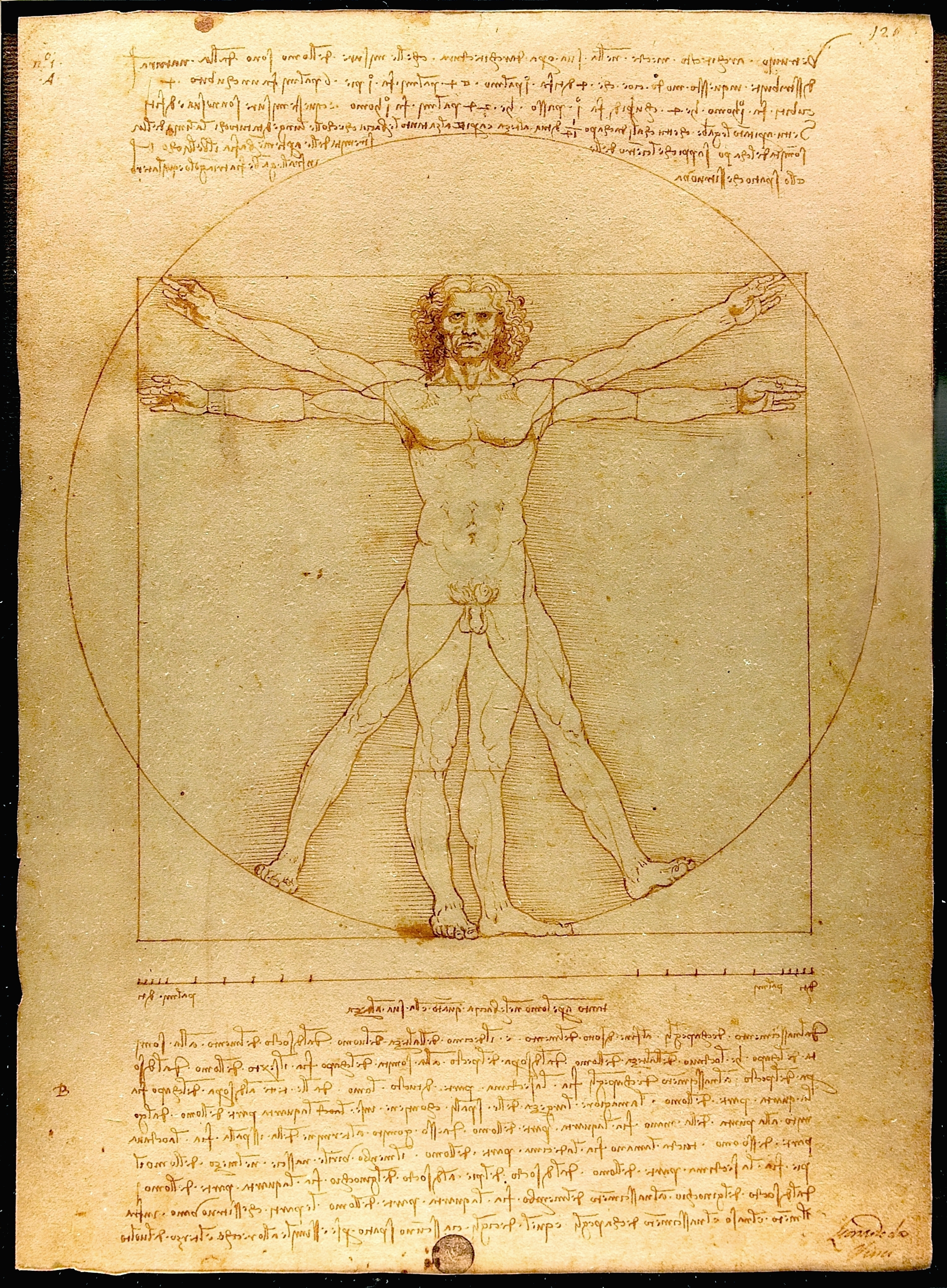
Vitruvianischer Mensch, Leonardo da Vinci, um 1492

Der vielleicht berühmteste Universalgelehrte und Humanist in der Geschichte, Leonardo da Vinci, hat mehrere Beiträge zu einer Vielzahl von Bereichen wie Malerei, Bildhauerei, Architektur, Anatomie, Mechanik, Ingenieurwissenschaften und Naturphilosophie geleistet. Einer der wichtigsten Begründer der neuzeitlichen exakten Naturwissenschaften, Galileo Galilei war Astronom, Physiker, Mathematiker, Ingenieur, Kosmologe, Philosoph und setzte eine wissenschaftliche Revolution in Gang.
Weitere namhafte italienische Wissenschaftler der Renaissance waren Leon Battista Alberti, Schriftsteller, Mathematiker, Kunst- und Architekturtheoretiker sowie Architekt und Medailleur. Pietro Bembo, wegweisend war seine Theorie der italienischen Literatursprache. Sie trug dazu bei, dass der „Sprachenstreit“ um die Frage, welche Variante des Italienischen sich am besten als Literatursprache eigne, zugunsten des Toskanischen entschieden wurde.

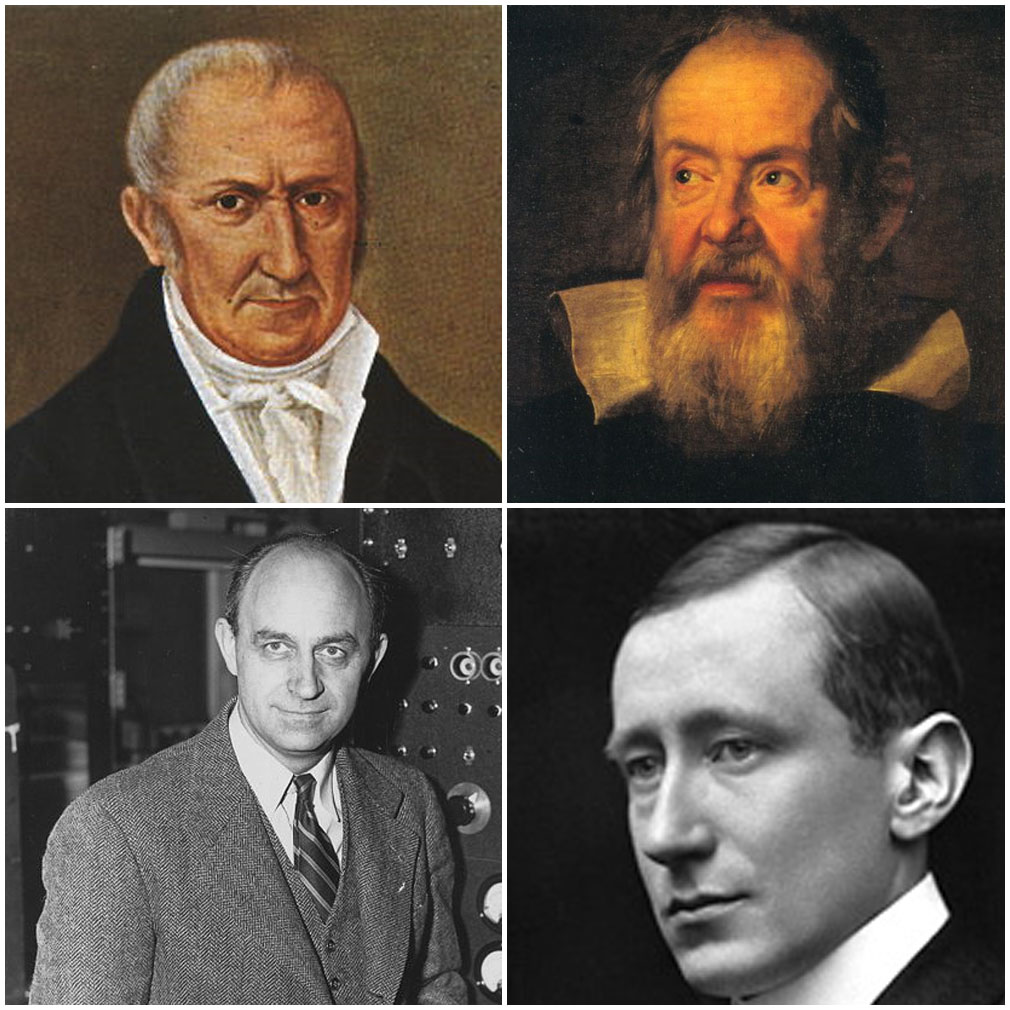
Von oben links im Uhrzeigersinn: Volta, Galilei, Marconi und Fermi

Hier ein kurzer Überblick über weitere namhafte Persönlichkeiten der Wissenschaft: der Astronom und Mathematiker Giovanni Domenico Cassini; der Physiker Alessandro Volta, Erfinder der elektrischen Batterie und Mitbegründer der Elektrizitätslehre, die Mathematiker Lagrange (geborener Giuseppe Lodovico Lagrangia), Fibonacci und Cardano; Guglielmo Marconi, Nobelpreisträger für Physik, Miterfinder des Radios; der Physiker Enrico Fermi, ebenfalls Nobelpreisträger, bekannt für die Nuklearforschung; der Seefahrer Christoph Kolumbus, der im Jahr 1492 Amerika entdeckte; Luigi Luca Cavalli-Sforza, Populationsgenetiker und Begründer des Human Genome Projects (HGP).

#### Medizin
Zwischen 995 und 1087 entwickelte sich mit der medizinischen Lehr- und Forschungsanstalt Schola Medica Salernitana, eine der ersten und wichtigsten medizinischen Einrichtungen des Mittelalters. Mit der Sammelhandschrift Trotula wird im 12. Jahrhundert die systematische Frauenheilkunde begründet.
Erwähnenswerte medizinische Wissenschaftler und Entdeckungen der folgenden Jahrhunderte: im 16. Jahrhundert beschreibt Gabriele Falloppio die Struktur der Eileiter; 1665 beschreibt Marcello Malpighi, der als Begründer der Pflanzenanatomie und vergleichenden Physiologie sowie mikroskopischen Anatomie gilt, den Kapillarkreislauf, die Theorie der Funktionsweise der Lungen und der Struktur der Nierenkörperchen; Giovanni Battista Morgagni, Begründer der modernen Pathologie; Giovanni Maria Lancisi, zu dessen wissenschaftlichen Leistungen Erkenntnisse zur Hygiene, Grippe, Rinderpest und vor allem Malaria zählen; 1854 entdeckt Filippo Pacini das Bakterium Vibrio cholerae als Erreger der Cholera; 1893 isoliert Bartolomeo Gosio aus einem Schimmelpilz das erste Antibiotikum; sowie Lazzaro Spallanzani, dessen wegweisende Entdeckungen auf dem Gebiet der Physiologie liegen.
Im 20. und 21. Jahrhundert wurden namhafte Mediziner wie Camillo Golgi (Entdecker des nach ihm benannten Golgi-Apparats), Daniel Bovet, Salvador Luria, Renato Dulbecco, Rita Levi-Montalcini und Mario Capecchi mit dem Nobelpreis für Physiologie oder Medizin ausgezeichnet.

### Literatur

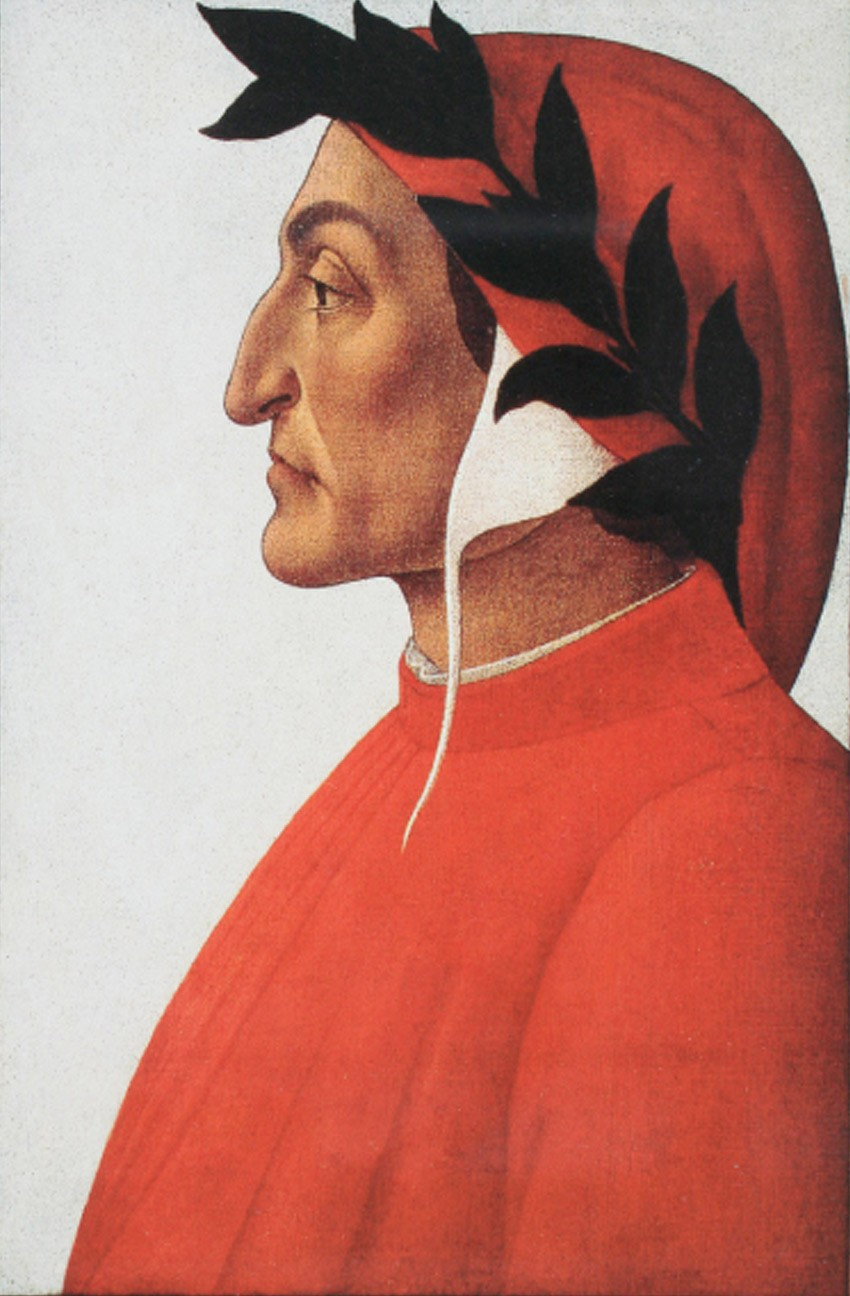
Porträt des Dante Alighieri, Sandro Botticelli, um 1495

### Philosophie

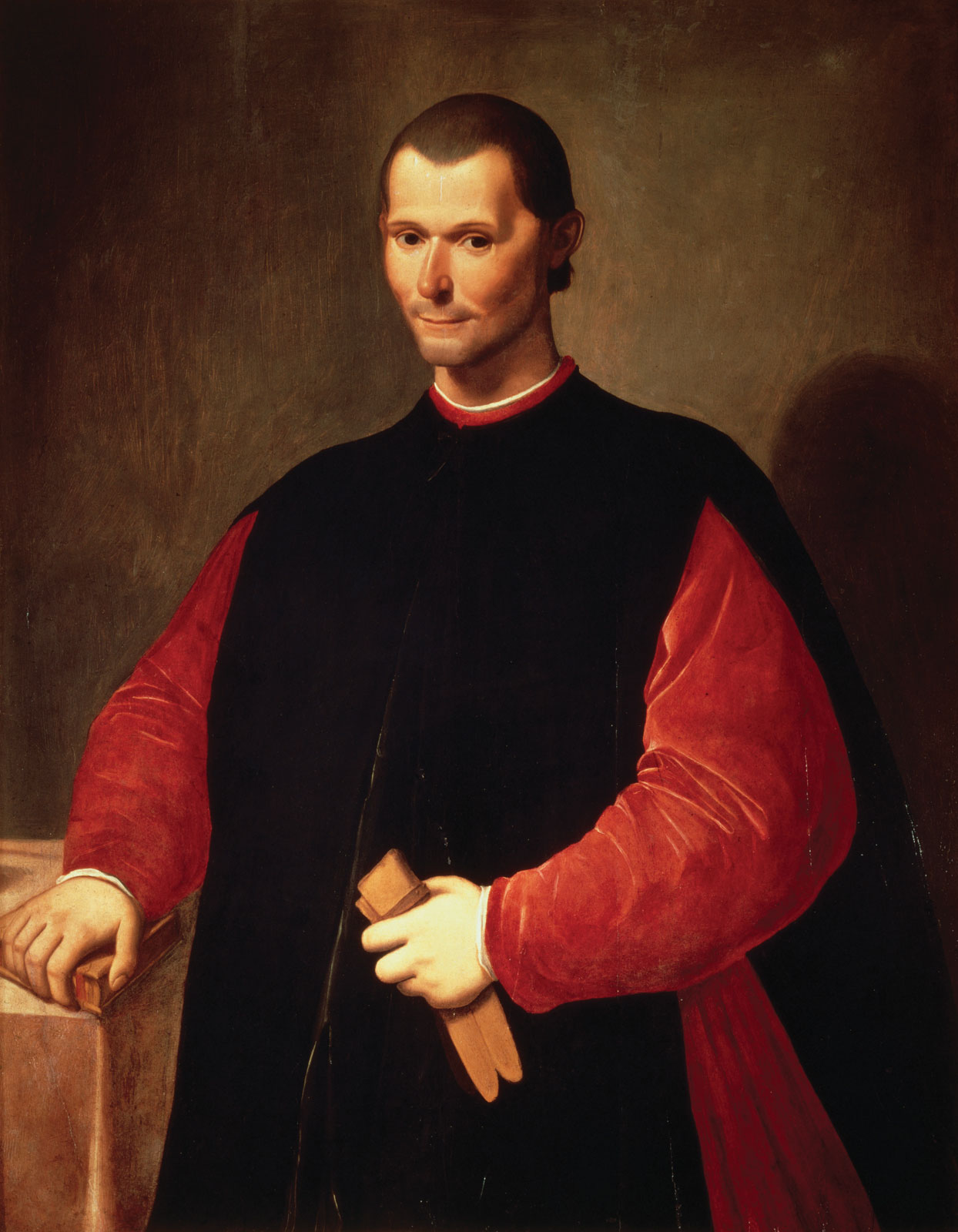
Porträt des Niccolò Machiavelli, Santi di Tito, 2. Hälfte 16. Jahrhundert

Niccolò Machiavelli gilt aufgrund seines Werks Il Principe (Der Fürst) als einer der bedeutendsten Staatsphilosophen der Neuzeit. Il Principe gilt als eines der ersten – wenn nicht als das erste – Werk der modernen politischen Philosophie. Zusammen mit den gleichzeitig entstandenen Discorsi stellt es das Hauptwerk Macchiavellis dar. Von ihm leitet sich sowohl der Begriff des Machiavellismus als auch der des Antimachiavellismus her.
Zu den prominentesten Philosophen aus Italien gehören auch Giordano Bruno, Francesco Patrizi da Cherso, Marsilio Ficino, Cristoforo Landino, Giovanni Pico della Mirandola, Marsilius von Padua, Coluccio Salutati und Giambattista Vico.

### Bildende Kunst

Mona Lisa (La Gioconda), Leonardo da Vinci, 1503–1506

Die italienische Malerei genoss über Jahrhunderte eine wichtige Stellung in Europa, von der romanischen zur gotischen Epoche, von der Renaissance bis zum Barock.
In der Malerei der Gotik nahm Italien eine Sonderstellung ein, da dort die Architektur große Wandflächen erhielt. Den Höhepunkt der Fresken in der Gotik lieferte Giotto di Bondone mit seinem vorher noch nie da gewesenen Naturalismus. Später blieb für lange Zeit die Buchmalerei vorherrschende Form der Malerei und nahm so großen Einfluss auch auf die Entwicklung der Tafelmalerei. Auch hier nahm Italien wiederum eine Sonderrolle ein, da dort die Tafelmalerei schon zu Beginn der Gotik eine Vorrangstellung innehatte. Die Gotik in ihrem reinsten Stil verkörperte in Italien Simone Martini mit seiner höfischen Eleganz. Seit der zweiten Hälfte des 14. Jahrhunderts nahm die Tafelmalerei durch den Einfluss der Italiener auch nördlich der Alpen eine vorrangige Stellung zu der Buchmalerei ein, nicht zuletzt durch Martini, aber auch wegen des weitgereisten Gentile da Fabriano und Pisanellos.
Die Malerei der Renaissance hat ihren Ursprung in den Arbeiten einiger ungewöhnlich begabter Vorläufer im Italien des späten 13. Jahrhunderts und setzte in der Frührenaissance um 1420 in Florenz ein, erreichte ihren Höhepunkt in der Hochrenaissance zu Anfang des 16. Jahrhunderts und wirkte in ihrer Spätzeit neben dem um 1520 aufkommenden Manierismus fort. Zu den bedeutendsten Malern der Renaissance zählen Fra Angelico, Bellini, Botticelli, Giotto, Mantegna, Masaccio, Michelangelo, Raffael, Tintoretto, Tizian und Leonardo da Vinci.
In der Malerei des Barocks gingen die Anregungen ebenso von Italien aus. Die Gebrüder Agostino und Annibale Carracci, Michelangelo Merisi da Caravaggio, Guido Reni und in der Kunst der Fresken- und Deckenmalerei u. a. Pietro da Cortona, Luca Giordano, Andrea Pozzo, Giovanni Battista Piazzetta und der auch in Deutschland wirkende Giovanni Battista Tiepolo gehören zu den Hauptmeistern.
Mit dem Ende des Barock erlebte die Malerei in Italien einen empfindlichen Niedergang. Erst im 20. Jahrhundert mit dem Futurismus konnte Italien wieder in die künstlerische Avantgarde vorstoßen, vor allem durch die Werke von Giacomo Balla, Umberto Boccioni, Carlo Carrà und Gino Severini.
Giorgio de Chiricos Pittura metafisica gilt zudem als Vorläufer des Surrealismus.

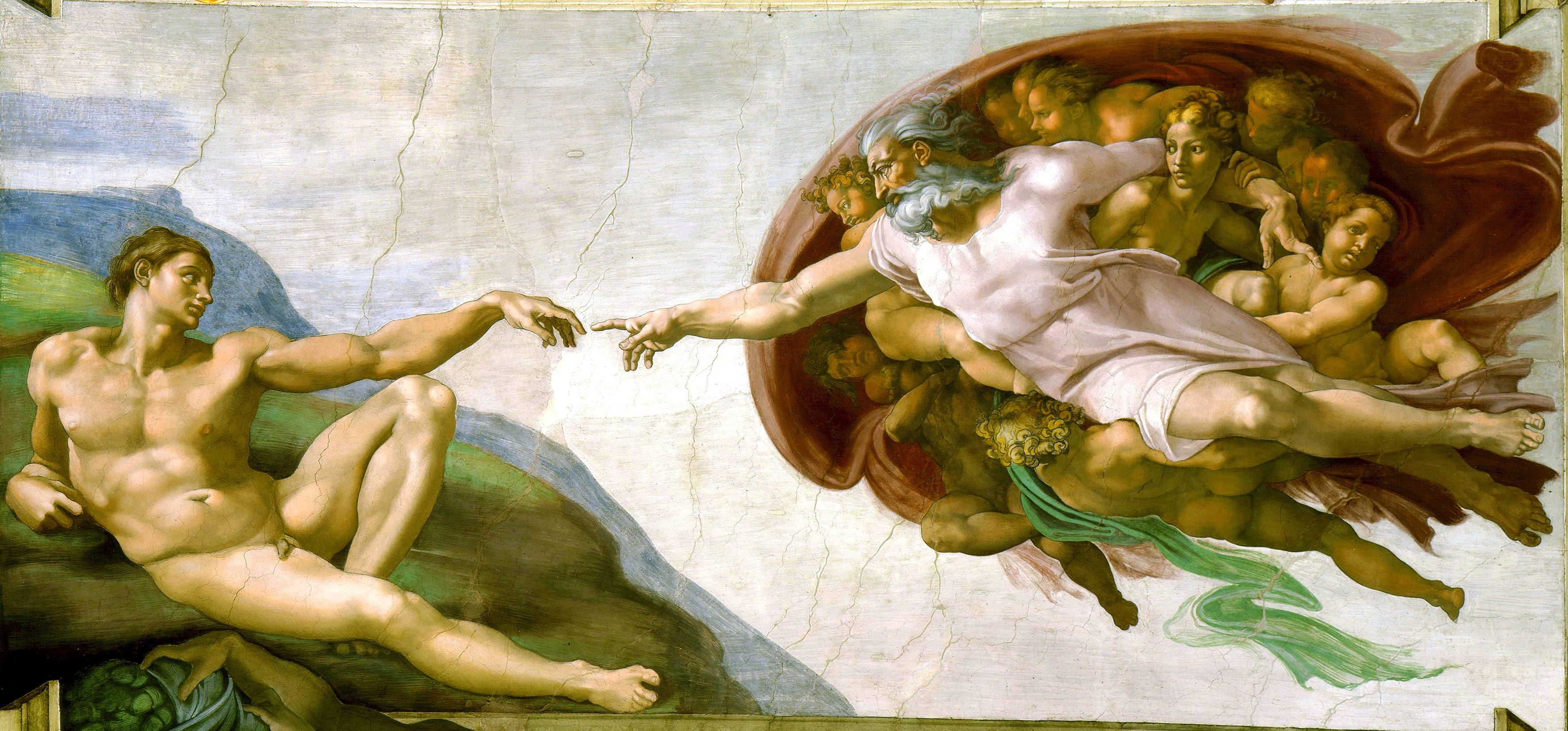
Die Erschaffung Adams, Michelangelo, um 1511
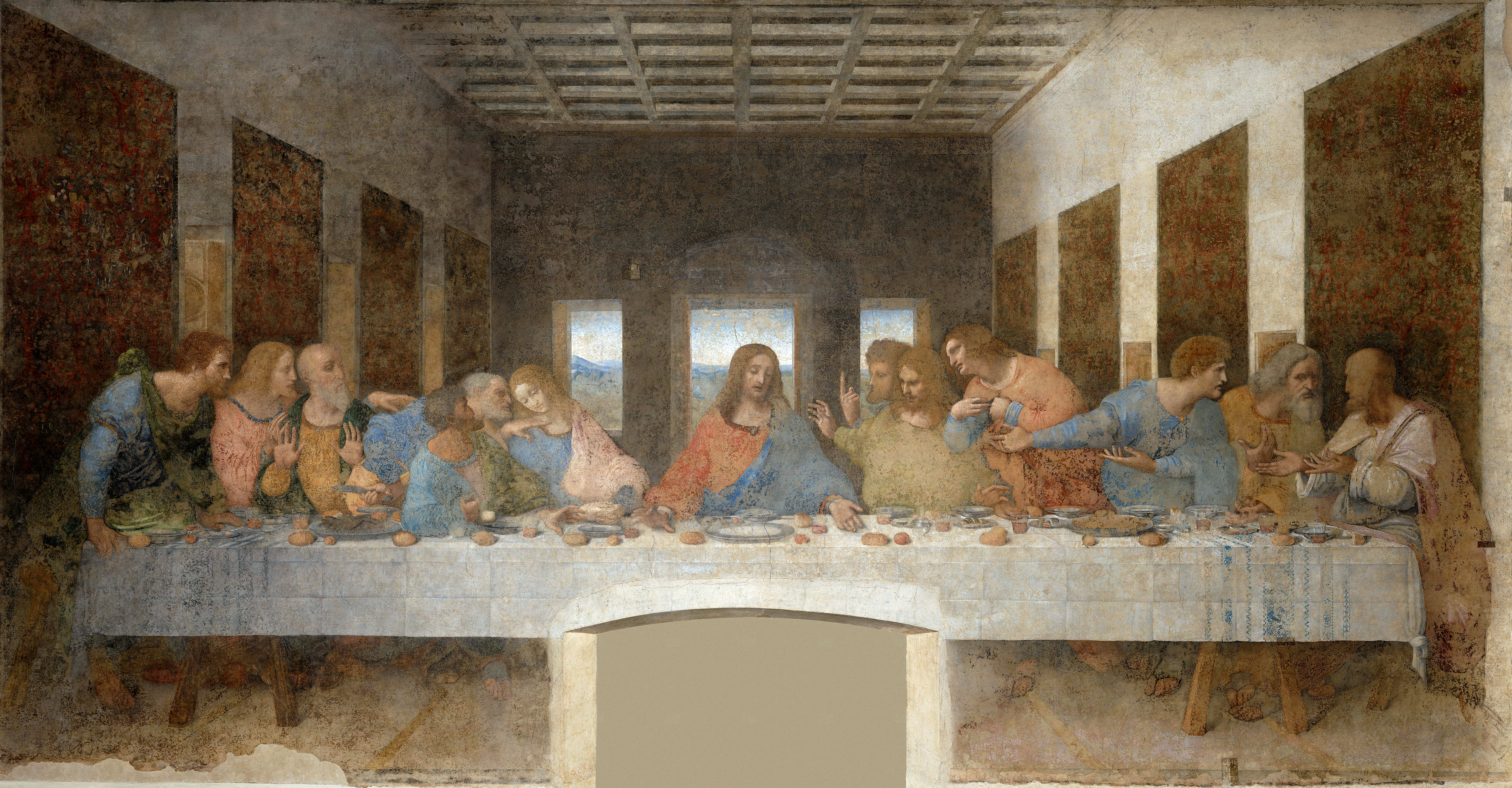
Das Abendmahl, Leonardo da Vinci, 1494–1498

### Architektur

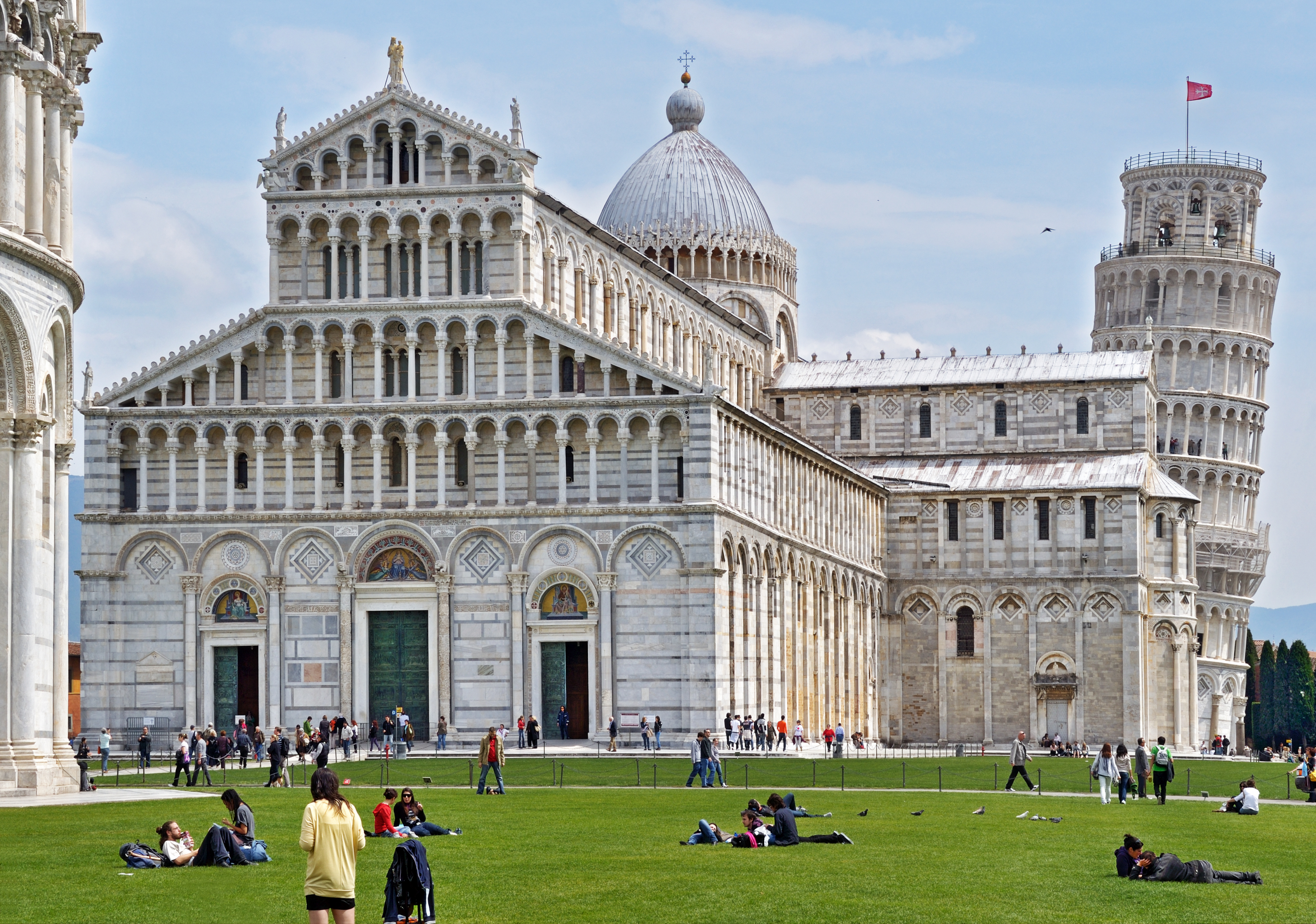
Dom und Schiefer Turm von Pisa

Einige der bedeutendsten Bauwerke der westlichen Welt, wie das Kolosseum in Rom, der Mailänder Dom, die Kathedrale von Florenz, der Schiefe Turm von Pisa und die Paläste Venedigs, befinden sich in Italien.
Schon die alten Römer setzten Maßstäbe im architektonischen Bereich und führten den Bau von Bögen und Kuppeln ein. Die Renaissance wurde von italienischen Architekturtheoretikern wie Leon Battista Alberti und Architekten wie Filippo Brunelleschi geprägt.
Das Werk des Venetianers Andrea Palladio inspirierte einen klassizistisch geprägten Baustil. Vom späten 17. bis ins frühe 20. Jahrhundert beeinflusste der Palladianismus die Architektur der ganzen Welt, insbesondere in Großbritannien, Australien und den Vereinigten Staaten.
Wichtige Architekten der Gegenwart sind Renzo Piano (Genua), Flavio Albanese (Vicenza) und Massimiliano Fuksas (Rom).

### Bildhauerei

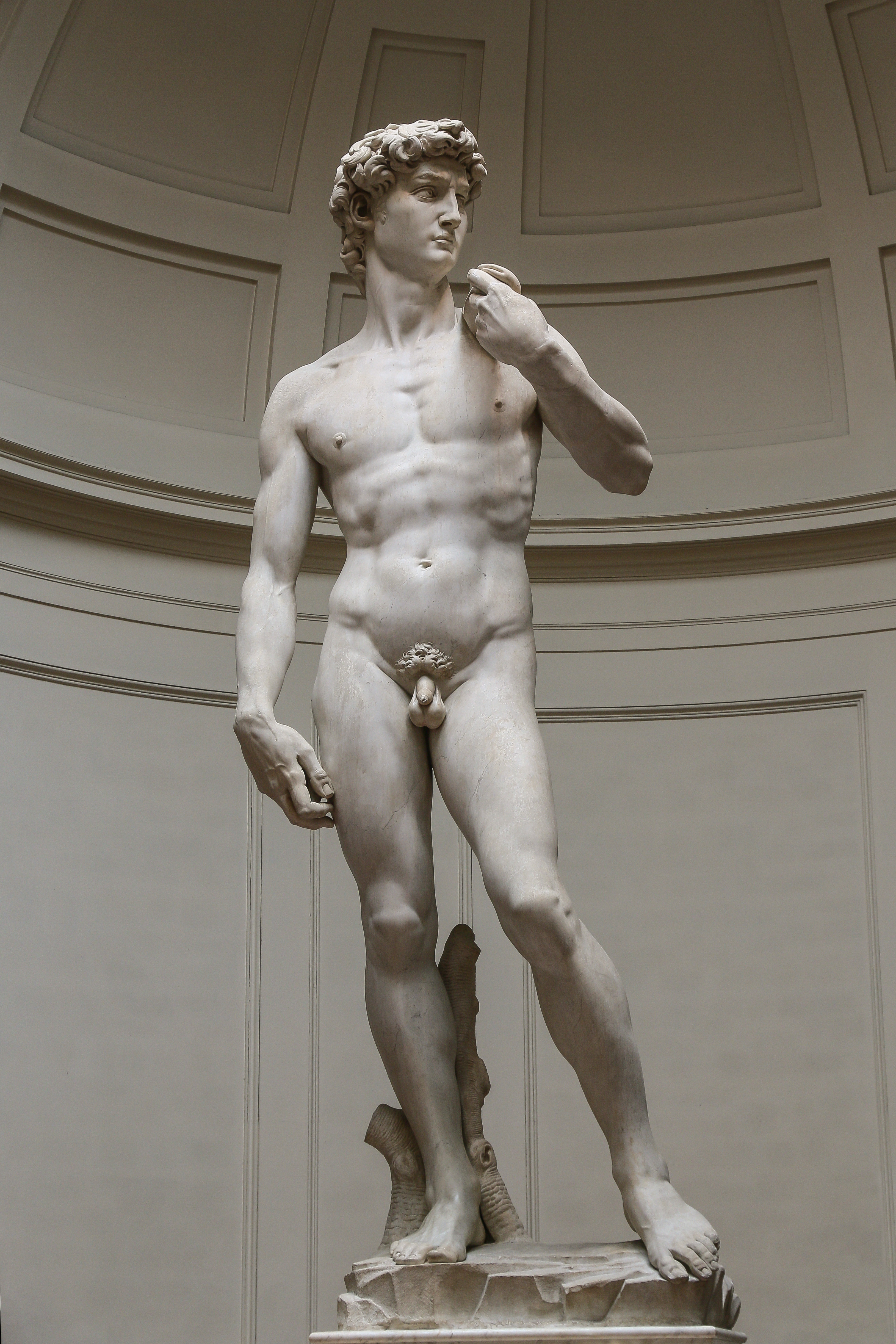
Michelangelos David in der Accademia di Belle Arti, Florenz

Bildhauer aus der italienischen Halbinsel prägten die Kunst sämtlicher Epochen: beispielsweise die Magistri Comacini die Romanik, Arnolfo di Cambio und andere die Gotik (wo aber Frankreich führte), Donatello die Frührenaissance; Michelangelo die Hochrenaissance; Giovanni Lorenzo Bernini das italienische Barock; Antonio Canova den Klassizismus.

### Museen
Aufgrund seines kulturellen Reichtums besitzt Italien die weltweit höchste Museumsdichte. Die Museen bilden eine wichtige Grundlage für den Tourismus. Seit 1974 besteht das Ministerium für Kulturgüter und -aktivitäten unter wechselnden Namen. Dem Ministerium sind 157 Staatsarchive, 298 archäologische Stätten, 58 Bibliotheken, 244 Museen, insgesamt 1052 staatliche Institutionen zugeordnet, hinzu kommen 2119 nicht-staatliche (Stand: 26. Februar 2012).
Einige der Museen sind Nationalmuseen. Zu diesen zählen das Archäologische Nationalmuseum in Ferrara sowie die von Florenz, das von Rom, das von Neapel und von Tarent sowie das Museo Nazionale Alinari della Fotografia in Florenz. Hinzu kommen das Museo Archeologico Nazionale di Reggio Calabria in Reggio, das Museo Nazionale G. A. Sanna auf Sardinien ebenso wie das Nationalmuseum der Kunst des 21. Jahrhunderts in Rom. Allerdings ist die Bezeichnung „Nationalmuseum“ nicht genau abgegrenzt, so dass zahlreiche weitere, überregional bedeutende staatliche Museen mitzurechnen sind.
Eine jährlich vom italienischen Touring Club herausgegebene Studie zu den Besucherzahlen der 30 meistbesuchten Museen berechnete für diese insgesamt etwa 23 Millionen Besucher für das Jahr 2008. Dies entspricht rund einem Viertel aller Besucher der rund 3800 öffentlichen Museen und 1800 archäologischen Stätten in Italien.

### Musik

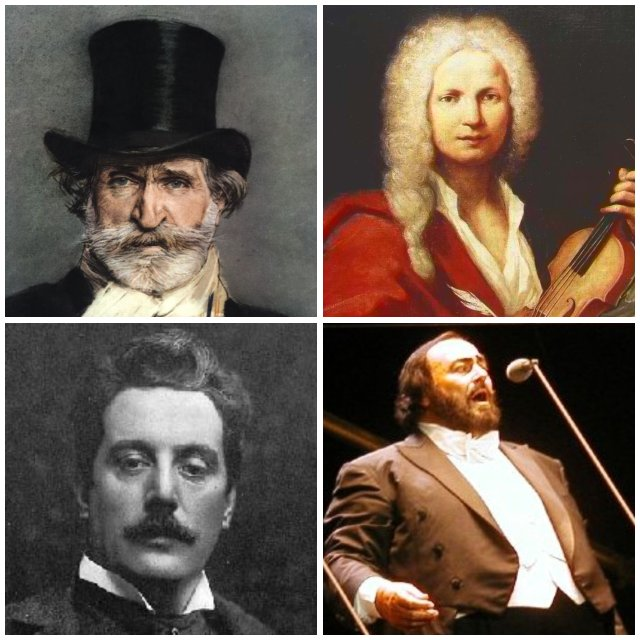
Von oben links im Uhrzeigersinn: Verdi, Vivaldi, Pavarotti und Puccini

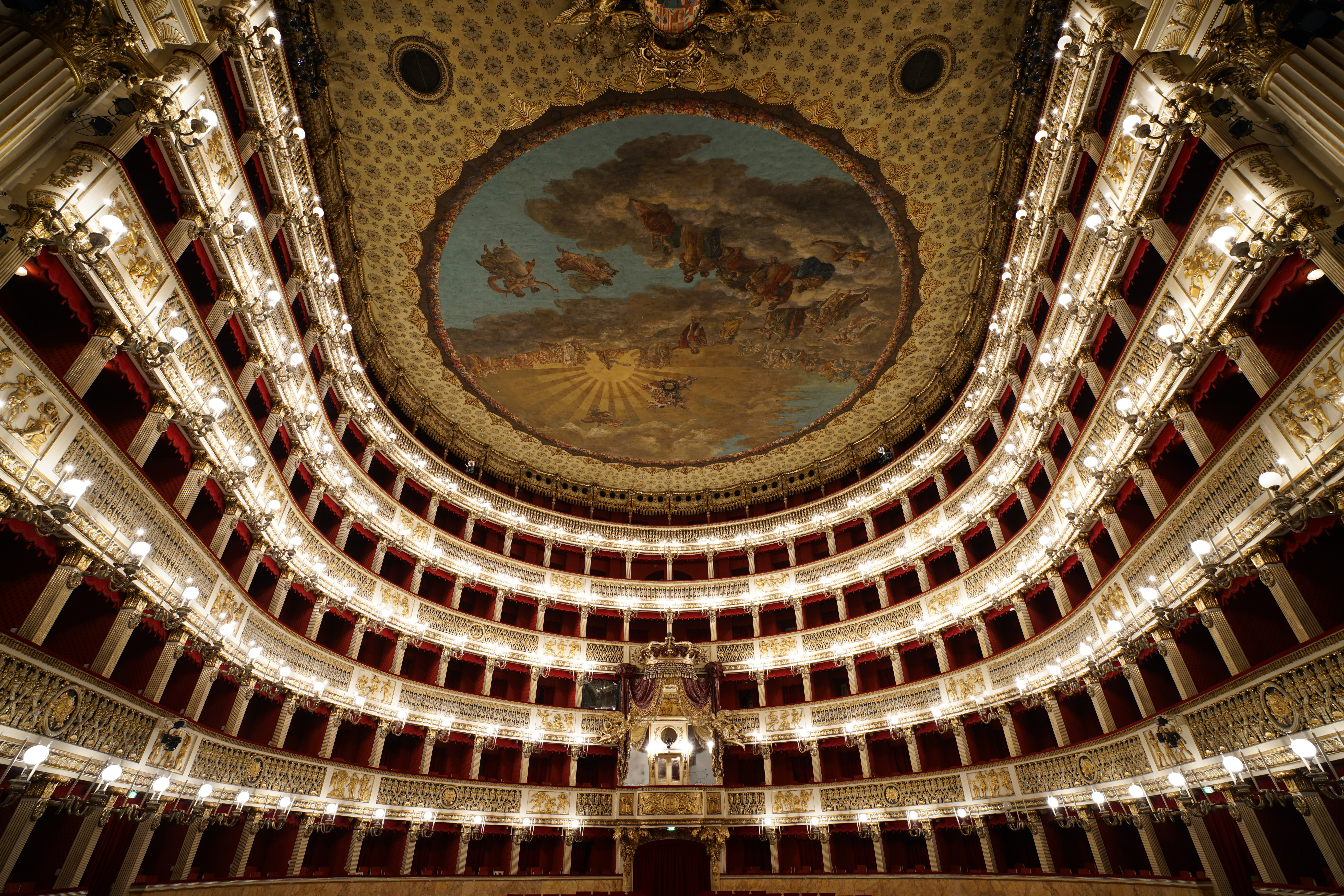
Das Teatro San Carlo in Neapel ist vor dem Teatro alla Scala in Mailand das älteste noch genutzte Opernhaus der Welt

Italien zählt auch namhafte Komponisten: Palestrina und Monteverdi in der Renaissance, Scarlatti, Corelli und Vivaldi im Barock, Paganini und Rossini in der Klassik, Verdi und Puccini in der Romantik sowie Einaudi und Albanese im Neoklassizismus.
Italien ist weithin bekannt als Geburtsort der Oper. Aus der Feder von Rossini, Bellini, Donizetti, Verdi und Puccini stammen mit die berühmtesten Opern überhaupt, die heute weltweit aufgeführt werden, unter anderem an der Scala in Mailand. Klassische Interpreten wie Enrico Caruso, Alessandro Bonci, Beniamino Gigli, Luciano Pavarotti und Andrea Bocelli haben sich um die Oper verdient gemacht.
Zu den bekanntesten italienischen Sängern der populären Musik gehören Domenico Modugno, Adriano Celentano, Gigliola Cinquetti, Paolo Conte, Toto Cutugno, Lucio Dalla, Gianna Nannini und Eros Ramazzotti. Auch in weniger frequentierten Genres wie Power Metal (Rhapsody) und Punkrock (Vanilla Sky oder Evolution So Far) sind die Italiener vertreten. Das Sanremo-Festival ist Italiens größter Musikwettbewerb und wird seit 1951 jährlich in der ligurischen Stadt Sanremo abgehalten.

### Film

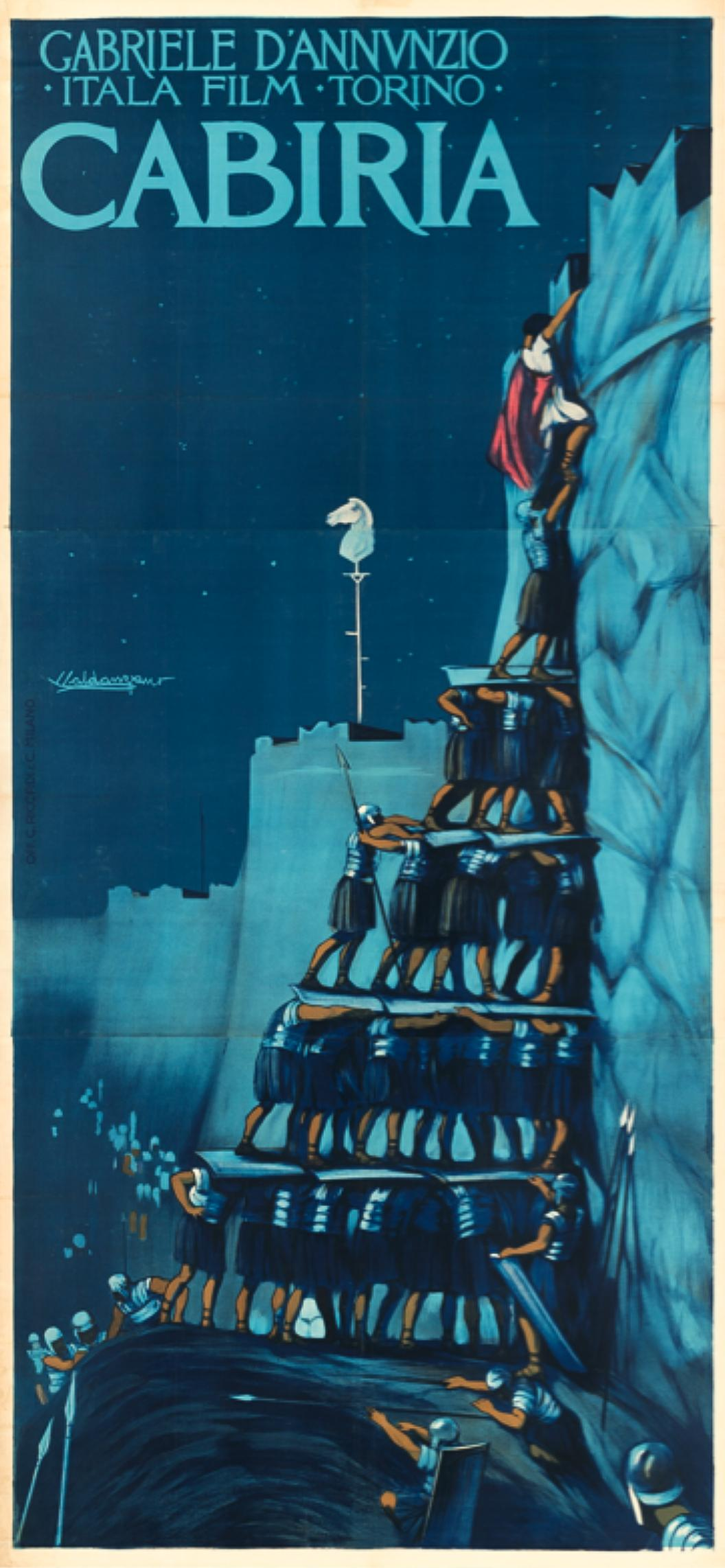
Zeitgenössisches Filmplakat zum Film Cabiria von 1914

Die italienische Filmindustrie nahm bereits zwischen 1903 und 1908 konkrete Formen an. Während des Faschismus wurde das Kino auch zu Zwecken der Regime-Propaganda eingesetzt. Im Südosten Roms wurde sogar eine eigene Filmstadt errichtet, Cinecittà.
Bedeutende Regisseure der Nachkriegszeit sind Vittorio De Sica, Roberto Rossellini, Luchino Visconti, Michelangelo Antonioni, Federico Fellini, Pier Paolo Pasolini, Sergio Leone und Bernardo Bertolucci. Unter den Schauspielern haben insbesondere Anna Magnani, Sophia Loren, Claudia Cardinale, Monica Vitti, Marcello Mastroianni, Giulietta Masina und Vittorio Gassman internationale Anerkennung erlangt. Zu den bekanntesten italienischen Filmproduktionen gehören Fahrraddiebe, Rom, offene Stadt, Der Leopard, La Strada – Das Lied der Straße, Das süße Leben sowie die Italowestern Spiel mir das Lied vom Tod und Zwei glorreiche Halunken.
In den letzten drei Jahrzehnten haben italienische Filme nur noch vereinzelt internationale Aufmerksamkeit bekommen, etwa Cinema Paradiso von Giuseppe Tornatore, Der Postmann mit Massimo Troisi oder Das Leben ist schön von und mit Roberto Benigni.
Die 1932 begründeten Internationalen Filmfestspiele Venedig (Mostra internazionale d’arte cinematografica di Venezia) sind Teil der Biennale für zeitgenössische Kunst und finden jedes Jahr von Ende August bis Anfang September auf dem Lido in Venedig statt. Die Filmfestspiele sind das älteste Filmfestival der Welt und gehören bis heute zu den bedeutendsten internationalen Filmfestspielen.

### Mode und Design
Italienische Mode hat eine lange Tradition. Mailand ist Italiens wichtigste Modemetropole, auch Rom, Turin, Neapel, Genua, Bologna, Venedig und Vicenza sind bedeutende Zentren. Zu den großen italienischen Modemarken gehören u. a. Armani, Benetton, Brioni, Dolce & Gabbana, Ermenegildo Zegna, Fendi, Ferragamo, Gucci, Max Mara, Missoni, Moschino, Prada, Valentino und Versace.
Italien ist auch führend im Bereich Design, insbesondere Innenarchitektur. Gio Ponti und Ettore Sottsass sind in diesem Zusammenhang erwähnenswert.

### Medien

#### Presse
Zu den Tageszeitungen mit der größten Reichweite gehören die Corriere della Sera (RCS MediaGroup), La Stampa und La Repubblica (GEDI Gruppo Editoriale) sowie der Il Messaggero (Caltagirone Editore). Il Sole 24 Ore ist die meistgelesene Wirtschaftszeitung und Eigentum des Arbeitgeberverbandes Confindustria. Die katholische Avvenire ist der Italienischen Bischofskonferenz zugehörig.

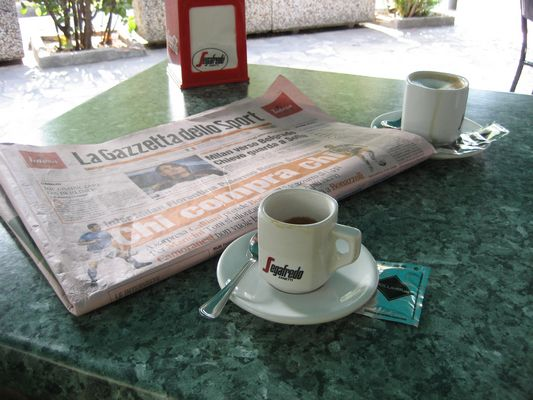
La Gazzetta dello Sport

Eine Besonderheit der italienischen Presselandschaft stellen die täglichen Sportzeitungen dar. Derzeit existieren drei Tageszeitungen, die sich ausschließlich mit Sport beschäftigen und allesamt relativ hohe Auflagen erreichen (La Gazzetta dello Sport, Tuttosport und Corriere dello Sport – Stadio).
Daneben gibt es zahlreiche regionale Tageszeitungen, deren wichtigsten Verleger die Caltagirone-Gruppe (Il Mattino und Il Gazzettino) sowie die GEDI Gruppo Editoriale (darunter Il Tirreno, La Nuova Sardegna, Messaggero Veneto – Giornale del Friuli) sind.
Die Bandbreite der italienischen Wochenzeitschriften ist vergleichbar mit der des deutschsprachigen Raumes. Dabei kann man auch die Unterscheidung zwischen Klatschpresse wie den Boulevardzeitungen Oggi und Gente und anspruchsvollen Magazinen erkennen. Zu den seriösen Nachrichtenmagazinen gehören der linksliberale L’Espresso und das zur Mondadori-Gruppe gehörende Panorama.

#### Rundfunk
Seit der Umstellung auf DVB-T und der Abschaltung der Analogsignale im Jahr 2011 verfügt Italien über ein vielfältiges, frei empfangbares Fernsehangebot.
Neben den drei nationalen Radioprogrammen und den herkömmlichen Fernsehsendern Rai Uno, Rai Due und Rai Tre strahlt die staatlich kontrollierte Radiotelevisione Italiana siebzehn weitere Sender aus.
Daneben existiert eine Vielzahl an Privatsendern, die ihre Stationen in fast jeder größeren Stadt haben. Diese finanzieren sich durch Werbung, das Programm besteht zu großen Teilen aus Musik und Shows. Dabei gibt es große qualitative Unterschiede. Einige wenige etablierte Sender schlossen sich zu einem großen Sendernetz zusammen, andere hingegen beschränken sich auf die Ausstrahlung von Filmen. Insgesamt existieren in Italien rund 1700 Fernsehsender, die rund 30 Millionen Zuschauer erreichen.

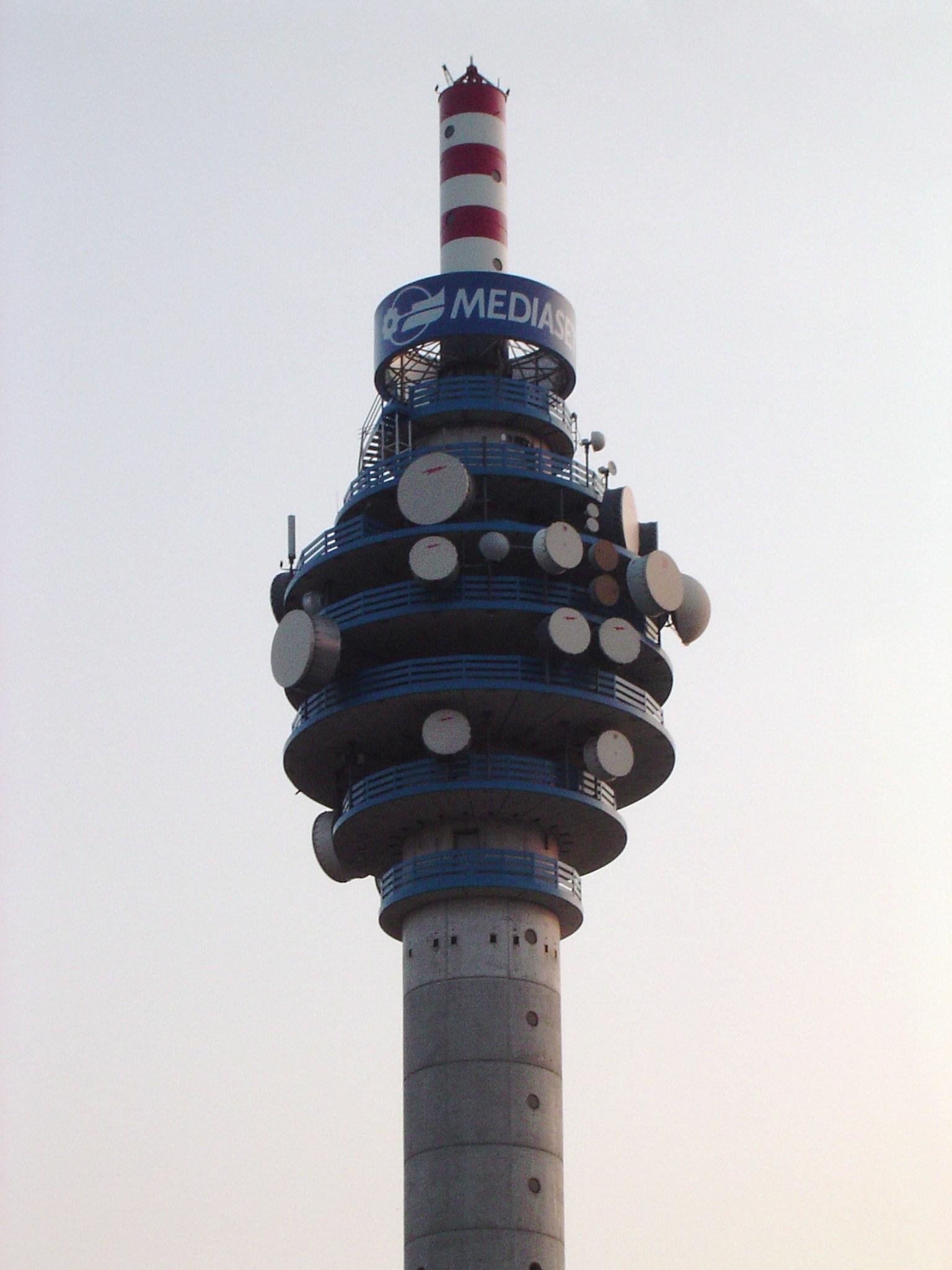
Der Mediaset-Turm in Cologno Monzese bei Mailand

Unter dem Namen Mediaset sind die Privatsender Canale 5, Italia 1 und Rete 4 zusammengefasst. Sie erreichen täglich ein Millionenpublikum und strahlen populäre Sendeformate wie Fernsehserien, Spielfilme, Dokumentarfilme, Reality-Shows und Sportübertragungen aus. Durch die Umstellung auf DVB-T sind zehn weitere frei empfangbare Mediaset-Programme hinzugekommen.
Darüber hinaus gibt es mit Sky Italia ein sehr umfangreiches Bezahlfernsehen, das im Juli 2016 4.740.000 Abonnenten zählte.

#### Internet
Im Jahr 2023 nutzten rund 87 Prozent der Einwohner Italiens das Internet.

#### Minderheitenmedien
In den von Sprachminderheiten bewohnten Gebieten sind neben italienisch- auch anderssprachige Medien verbreitet. Die Dolomiten und die Neue Südtiroler Tageszeitung sind die zwei deutschsprachigen Tageszeitungen in Südtirol, Primorski Dnevnik ist die slowenischsprachige Tageszeitung für die Region Friaul-Julisch Venetien. Die lokalen Redaktionen der Rai produzieren Fernsehsendungen in den Minderheitensprachen, die Rai Südtirol bietet ein Vollprogramm in deutscher Sprache. Dank internationaler Abkommen sind im Aostatal französische und Schweizer Sender empfangbar, während in Südtirol die Rundfunk-Anstalt für die Ausstrahlung ausländischer Programme aus dem deutschen Sprachraum zuständig ist.

### Sport
Sport hat in Italien einen hohen Stellenwert. Das faschistische Italien nutzte diesen, um durch die Siege bei den Fußballweltmeisterschaften 1934 und 1938 sowie den Olympischen Sommerspielen 1932 nationales und internationales Prestige zu erlangen. Das Comitato Olimpico Nazionale Italiano, das dem deutschen DOSB entspricht, wurde 1942 gegründet.
Italien war Austragungsort der Fußball-Weltmeisterschaften 1934 und 1990 sowie der Fußball-Europameisterschaften 1968 und 1980.
In Italien fanden mehrmals Olympische Spiele statt: die Sommerspiele 1960 in Rom sowie die Winterspiele in Cortina d’Ampezzo 1956 und Turin 2006. Die Winterspiele 2026 sollen in Mailand und Cortina d’Ampezzo stattfinden.
Special Olympics Italien wurde 1983 gegründet und nahm mehrmals an Special Olympics Weltspielen teil.

#### Fußball

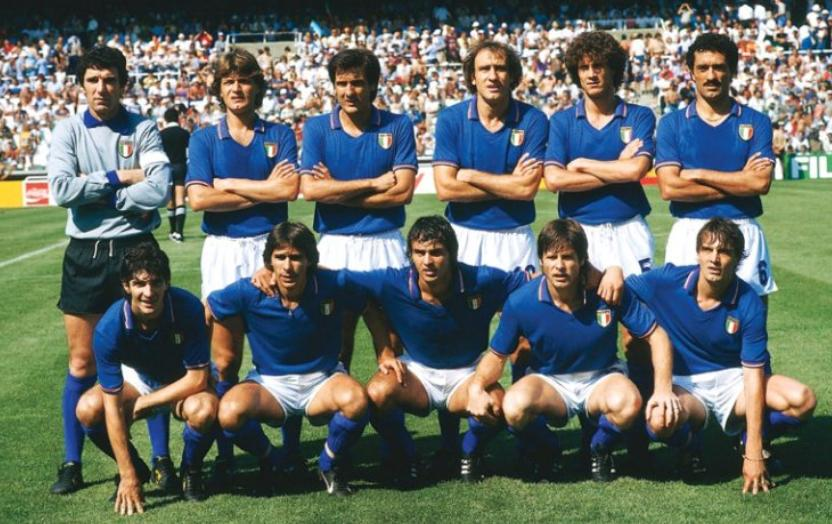
Die Italienische Fußballnationalmannschaft bei der Weltmeisterschaft 1982 in Spanien

In Italien ist Fußball (Calcio) die populärste und meistbetriebene Sportart. Die höchste Spielklasse im italienischen Profifußball ist die Serie A, welche zu den bedeutendsten europäischen Ligen zählt. Die bekanntesten Vereine sind die AC Mailand, Inter Mailand und Juventus Turin, die zu den erfolgreichsten Fußballklubs Europas gehören. Weitere bekannte Klubs sind die AS Rom, Lazio Rom, SSC Neapel und AC Florenz. Die italienische Nationalmannschaft zählt zu den erfolgreichsten Fußballnationalmannschaften der Welt. Bei den Weltmeisterschaften war Italien 18-mal vertreten und holte viermal den Titel (1934, 1938, 1982 und 2006). An den Europameisterschaften nahm die Auswahl elfmal teil und gewann 1968 im eigenen Land sowie 2021 den Titel. Außerdem wurde die Mannschaft einmal Olympiasieger. Die Ultra-Bewegung hat ihre Wurzeln im Italien der frühen 1950er und 1960er Jahre, als sich erstmals Fußballfans (Tifosi) in Gruppen zusammenschlossen, um ihre jeweiligen Lieblingsmannschaften gemeinsam organisiert zu unterstützen.

#### Motorsport

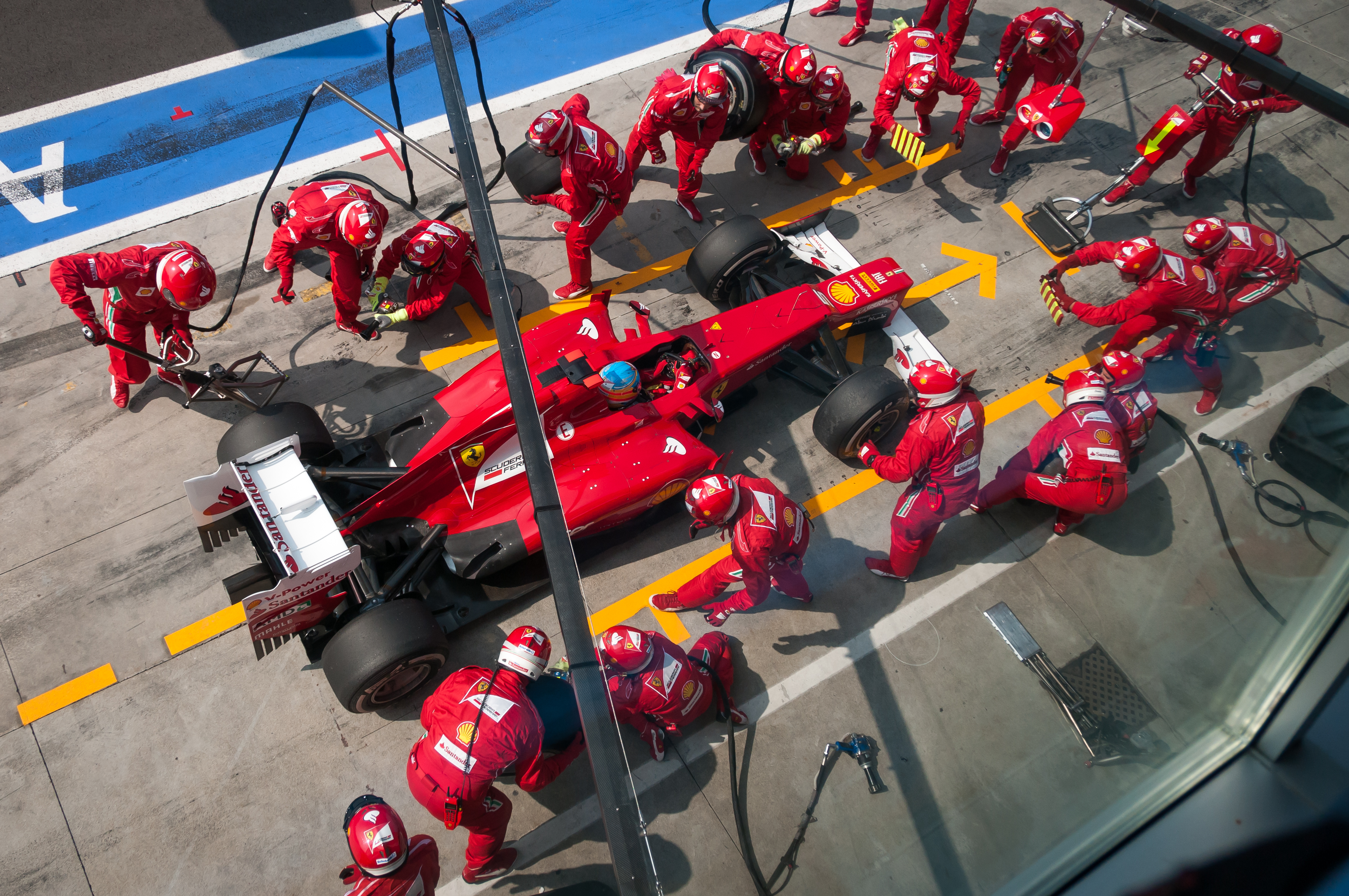
Die Scuderia Ferrari ist der erfolgreichste Rennstall der Formel-1-Geschichte

Auch Motorsport erfreut sich in Italien großer Beliebtheit, schon vor dem Zweiten Weltkrieg begründeten Fahrer wie Tazio Nuvolari und die Hersteller Alfa Romeo und Fiat die italienische Rennsporttradition. Nach dem Krieg wurde Ferrari das bekannteste und erfolgreichste Team der Formel 1. Mit Giuseppe Farina (1950) und Alberto Ascari (1952 und 1953) stellte Italien zwei Formel-1-Weltmeister. Der Große Preis von Italien wird seit 1950 ohne Unterbrechung bis heute (2025) ausgetragen; bis auf einmal (1980) auf dem Autodromo Nazionale Monza ausgetragen. Auch für die Formel 1 homologiert ist das Autodromo Enzo e Dino Ferrari in Imola.
Es gibt von Nord bis Süd eine Vielzahl von Bergrennstrecken. Der Bergrennsport genießt hohes Ansehen und ist bei Streckenlängen zwischen 6 und 17 km sportlich hoch angesiedelt. In der Europa-Bergmeisterschaft kann Italien mehrere Strecken zur Verfügung stellen und eine Vielzahl von Meistern vorweisen.
Auch der Motorradrennsport ist sehr beliebt. Giacomo Agostini ist der erfolgreichste Fahrer in der Geschichte der Motorrad-Weltmeisterschaft; heute wird diese Tradition vor allem von Publikumsliebling Valentino Rossi fortgesetzt. Auch die Hersteller Moto Guzzi, Gilera, MV Agusta, Ducati oder Aprilia sind in aller Welt für ihre Erfolge bekannt. Zu den Formel-1- und Motorradrennen auf den Traditionsrennstrecken von Monza, Imola und Mugello strömen alljährlich hunderttausende Zuschauer. In Lonigo, zwischen Verona und Vicenza gelegen und in Terenzano bei Udine findet alljährlich im Rahmen der Speedway-Einzelweltmeisterschaft der Speedway-WM Grand Prix von Italien statt.

#### Radsport
Des Weiteren gilt Italien auch als Radsportland. Der Giro d’Italia gilt nach der Tour de France als zweitbedeutendstes Radrennen der Welt. Wichtige Eintagesrennen, die zu den Klassikern gerechnet werden, sind Mailand–Sanremo und die Lombardei-Rundfahrt. Zu den wichtigsten Radsportlern gehören unter anderem Vincenzo Nibali und Mario Cipollini bzw. in der Radsportgeschichte Gino Bartali, Alfredo Binda, Ottavio Bottecchia, Giovanni Brunero, Fausto Coppi, Luigi Ganna, Carlo Galetti, Felice Gimondi, Costante Girardengo, Fiorenzo Magni, Gastone Nencini, Marco Pantani und Giovanni Valetti.

#### Skisport

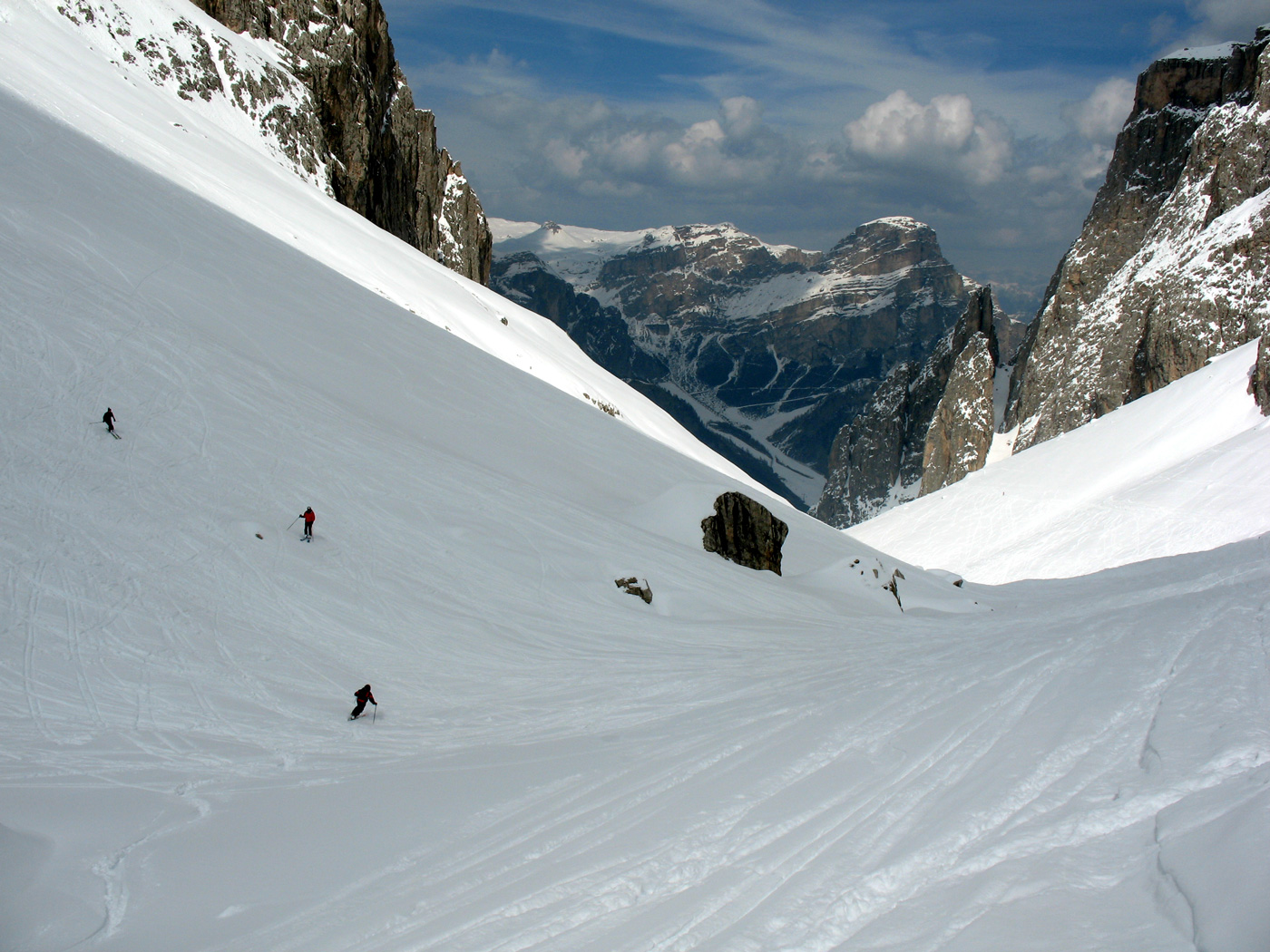
Skigebiet in den Dolomiten

Außer in Apulien gibt es in allen italienischen Regionen gut ausgestattete Skigebiete, wobei bei Touristen vor allem die Skigebiete Dolomiti Superski und Sellaronda beliebt sind. Zwei der bekanntesten aktiven Skifahrer sind bei den Herren der Olympiasieger 2010 im Slalom, Giuliano Razzoli und bei den Damen Manuela Mölgg. Der erfolgreichste italienische Skifahrer ist Alberto Tomba.

#### Rugby Union

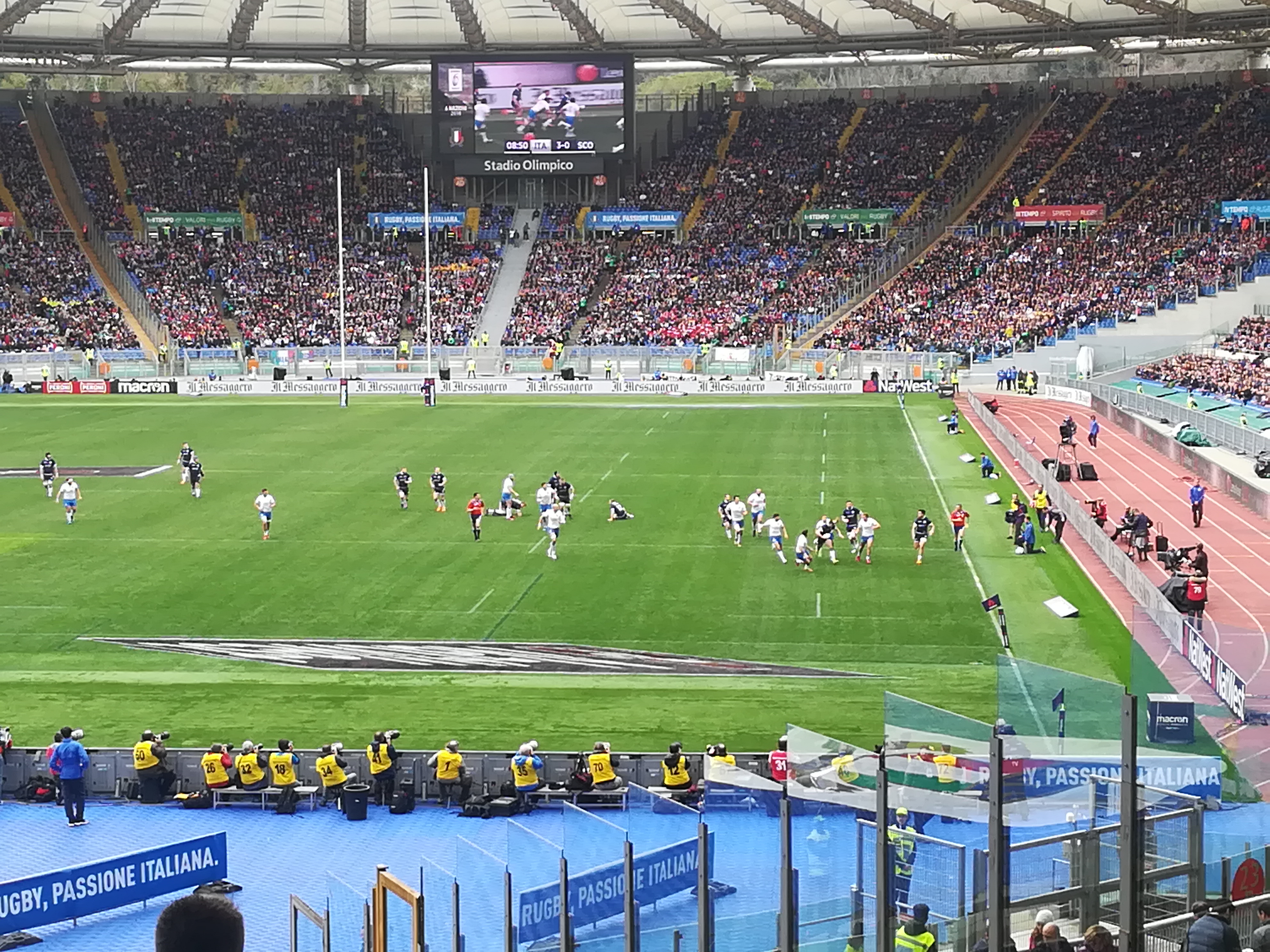
Italien gegen Schottland während der Six Nations 2018 im Stadio Olimpico in Rom

Rugby Union ist ebenfalls eine beliebte Sportart, vor allem im Norden des Landes. Die italienische Nationalmannschaft nimmt an den jährlichen Six Nations teil, zusammen mit England, Frankreich, Irland, Schottland und Wales, sowie an den vierjährlichen Rugby-Union-Weltmeisterschaften. Italien qualifizierte sich bisher für alle Weltmeisterschaften. Heimatstadion der Nationalmannschaft ist seit 2011 das Olympiastadion Rom.

#### Sonstige
Daneben gehören in Italien Wasserball, Basketball und Volleyball zu den beliebtesten Sportarten.

### Feiertage
| Datum        | Bezeichnung                | Italienischer Name                      | Anmerkung |
| ------------ | -------------------------- | --------------------------------------- | --- |
| –            | Sämtliche Sonntage         | Tutte le domeniche                      | Der erste Sonntag im November ist darüber hinaus Tag der nationalen Einheit (Giornata dell'Unità Nazionale e delle Forze Armate)                                  |
| 1. Januar    | Neujahr                    | Capodanno                               | |
| 6. Januar    | Epiphanias                 | Epifania del Signore                    | auch Epifania |
| 25. April    | Tag der Befreiung          | Anniversario della liberazione d'Italia | auch Liberazione dal nazifascismo, Befreiung vom Nazifaschismus, Ende der deutschen Besatzung 1945                                                                |
| –            | Ostermontag                | Lunedì dell'Angelo                      | auch Lunedì di Pasqua oder Pasquetta genannt |
| 1. Mai       | Tag der Arbeit             | Festa del Lavoro                        | auch Festa dei lavoratori |
| 2. Juni      | Tag der Republik           | Festa della Repubblica                  | Gründung der italienischen Republik 1946 |
| 15. August   | Mariä Himmelfahrt          | Assunzione di Maria                     | auch Ferragosto genannt |
| 1. November  | Allerheiligen              | Tutti i Santi                           | auch Ognissanti |
| 8. Dezember  | Mariä Empfängnis           | Immacolata Concezione                   | |
| 25. Dezember | Weihnachten                | Nascita di Gesù                         | oder schlicht Natale |
| 26. Dezember | Stefanstag                 | Giorno di Santo Stefano                 | |
| –            | Gedenktag des Stadtpatrons | Festa del Santo Patrono                 | In Südtirol wird stattdessen der Pfingstmontag (Lunedì di Pentecoste), der im übrigen Italien kein gesetzlicher Feiertag ist, als gesetzlicher Feiertag begangen. |